# Apatosaurus
Apatosaurus (il cui nome significa "lucertola ingannevole") è un genere estinto di dinosauro sauropode apatosaurino vissuto nel Giurassico superiore, circa 152-151 milioni di anni fa (Titoniano) in quella che oggi è la Formazione Morrison, negli stati di Oklahoma e Utah degli Stati Uniti. Lo studioso Othniel Charles Marsh descrisse e nominò la prima specie nota, A. ajax nel 1877, mentre la seconda specie, A. louisae fu scoperta e nominata da William H. Holland, nel 1916. Un Apatosaurus adulto poteva raggiungere una lunghezza media di 21-22,8 metri e un peso medio di 16,4-22,4 tonnellate. Alcuni campioni indicano una lunghezza massima dell'11-30% maggiore rispetto alla media e una massa di 32,7-72,6 tonnellate.

## Caratteristiche
Le vertebre cervicali di Apatosaurus sono meno allungate e più compatte di quelle del Diplodocus, che come Apatosaurus apparteneva alla famiglia dei diplodocidae, e le ossa della gamba, pur essendo più lunghe, sono molto più tarchiate, il che implica che l'Apatosaurus era un animale ben più robusto. La coda rimaneva sollevata a mezz'aria fornendo un notevole contrappeso per il lungo collo. L'Apatosaurus possedeva un grande artiglio su entrambe le zampe anteriori e tre su ogni arto posteriore. Il cranio dell'Apatosaurus, a lungo ritenuto simile a quello del Camarasaurus, in realtà era molto più simile a quello del Diplodocus. Probabilmente, l'Apatosaurus era un brucatore generalista che si nutriva di qualunque vegetazione potesse raggiungere grazie al lungo collo. Per alleggerire il proprio peso e per rinfrescare il corpo dall'interno, le vertebre dell'Apatosaurus erano cave e piene di sacchi aeriferi collegati al sistema respiratorio dell'animale, rendendo l'intero corpo relativamente più leggero. Come nella maggior parte dei diplodocidi, la coda dell'animale era probabilmente usata come una frusta contro i predatori e/o per creare forti rumori per comunicare.
Fino al 1909 il cranio dell'Apatosaurus venne spesso confuso con quello di Camarasaurus e Brachiosaurus; dopo il 1909, quando venne ritrovato l'olotipo della specie A. louisae, venne rinvenuto anche un cranio completo a pochi metri di distanza dalla parte anteriore del collo. Henry Fairfield Osborn non fu d'accordo con questa associazione e continuò a montare gli scheletri di Apatosaurus con il cranio di Camarasaurus. Pertanto, fino al 1970, gli scheletri di Apatosaurus vennero montati con calchi di crani speculativi, finché McIntosh dimostrò che i crani più robusti assegnati a Diplodocus erano più probabilmente appartenuti ad Apatosaurus.
L'Apatosaurus è un genere della famiglia dei diplodocidae piuttosto primitivo, con solo Amphicoelias ed eventualmente un nuovo genere senza nome che potrebbero essere ancora più primitivi. Mentre la sottofamiglia degli apatosaurinae fu nominata già nel 1929, il gruppo non è stato utilizzato validamente fino ad un ampio studio nel 2015. Solo Brontosaurus, insieme ad Apatosaurus, fa ufficialmente parte di questa sottofamiglia, mentre altri generi solitamente assegnati vengono talvolta indicati come sinonimi o riclassificati come diplodocini. In particolare il Brontosaurus è stato a lungo considerato un sinonimo di Apatosaurus: la sua unica specie difatti venne riclassificata come A. excelsus nel 1903. Uno studio condotto nel 2015 ha definitivamente concluso che Brontosaurus è un genere valido, distinto da Apatosaurus. Tuttavia, non tutti i paleontologi sono d'accordo su questa divisione. Vivendo nel Nord America giurassico, l'Apatosaurus condivideva il suo habitat con molti altri dinosauri, come Allosaurus, Camarasaurus, Diplodocus e Stegosaurus.

## Descrizione

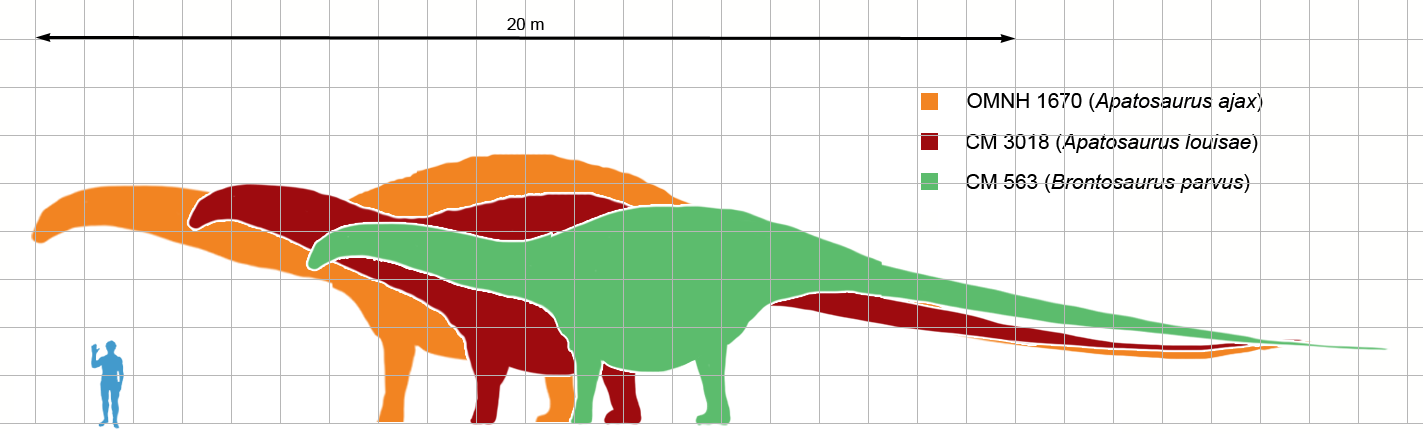
Dimensioni di A. ajax (arancione) e A. louisae (rosso) a confronto con un uomo e Brontosaurus parvus (verde)

L'Apatosaurus era un grande dinosauro sauropode quadrupede, con un collo lungo e robusto, corpo tarchiato e una lunga coda a frusta; gli arti anteriori erano leggermente più corti rispetto agli arti posteriori. La maggior parte delle stime delle dimensioni dell'animale si basano sul campione CM 3018, l'esemplare tipo di A. louisae. Nel 1936 la lunghezza dell'individuo è stata stimata in 21,8 metri misurando la colonna vertebrale. Le stime attuali sono simili, valutando la lunghezza dell'esemplare in 21-22,8 metri, per una massa di 16,4-22,4 tonnellate. Studiando la massa dei modelli volumetrici di Dreadnoughtus, Apatosaurus e Giraffatitan, nel 2015 è stato proposto per CM 3018 un peso di 21,8-38,2 tonnellate, simile alla massa del Dreadnoughtus. Stime passate sulla massa dell'animale parlano di un peso di 35,0 tonnellate. Alcuni reperti ossei di A. ajax (come OMNH 1670) appartengono a individui dell'11-30% più grandi, suggerendo una massa doppia rispetto all'esemplare CM 3018, con un peso di 32,7-72,6 tonnellate, arrivando addirittura a rivaleggiare in termini di dimensioni con i grandi titanosauri.

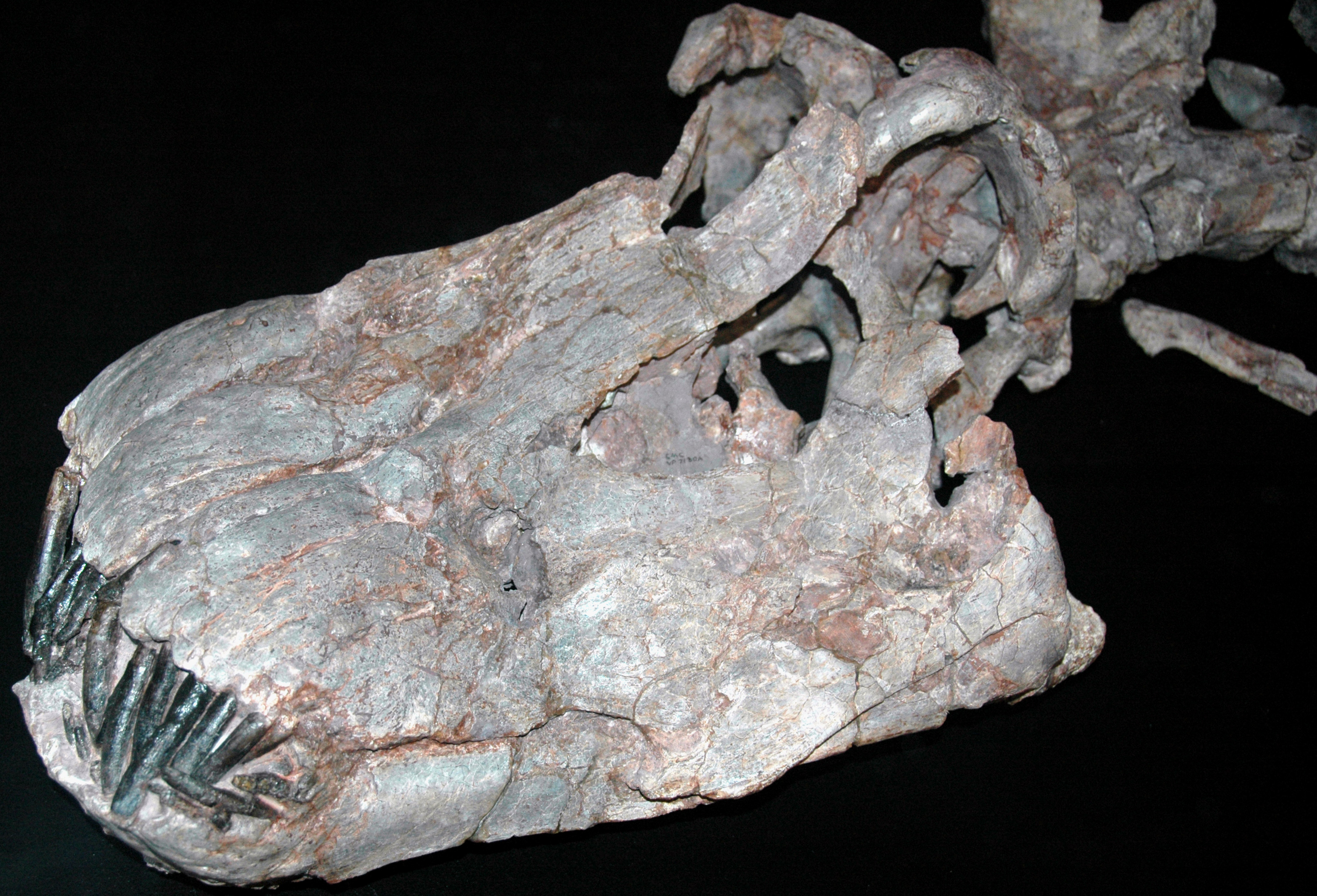
Cranio di A. ajax, del campione CMC VP 7180

Il cranio dell'Apatosaurus era relativamente piccolo in confronto alle dimensioni dell'animale: le ganasce erano fornite di denti a scalpello, perfettamente adatti ad una dieta erbivora. Il muso dell'Apatosaurus era molto simile a quello dei diplodocoidi, moderatamente quadrato, al contrario del Nigersaurus che aveva un teschio più squadrato. La scatola cranica dell'Apatosaurus è ben conservata nel campione BYU 17096, rappresentato da uno scheletro in buone condizioni. Un'analisi filogenetica ha dimostrato che la scatola cranica aveva una morfologia simile a quelle degli altri diplodocoidi. Alcuni crani di Apatosaurus sono stati ritrovati ancora in articolazione con i loro denti. Questi denti hanno lo smalto superficiale esposto e non presentano graffi sulla superficie; mostrano invece una superficie ruvida e un'usura moderata. La scoperta di tessuti orali in un esemplare di Camarasaurus, catalogato come SMA 0002, indica la presenza lungo la linea della mascella di resti ossificati di quelle che sembrano essere state le gengive, indicando che il Camarasaurus e forse altri sauropodi avessero gengive e labbra.

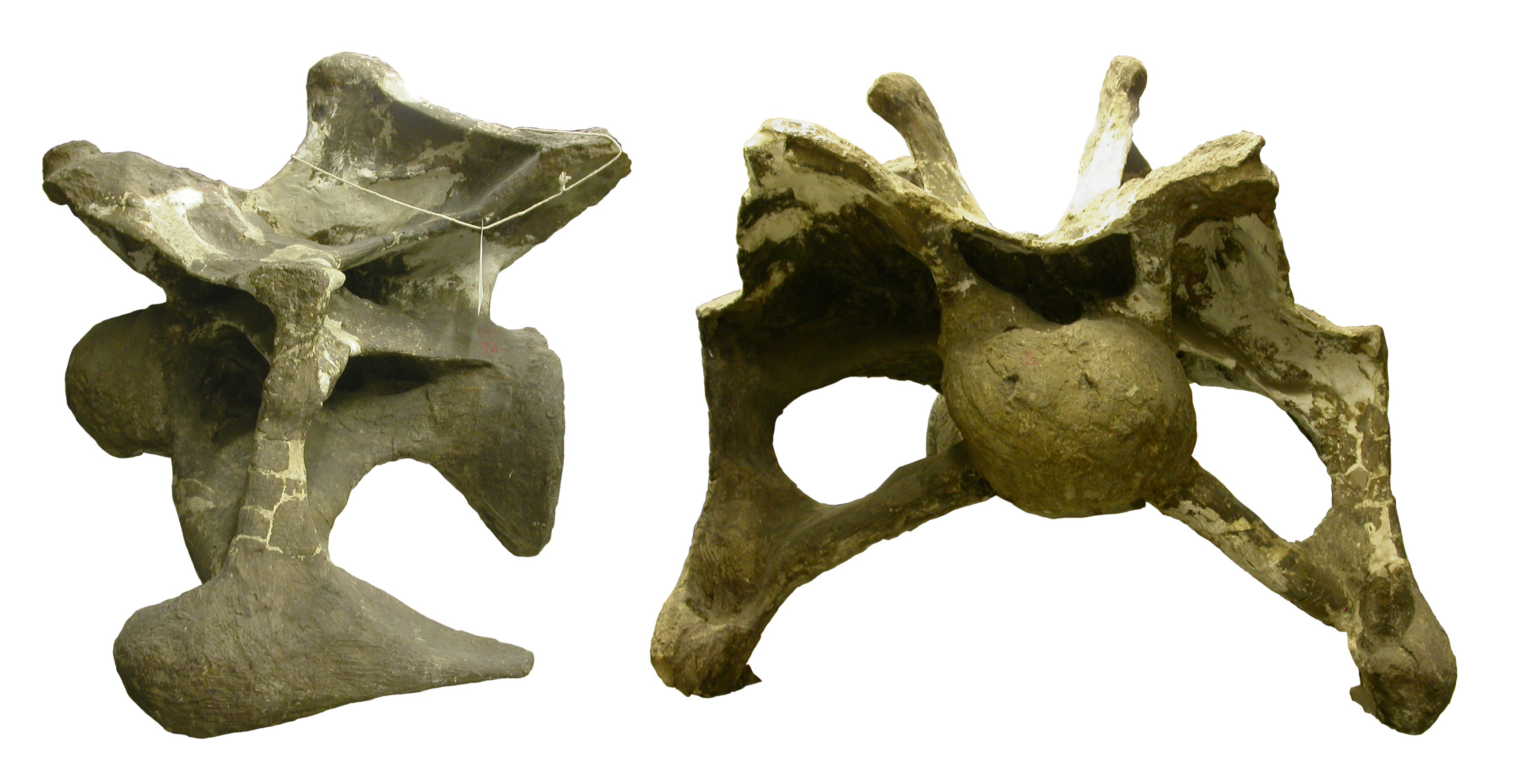
Vertebra cervicale di A. ajax (olotipo, YPM 1860) in vista laterale e anteriore

Come in altri sauropodi, le vertebre cervicali dell'Apatosaurus sono profondamente biforcate: possedevano spine neurali con una grande depressione nel mezzo, che contribuivano a formare un collo largo e profondo. La formula vertebrale per l'olotipo di A. louisae, è composta da 15 cervicali, 10 dorsali, 5 sacrali e 82 caudali. Il numero di vertebre caudali può variare all'interno della stessa specie. Le vertebre cervicali di Apatosaurus e Brontosaurus sono ben più robuste rispetto a quelle di altri diplodocidi, sebbene Charles Whitney Gilmore le considerasse simili a quelle di Camarasaurus. Inoltre supportano le costole cervicali che si estendono più verso terra rispetto ad altri diplodocini, mentre le vertebre e le costole cervicali si restringono verso la parte superiore del collo, rendendo il collo pressoché triangolare in sezione trasversale. In A. louisae, l'asse-atlante complesso delle prime vertebre cervicali è quasi completamente fuso. Le costole dorsali non sono fuse o strettamente attaccate alle loro vertebre, essendo invece liberamente articolate. L'Apatosaurus possiede dieci costole dorsali su entrambi i lati del corpo. Il grande collo era costellato da un ampio sistema di sacche d'aria che servivano ad alleggerire il suo peso. L'Apatosaurus, come il suo parente stretto Supersaurus, aveva alte spine neurali, che costituiscono più della metà dell'altezza delle singole vertebre. La forma della coda è insolita per un diplodocidae; è relativamente snella a causa della diminuzione dell'altezza delle spine vertebrali all'aumentare della distanza dai fianchi. L'Apatosaurus aveva costole anche più lunghe rispetto alla maggior parte degli altri diplodocidi, per cui la cassa toracica era insolitamente profonda. Come in altri diplodocidi, la coda aveva una struttura simile ad una frusta verso l'estremità.
Le ossa degli arti erano anch'esse molto robuste. Tra gli apatosaurinae, la scapola dell'Apatosaurus louisae è intermedia nella morfologia tra quella di A. ajax e Brontosaurus excelsus. Le ossa degli arti anteriori sono forti, in particolare l'omero di Apatosaurus assomiglia a quello di Camarasaurus e anche a quello di Brontosaurus. Tuttavia, gli omeri di Brontosaurus e A. ajax sono più simili tra loro che a A. louisae. Nel 1936, Charles Whitney Gilmore notò che nelle precedenti ricostruzioni degli arti anteriori di Apatosaurus il radio e l'ulna erano erroneamente sovrapposte; in vita queste due ossa invece sarebbero rimaste parallele. L'Apatosaurus possedeva un unico grande artiglio su ogni zampa anteriore, una caratteristica condivisa da tutti i sauropodi più derivati di Shunosaurus. Nelle zampe posteriori invece solo le prime tre dita erano provviste di artigli. La formula falangea è 2-1-1-1-1, cioè il dito più interno (falangi) sulla zampa anteriore ha due ossa e il successivo ne ha solo uno. Il singolo artiglio dell'arto anteriore (ungueale) è leggermente curvo ed esattamente troncato sull'estremità anteriore. Il cingolo pelvico comprende un ileo robusto e un pube fuso con l'ischio. I femori dell'Apatosaurus sono molto robusti, più di ogni altro Sauropode. Le ossa di tibia e perone sono differenti dalle ossa sottili di Diplodocus, ma sono quasi indistinguibili da quelli di Camarasaurus. La fibula è più lunga e più sottile rispetto alla tibia. Negli arti posteriori sono presenti solo tre artigli nelle tre dita più interne e la formula falangea è 3-4-5-3-2. Il primo metatarso è il più robusto, una caratteristica condivisa tra i diplodocidae.

## Classificazione

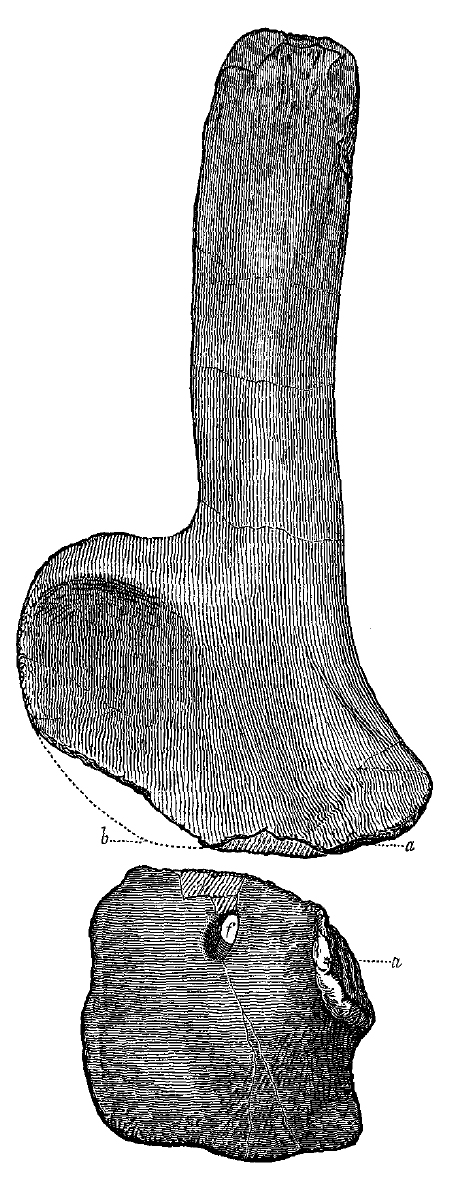
Scapola e coracoide di A. ajax

L'Apatosaurus è un membro della famiglia dei Diplodocidae, un clade di grandi dinosauri sauropodi. Questa famiglia comprende alcune delle creature più lunghe che abbiano mai camminato sulla terra, tra cui Diplodocus, Supersaurus e Barosaurus. L'animale viene talvolta classificato nella sottofamiglia degli Apatosaurinae, che potrebbe includere anche i generi Suuwassea, Supersaurus e Brontosaurus. Othniel Charles Marsh descrisse l'Apatosaurus come strettamente imparentato con Atlantosaurus all'interno del gruppo ormai defunto di Atlantosauridae. Nel 1878, Marsh sollevò la famiglia al rango di sottordine, in cui incluse Apatosaurus, Atlantosaurus, Morosaurus (oggi Camarasaurus) e Diplodocus. Marsh classificò questo gruppo all'interno di Sauropoda, un gruppo che ha eretto nello stesso studio. Nel 1903, Elmer S. Riggs dichiarò che il nome Sauropode fosse un sinonimo junior dei nomi precedenti, così raggruppò Apatosaurus all'interno di Opisthocoelia. Tuttavia, il nome Sauropoda viene usato tutt'oggi per indicare questo gruppo, e nel 2011, John Whitlock pubblicò uno studio dove Apatosaurus è visto come diplodocide basale, ma più evoluto di Supersaurus.
Cladogramma del gruppo di Diplodocidae, secondo gli studi di Tschopp, Mateus e Benson (2015):
|  | Apatosaurus ajax    |
|  |                     |
|  | Apatosaurus louisae |
|  |                     |

|  | Brontosaurus excelsus                                                          |
|  |                                                                                |
|  | \| \| Brontosaurus yahnahpin \| \| \| \| \| \| Brontosaurus parvus \| \| \| \| |
|  |                                                                                |
|  | Brontosaurus yahnahpin                                                         |
|  |                                                                                |
|  | Brontosaurus parvus                                                            |
|  |                                                                                |

|  | Brontosaurus yahnahpin |
|  |                        |
|  | Brontosaurus parvus    |
|  |                        |

|  | Apatosaurus ajax    |
|  |                     |
|  | Apatosaurus louisae |
|  |                     |

|  | Brontosaurus excelsus                                                          |
|  |                                                                                |
|  | \| \| Brontosaurus yahnahpin \| \| \| \| \| \| Brontosaurus parvus \| \| \| \| |
|  |                                                                                |
|  | Brontosaurus yahnahpin                                                         |
|  |                                                                                |
|  | Brontosaurus parvus                                                            |
|  |                                                                                |

|  | Brontosaurus yahnahpin |
|  |                        |
|  | Brontosaurus parvus    |
|  |                        |

|  | Apatosaurus ajax    |
|  |                     |
|  | Apatosaurus louisae |
|  |                     |

|  | Brontosaurus excelsus                                                          |
|  |                                                                                |
|  | \| \| Brontosaurus yahnahpin \| \| \| \| \| \| Brontosaurus parvus \| \| \| \| |
|  |                                                                                |
|  | Brontosaurus yahnahpin                                                         |
|  |                                                                                |
|  | Brontosaurus parvus                                                            |
|  |                                                                                |

|  | Brontosaurus yahnahpin |
|  |                        |
|  | Brontosaurus parvus    |
|  |                        |

|  | Apatosaurus ajax    |
|  |                     |
|  | Apatosaurus louisae |
|  |                     |

|  | Brontosaurus excelsus                                                          |
|  |                                                                                |
|  | \| \| Brontosaurus yahnahpin \| \| \| \| \| \| Brontosaurus parvus \| \| \| \| |
|  |                                                                                |
|  | Brontosaurus yahnahpin                                                         |
|  |                                                                                |
|  | Brontosaurus parvus                                                            |
|  |                                                                                |

|  | Brontosaurus yahnahpin |
|  |                        |
|  | Brontosaurus parvus    |
|  |                        |

|  | Apatosaurus ajax    |
|  |                     |
|  | Apatosaurus louisae |
|  |                     |

|  | Brontosaurus excelsus                                                          |
|  |                                                                                |
|  | \| \| Brontosaurus yahnahpin \| \| \| \| \| \| Brontosaurus parvus \| \| \| \| |
|  |                                                                                |
|  | Brontosaurus yahnahpin                                                         |
|  |                                                                                |
|  | Brontosaurus parvus                                                            |
|  |                                                                                |

|  | Brontosaurus yahnahpin |
|  |                        |
|  | Brontosaurus parvus    |
|  |                        |

|  | Apatosaurus ajax    |
|  |                     |
|  | Apatosaurus louisae |
|  |                     |

|  | Brontosaurus excelsus                                                          |
|  |                                                                                |
|  | \| \| Brontosaurus yahnahpin \| \| \| \| \| \| Brontosaurus parvus \| \| \| \| |
|  |                                                                                |
|  | Brontosaurus yahnahpin                                                         |
|  |                                                                                |
|  | Brontosaurus parvus                                                            |
|  |                                                                                |

|  | Brontosaurus yahnahpin |
|  |                        |
|  | Brontosaurus parvus    |
|  |                        |

|  | Apatosaurus ajax    |
|  |                     |
|  | Apatosaurus louisae |
|  |                     |

|  | Brontosaurus excelsus                                                          |
|  |                                                                                |
|  | \| \| Brontosaurus yahnahpin \| \| \| \| \| \| Brontosaurus parvus \| \| \| \| |
|  |                                                                                |
|  | Brontosaurus yahnahpin                                                         |
|  |                                                                                |
|  | Brontosaurus parvus                                                            |
|  |                                                                                |

|  | Brontosaurus yahnahpin |
|  |                        |
|  | Brontosaurus parvus    |
|  |                        |

|  | Apatosaurus ajax    |
|  |                     |
|  | Apatosaurus louisae |
|  |                     |

|  | Brontosaurus excelsus                                                          |
|  |                                                                                |
|  | \| \| Brontosaurus yahnahpin \| \| \| \| \| \| Brontosaurus parvus \| \| \| \| |
|  |                                                                                |
|  | Brontosaurus yahnahpin                                                         |
|  |                                                                                |
|  | Brontosaurus parvus                                                            |
|  |                                                                                |

|  | Brontosaurus yahnahpin |
|  |                        |
|  | Brontosaurus parvus    |
|  |                        |

|  | Supersaurus lourinhanensis |
|  |                            |
|  | Supersaurus vivianae       |
|  |                            |

|  | Diplodocus carnegii |
|  |                     |
|  | Diplodocus hallorum |
|  |                     |

|  | Kaatedocus siberi |
|  |                   |
|  | Barosaurus lentus |
|  |                   |

|  | Diplodocus carnegii |
|  |                     |
|  | Diplodocus hallorum |
|  |                     |

|  | Kaatedocus siberi |
|  |                   |
|  | Barosaurus lentus |
|  |                   |

|  | Diplodocus carnegii |
|  |                     |
|  | Diplodocus hallorum |
|  |                     |

|  | Kaatedocus siberi |
|  |                   |
|  | Barosaurus lentus |
|  |                   |

|  | Diplodocus carnegii |
|  |                     |
|  | Diplodocus hallorum |
|  |                     |

|  | Kaatedocus siberi |
|  |                   |
|  | Barosaurus lentus |
|  |                   |

|  | Diplodocus carnegii |
|  |                     |
|  | Diplodocus hallorum |
|  |                     |

|  | Kaatedocus siberi |
|  |                   |
|  | Barosaurus lentus |
|  |                   |

|  | Diplodocus carnegii |
|  |                     |
|  | Diplodocus hallorum |
|  |                     |

|  | Kaatedocus siberi |
|  |                   |
|  | Barosaurus lentus |
|  |                   |

|  | Diplodocus carnegii |
|  |                     |
|  | Diplodocus hallorum |
|  |                     |

|  | Kaatedocus siberi |
|  |                   |
|  | Barosaurus lentus |
|  |                   |

|  | Diplodocus carnegii |
|  |                     |
|  | Diplodocus hallorum |
|  |                     |

|  | Kaatedocus siberi |
|  |                   |
|  | Barosaurus lentus |
|  |                   |

|  | Supersaurus lourinhanensis |
|  |                            |
|  | Supersaurus vivianae       |
|  |                            |

|  | Diplodocus carnegii |
|  |                     |
|  | Diplodocus hallorum |
|  |                     |

|  | Kaatedocus siberi |
|  |                   |
|  | Barosaurus lentus |
|  |                   |

|  | Diplodocus carnegii |
|  |                     |
|  | Diplodocus hallorum |
|  |                     |

|  | Kaatedocus siberi |
|  |                   |
|  | Barosaurus lentus |
|  |                   |

|  | Diplodocus carnegii |
|  |                     |
|  | Diplodocus hallorum |
|  |                     |

|  | Kaatedocus siberi |
|  |                   |
|  | Barosaurus lentus |
|  |                   |

|  | Diplodocus carnegii |
|  |                     |
|  | Diplodocus hallorum |
|  |                     |

|  | Kaatedocus siberi |
|  |                   |
|  | Barosaurus lentus |
|  |                   |

|  | Diplodocus carnegii |
|  |                     |
|  | Diplodocus hallorum |
|  |                     |

|  | Kaatedocus siberi |
|  |                   |
|  | Barosaurus lentus |
|  |                   |

|  | Diplodocus carnegii |
|  |                     |
|  | Diplodocus hallorum |
|  |                     |

|  | Kaatedocus siberi |
|  |                   |
|  | Barosaurus lentus |
|  |                   |

|  | Diplodocus carnegii |
|  |                     |
|  | Diplodocus hallorum |
|  |                     |

|  | Kaatedocus siberi |
|  |                   |
|  | Barosaurus lentus |
|  |                   |

|  | Diplodocus carnegii |
|  |                     |
|  | Diplodocus hallorum |
|  |                     |

|  | Kaatedocus siberi |
|  |                   |
|  | Barosaurus lentus |
|  |                   |

|  | Supersaurus lourinhanensis |
|  |                            |
|  | Supersaurus vivianae       |
|  |                            |

|  | Diplodocus carnegii |
|  |                     |
|  | Diplodocus hallorum |
|  |                     |

|  | Kaatedocus siberi |
|  |                   |
|  | Barosaurus lentus |
|  |                   |

|  | Diplodocus carnegii |
|  |                     |
|  | Diplodocus hallorum |
|  |                     |

|  | Kaatedocus siberi |
|  |                   |
|  | Barosaurus lentus |
|  |                   |

|  | Diplodocus carnegii |
|  |                     |
|  | Diplodocus hallorum |
|  |                     |

|  | Kaatedocus siberi |
|  |                   |
|  | Barosaurus lentus |
|  |                   |

|  | Diplodocus carnegii |
|  |                     |
|  | Diplodocus hallorum |
|  |                     |

|  | Kaatedocus siberi |
|  |                   |
|  | Barosaurus lentus |
|  |                   |

|  | Diplodocus carnegii |
|  |                     |
|  | Diplodocus hallorum |
|  |                     |

|  | Kaatedocus siberi |
|  |                   |
|  | Barosaurus lentus |
|  |                   |

|  | Diplodocus carnegii |
|  |                     |
|  | Diplodocus hallorum |
|  |                     |

|  | Kaatedocus siberi |
|  |                   |
|  | Barosaurus lentus |
|  |                   |

|  | Diplodocus carnegii |
|  |                     |
|  | Diplodocus hallorum |
|  |                     |

|  | Kaatedocus siberi |
|  |                   |
|  | Barosaurus lentus |
|  |                   |

|  | Diplodocus carnegii |
|  |                     |
|  | Diplodocus hallorum |
|  |                     |

|  | Kaatedocus siberi |
|  |                   |
|  | Barosaurus lentus |
|  |                   |

|  | Supersaurus lourinhanensis |
|  |                            |
|  | Supersaurus vivianae       |
|  |                            |

|  | Diplodocus carnegii |
|  |                     |
|  | Diplodocus hallorum |
|  |                     |

|  | Kaatedocus siberi |
|  |                   |
|  | Barosaurus lentus |
|  |                   |

|  | Diplodocus carnegii |
|  |                     |
|  | Diplodocus hallorum |
|  |                     |

|  | Kaatedocus siberi |
|  |                   |
|  | Barosaurus lentus |
|  |                   |

|  | Diplodocus carnegii |
|  |                     |
|  | Diplodocus hallorum |
|  |                     |

|  | Kaatedocus siberi |
|  |                   |
|  | Barosaurus lentus |
|  |                   |

|  | Diplodocus carnegii |
|  |                     |
|  | Diplodocus hallorum |
|  |                     |

|  | Kaatedocus siberi |
|  |                   |
|  | Barosaurus lentus |
|  |                   |

|  | Diplodocus carnegii |
|  |                     |
|  | Diplodocus hallorum |
|  |                     |

|  | Kaatedocus siberi |
|  |                   |
|  | Barosaurus lentus |
|  |                   |

|  | Diplodocus carnegii |
|  |                     |
|  | Diplodocus hallorum |
|  |                     |

|  | Kaatedocus siberi |
|  |                   |
|  | Barosaurus lentus |
|  |                   |

|  | Diplodocus carnegii |
|  |                     |
|  | Diplodocus hallorum |
|  |                     |

|  | Kaatedocus siberi |
|  |                   |
|  | Barosaurus lentus |
|  |                   |

|  | Diplodocus carnegii |
|  |                     |
|  | Diplodocus hallorum |
|  |                     |

|  | Kaatedocus siberi |
|  |                   |
|  | Barosaurus lentus |
|  |                   |

|  | Supersaurus lourinhanensis |
|  |                            |
|  | Supersaurus vivianae       |
|  |                            |

|  | Diplodocus carnegii |
|  |                     |
|  | Diplodocus hallorum |
|  |                     |

|  | Kaatedocus siberi |
|  |                   |
|  | Barosaurus lentus |
|  |                   |

|  | Diplodocus carnegii |
|  |                     |
|  | Diplodocus hallorum |
|  |                     |

|  | Kaatedocus siberi |
|  |                   |
|  | Barosaurus lentus |
|  |                   |

|  | Diplodocus carnegii |
|  |                     |
|  | Diplodocus hallorum |
|  |                     |

|  | Kaatedocus siberi |
|  |                   |
|  | Barosaurus lentus |
|  |                   |

|  | Diplodocus carnegii |
|  |                     |
|  | Diplodocus hallorum |
|  |                     |

|  | Kaatedocus siberi |
|  |                   |
|  | Barosaurus lentus |
|  |                   |

|  | Diplodocus carnegii |
|  |                     |
|  | Diplodocus hallorum |
|  |                     |

|  | Kaatedocus siberi |
|  |                   |
|  | Barosaurus lentus |
|  |                   |

|  | Diplodocus carnegii |
|  |                     |
|  | Diplodocus hallorum |
|  |                     |

|  | Kaatedocus siberi |
|  |                   |
|  | Barosaurus lentus |
|  |                   |

|  | Diplodocus carnegii |
|  |                     |
|  | Diplodocus hallorum |
|  |                     |

|  | Kaatedocus siberi |
|  |                   |
|  | Barosaurus lentus |
|  |                   |

|  | Diplodocus carnegii |
|  |                     |
|  | Diplodocus hallorum |
|  |                     |

|  | Kaatedocus siberi |
|  |                   |
|  | Barosaurus lentus |
|  |                   |

|  | Supersaurus lourinhanensis |
|  |                            |
|  | Supersaurus vivianae       |
|  |                            |

|  | Diplodocus carnegii |
|  |                     |
|  | Diplodocus hallorum |
|  |                     |

|  | Kaatedocus siberi |
|  |                   |
|  | Barosaurus lentus |
|  |                   |

|  | Diplodocus carnegii |
|  |                     |
|  | Diplodocus hallorum |
|  |                     |

|  | Kaatedocus siberi |
|  |                   |
|  | Barosaurus lentus |
|  |                   |

|  | Diplodocus carnegii |
|  |                     |
|  | Diplodocus hallorum |
|  |                     |

|  | Kaatedocus siberi |
|  |                   |
|  | Barosaurus lentus |
|  |                   |

|  | Diplodocus carnegii |
|  |                     |
|  | Diplodocus hallorum |
|  |                     |

|  | Kaatedocus siberi |
|  |                   |
|  | Barosaurus lentus |
|  |                   |

|  | Diplodocus carnegii |
|  |                     |
|  | Diplodocus hallorum |
|  |                     |

|  | Kaatedocus siberi |
|  |                   |
|  | Barosaurus lentus |
|  |                   |

|  | Diplodocus carnegii |
|  |                     |
|  | Diplodocus hallorum |
|  |                     |

|  | Kaatedocus siberi |
|  |                   |
|  | Barosaurus lentus |
|  |                   |

|  | Diplodocus carnegii |
|  |                     |
|  | Diplodocus hallorum |
|  |                     |

|  | Kaatedocus siberi |
|  |                   |
|  | Barosaurus lentus |
|  |                   |

|  | Diplodocus carnegii |
|  |                     |
|  | Diplodocus hallorum |
|  |                     |

|  | Kaatedocus siberi |
|  |                   |
|  | Barosaurus lentus |
|  |                   |

|  | Supersaurus lourinhanensis |
|  |                            |
|  | Supersaurus vivianae       |
|  |                            |

|  | Diplodocus carnegii |
|  |                     |
|  | Diplodocus hallorum |
|  |                     |

|  | Kaatedocus siberi |
|  |                   |
|  | Barosaurus lentus |
|  |                   |

|  | Diplodocus carnegii |
|  |                     |
|  | Diplodocus hallorum |
|  |                     |

|  | Kaatedocus siberi |
|  |                   |
|  | Barosaurus lentus |
|  |                   |

|  | Diplodocus carnegii |
|  |                     |
|  | Diplodocus hallorum |
|  |                     |

|  | Kaatedocus siberi |
|  |                   |
|  | Barosaurus lentus |
|  |                   |

|  | Diplodocus carnegii |
|  |                     |
|  | Diplodocus hallorum |
|  |                     |

|  | Kaatedocus siberi |
|  |                   |
|  | Barosaurus lentus |
|  |                   |

|  | Diplodocus carnegii |
|  |                     |
|  | Diplodocus hallorum |
|  |                     |

|  | Kaatedocus siberi |
|  |                   |
|  | Barosaurus lentus |
|  |                   |

|  | Diplodocus carnegii |
|  |                     |
|  | Diplodocus hallorum |
|  |                     |

|  | Kaatedocus siberi |
|  |                   |
|  | Barosaurus lentus |
|  |                   |

|  | Diplodocus carnegii |
|  |                     |
|  | Diplodocus hallorum |
|  |                     |

|  | Kaatedocus siberi |
|  |                   |
|  | Barosaurus lentus |
|  |                   |

|  | Diplodocus carnegii |
|  |                     |
|  | Diplodocus hallorum |
|  |                     |

|  | Kaatedocus siberi |
|  |                   |
|  | Barosaurus lentus |
|  |                   |

|  | Supersaurus lourinhanensis |
|  |                            |
|  | Supersaurus vivianae       |
|  |                            |

|  | Diplodocus carnegii |
|  |                     |
|  | Diplodocus hallorum |
|  |                     |

|  | Kaatedocus siberi |
|  |                   |
|  | Barosaurus lentus |
|  |                   |

|  | Diplodocus carnegii |
|  |                     |
|  | Diplodocus hallorum |
|  |                     |

|  | Kaatedocus siberi |
|  |                   |
|  | Barosaurus lentus |
|  |                   |

|  | Diplodocus carnegii |
|  |                     |
|  | Diplodocus hallorum |
|  |                     |

|  | Kaatedocus siberi |
|  |                   |
|  | Barosaurus lentus |
|  |                   |

|  | Diplodocus carnegii |
|  |                     |
|  | Diplodocus hallorum |
|  |                     |

|  | Kaatedocus siberi |
|  |                   |
|  | Barosaurus lentus |
|  |                   |

|  | Diplodocus carnegii |
|  |                     |
|  | Diplodocus hallorum |
|  |                     |

|  | Kaatedocus siberi |
|  |                   |
|  | Barosaurus lentus |
|  |                   |

|  | Diplodocus carnegii |
|  |                     |
|  | Diplodocus hallorum |
|  |                     |

|  | Kaatedocus siberi |
|  |                   |
|  | Barosaurus lentus |
|  |                   |

|  | Diplodocus carnegii |
|  |                     |
|  | Diplodocus hallorum |
|  |                     |

|  | Kaatedocus siberi |
|  |                   |
|  | Barosaurus lentus |
|  |                   |

|  | Diplodocus carnegii |
|  |                     |
|  | Diplodocus hallorum |
|  |                     |

|  | Kaatedocus siberi |
|  |                   |
|  | Barosaurus lentus |
|  |                   |

|  | Apatosaurus ajax    |
|  |                     |
|  | Apatosaurus louisae |
|  |                     |

|  | Brontosaurus excelsus                                                          |
|  |                                                                                |
|  | \| \| Brontosaurus yahnahpin \| \| \| \| \| \| Brontosaurus parvus \| \| \| \| |
|  |                                                                                |
|  | Brontosaurus yahnahpin                                                         |
|  |                                                                                |
|  | Brontosaurus parvus                                                            |
|  |                                                                                |

|  | Brontosaurus yahnahpin |
|  |                        |
|  | Brontosaurus parvus    |
|  |                        |

|  | Apatosaurus ajax    |
|  |                     |
|  | Apatosaurus louisae |
|  |                     |

|  | Brontosaurus excelsus                                                          |
|  |                                                                                |
|  | \| \| Brontosaurus yahnahpin \| \| \| \| \| \| Brontosaurus parvus \| \| \| \| |
|  |                                                                                |
|  | Brontosaurus yahnahpin                                                         |
|  |                                                                                |
|  | Brontosaurus parvus                                                            |
|  |                                                                                |

|  | Brontosaurus yahnahpin |
|  |                        |
|  | Brontosaurus parvus    |
|  |                        |

|  | Apatosaurus ajax    |
|  |                     |
|  | Apatosaurus louisae |
|  |                     |

|  | Brontosaurus excelsus                                                          |
|  |                                                                                |
|  | \| \| Brontosaurus yahnahpin \| \| \| \| \| \| Brontosaurus parvus \| \| \| \| |
|  |                                                                                |
|  | Brontosaurus yahnahpin                                                         |
|  |                                                                                |
|  | Brontosaurus parvus                                                            |
|  |                                                                                |

|  | Brontosaurus yahnahpin |
|  |                        |
|  | Brontosaurus parvus    |
|  |                        |

|  | Apatosaurus ajax    |
|  |                     |
|  | Apatosaurus louisae |
|  |                     |

|  | Brontosaurus excelsus                                                          |
|  |                                                                                |
|  | \| \| Brontosaurus yahnahpin \| \| \| \| \| \| Brontosaurus parvus \| \| \| \| |
|  |                                                                                |
|  | Brontosaurus yahnahpin                                                         |
|  |                                                                                |
|  | Brontosaurus parvus                                                            |
|  |                                                                                |

|  | Brontosaurus yahnahpin |
|  |                        |
|  | Brontosaurus parvus    |
|  |                        |

|  | Apatosaurus ajax    |
|  |                     |
|  | Apatosaurus louisae |
|  |                     |

|  | Brontosaurus excelsus                                                          |
|  |                                                                                |
|  | \| \| Brontosaurus yahnahpin \| \| \| \| \| \| Brontosaurus parvus \| \| \| \| |
|  |                                                                                |
|  | Brontosaurus yahnahpin                                                         |
|  |                                                                                |
|  | Brontosaurus parvus                                                            |
|  |                                                                                |

|  | Brontosaurus yahnahpin |
|  |                        |
|  | Brontosaurus parvus    |
|  |                        |

|  | Apatosaurus ajax    |
|  |                     |
|  | Apatosaurus louisae |
|  |                     |

|  | Brontosaurus excelsus                                                          |
|  |                                                                                |
|  | \| \| Brontosaurus yahnahpin \| \| \| \| \| \| Brontosaurus parvus \| \| \| \| |
|  |                                                                                |
|  | Brontosaurus yahnahpin                                                         |
|  |                                                                                |
|  | Brontosaurus parvus                                                            |
|  |                                                                                |

|  | Brontosaurus yahnahpin |
|  |                        |
|  | Brontosaurus parvus    |
|  |                        |

|  | Apatosaurus ajax    |
|  |                     |
|  | Apatosaurus louisae |
|  |                     |

|  | Brontosaurus excelsus                                                          |
|  |                                                                                |
|  | \| \| Brontosaurus yahnahpin \| \| \| \| \| \| Brontosaurus parvus \| \| \| \| |
|  |                                                                                |
|  | Brontosaurus yahnahpin                                                         |
|  |                                                                                |
|  | Brontosaurus parvus                                                            |
|  |                                                                                |

|  | Brontosaurus yahnahpin |
|  |                        |
|  | Brontosaurus parvus    |
|  |                        |

|  | Apatosaurus ajax    |
|  |                     |
|  | Apatosaurus louisae |
|  |                     |

|  | Brontosaurus excelsus                                                          |
|  |                                                                                |
|  | \| \| Brontosaurus yahnahpin \| \| \| \| \| \| Brontosaurus parvus \| \| \| \| |
|  |                                                                                |
|  | Brontosaurus yahnahpin                                                         |
|  |                                                                                |
|  | Brontosaurus parvus                                                            |
|  |                                                                                |

|  | Brontosaurus yahnahpin |
|  |                        |
|  | Brontosaurus parvus    |
|  |                        |

|  | Supersaurus lourinhanensis |
|  |                            |
|  | Supersaurus vivianae       |
|  |                            |

|  | Diplodocus carnegii |
|  |                     |
|  | Diplodocus hallorum |
|  |                     |

|  | Kaatedocus siberi |
|  |                   |
|  | Barosaurus lentus |
|  |                   |

|  | Diplodocus carnegii |
|  |                     |
|  | Diplodocus hallorum |
|  |                     |

|  | Kaatedocus siberi |
|  |                   |
|  | Barosaurus lentus |
|  |                   |

|  | Diplodocus carnegii |
|  |                     |
|  | Diplodocus hallorum |
|  |                     |

|  | Kaatedocus siberi |
|  |                   |
|  | Barosaurus lentus |
|  |                   |

|  | Diplodocus carnegii |
|  |                     |
|  | Diplodocus hallorum |
|  |                     |

|  | Kaatedocus siberi |
|  |                   |
|  | Barosaurus lentus |
|  |                   |

|  | Diplodocus carnegii |
|  |                     |
|  | Diplodocus hallorum |
|  |                     |

|  | Kaatedocus siberi |
|  |                   |
|  | Barosaurus lentus |
|  |                   |

|  | Diplodocus carnegii |
|  |                     |
|  | Diplodocus hallorum |
|  |                     |

|  | Kaatedocus siberi |
|  |                   |
|  | Barosaurus lentus |
|  |                   |

|  | Diplodocus carnegii |
|  |                     |
|  | Diplodocus hallorum |
|  |                     |

|  | Kaatedocus siberi |
|  |                   |
|  | Barosaurus lentus |
|  |                   |

|  | Diplodocus carnegii |
|  |                     |
|  | Diplodocus hallorum |
|  |                     |

|  | Kaatedocus siberi |
|  |                   |
|  | Barosaurus lentus |
|  |                   |

|  | Supersaurus lourinhanensis |
|  |                            |
|  | Supersaurus vivianae       |
|  |                            |

|  | Diplodocus carnegii |
|  |                     |
|  | Diplodocus hallorum |
|  |                     |

|  | Kaatedocus siberi |
|  |                   |
|  | Barosaurus lentus |
|  |                   |

|  | Diplodocus carnegii |
|  |                     |
|  | Diplodocus hallorum |
|  |                     |

|  | Kaatedocus siberi |
|  |                   |
|  | Barosaurus lentus |
|  |                   |

|  | Diplodocus carnegii |
|  |                     |
|  | Diplodocus hallorum |
|  |                     |

|  | Kaatedocus siberi |
|  |                   |
|  | Barosaurus lentus |
|  |                   |

|  | Diplodocus carnegii |
|  |                     |
|  | Diplodocus hallorum |
|  |                     |

|  | Kaatedocus siberi |
|  |                   |
|  | Barosaurus lentus |
|  |                   |

|  | Diplodocus carnegii |
|  |                     |
|  | Diplodocus hallorum |
|  |                     |

|  | Kaatedocus siberi |
|  |                   |
|  | Barosaurus lentus |
|  |                   |

|  | Diplodocus carnegii |
|  |                     |
|  | Diplodocus hallorum |
|  |                     |

|  | Kaatedocus siberi |
|  |                   |
|  | Barosaurus lentus |
|  |                   |

|  | Diplodocus carnegii |
|  |                     |
|  | Diplodocus hallorum |
|  |                     |

|  | Kaatedocus siberi |
|  |                   |
|  | Barosaurus lentus |
|  |                   |

|  | Diplodocus carnegii |
|  |                     |
|  | Diplodocus hallorum |
|  |                     |

|  | Kaatedocus siberi |
|  |                   |
|  | Barosaurus lentus |
|  |                   |

|  | Supersaurus lourinhanensis |
|  |                            |
|  | Supersaurus vivianae       |
|  |                            |

|  | Diplodocus carnegii |
|  |                     |
|  | Diplodocus hallorum |
|  |                     |

|  | Kaatedocus siberi |
|  |                   |
|  | Barosaurus lentus |
|  |                   |

|  | Diplodocus carnegii |
|  |                     |
|  | Diplodocus hallorum |
|  |                     |

|  | Kaatedocus siberi |
|  |                   |
|  | Barosaurus lentus |
|  |                   |

|  | Diplodocus carnegii |
|  |                     |
|  | Diplodocus hallorum |
|  |                     |

|  | Kaatedocus siberi |
|  |                   |
|  | Barosaurus lentus |
|  |                   |

|  | Diplodocus carnegii |
|  |                     |
|  | Diplodocus hallorum |
|  |                     |

|  | Kaatedocus siberi |
|  |                   |
|  | Barosaurus lentus |
|  |                   |

|  | Diplodocus carnegii |
|  |                     |
|  | Diplodocus hallorum |
|  |                     |

|  | Kaatedocus siberi |
|  |                   |
|  | Barosaurus lentus |
|  |                   |

|  | Diplodocus carnegii |
|  |                     |
|  | Diplodocus hallorum |
|  |                     |

|  | Kaatedocus siberi |
|  |                   |
|  | Barosaurus lentus |
|  |                   |

|  | Diplodocus carnegii |
|  |                     |
|  | Diplodocus hallorum |
|  |                     |

|  | Kaatedocus siberi |
|  |                   |
|  | Barosaurus lentus |
|  |                   |

|  | Diplodocus carnegii |
|  |                     |
|  | Diplodocus hallorum |
|  |                     |

|  | Kaatedocus siberi |
|  |                   |
|  | Barosaurus lentus |
|  |                   |

|  | Supersaurus lourinhanensis |
|  |                            |
|  | Supersaurus vivianae       |
|  |                            |

|  | Diplodocus carnegii |
|  |                     |
|  | Diplodocus hallorum |
|  |                     |

|  | Kaatedocus siberi |
|  |                   |
|  | Barosaurus lentus |
|  |                   |

|  | Diplodocus carnegii |
|  |                     |
|  | Diplodocus hallorum |
|  |                     |

|  | Kaatedocus siberi |
|  |                   |
|  | Barosaurus lentus |
|  |                   |

|  | Diplodocus carnegii |
|  |                     |
|  | Diplodocus hallorum |
|  |                     |

|  | Kaatedocus siberi |
|  |                   |
|  | Barosaurus lentus |
|  |                   |

|  | Diplodocus carnegii |
|  |                     |
|  | Diplodocus hallorum |
|  |                     |

|  | Kaatedocus siberi |
|  |                   |
|  | Barosaurus lentus |
|  |                   |

|  | Diplodocus carnegii |
|  |                     |
|  | Diplodocus hallorum |
|  |                     |

|  | Kaatedocus siberi |
|  |                   |
|  | Barosaurus lentus |
|  |                   |

|  | Diplodocus carnegii |
|  |                     |
|  | Diplodocus hallorum |
|  |                     |

|  | Kaatedocus siberi |
|  |                   |
|  | Barosaurus lentus |
|  |                   |

|  | Diplodocus carnegii |
|  |                     |
|  | Diplodocus hallorum |
|  |                     |

|  | Kaatedocus siberi |
|  |                   |
|  | Barosaurus lentus |
|  |                   |

|  | Diplodocus carnegii |
|  |                     |
|  | Diplodocus hallorum |
|  |                     |

|  | Kaatedocus siberi |
|  |                   |
|  | Barosaurus lentus |
|  |                   |

|  | Supersaurus lourinhanensis |
|  |                            |
|  | Supersaurus vivianae       |
|  |                            |

|  | Diplodocus carnegii |
|  |                     |
|  | Diplodocus hallorum |
|  |                     |

|  | Kaatedocus siberi |
|  |                   |
|  | Barosaurus lentus |
|  |                   |

|  | Diplodocus carnegii |
|  |                     |
|  | Diplodocus hallorum |
|  |                     |

|  | Kaatedocus siberi |
|  |                   |
|  | Barosaurus lentus |
|  |                   |

|  | Diplodocus carnegii |
|  |                     |
|  | Diplodocus hallorum |
|  |                     |

|  | Kaatedocus siberi |
|  |                   |
|  | Barosaurus lentus |
|  |                   |

|  | Diplodocus carnegii |
|  |                     |
|  | Diplodocus hallorum |
|  |                     |

|  | Kaatedocus siberi |
|  |                   |
|  | Barosaurus lentus |
|  |                   |

|  | Diplodocus carnegii |
|  |                     |
|  | Diplodocus hallorum |
|  |                     |

|  | Kaatedocus siberi |
|  |                   |
|  | Barosaurus lentus |
|  |                   |

|  | Diplodocus carnegii |
|  |                     |
|  | Diplodocus hallorum |
|  |                     |

|  | Kaatedocus siberi |
|  |                   |
|  | Barosaurus lentus |
|  |                   |

|  | Diplodocus carnegii |
|  |                     |
|  | Diplodocus hallorum |
|  |                     |

|  | Kaatedocus siberi |
|  |                   |
|  | Barosaurus lentus |
|  |                   |

|  | Diplodocus carnegii |
|  |                     |
|  | Diplodocus hallorum |
|  |                     |

|  | Kaatedocus siberi |
|  |                   |
|  | Barosaurus lentus |
|  |                   |

|  | Supersaurus lourinhanensis |
|  |                            |
|  | Supersaurus vivianae       |
|  |                            |

|  | Diplodocus carnegii |
|  |                     |
|  | Diplodocus hallorum |
|  |                     |

|  | Kaatedocus siberi |
|  |                   |
|  | Barosaurus lentus |
|  |                   |

|  | Diplodocus carnegii |
|  |                     |
|  | Diplodocus hallorum |
|  |                     |

|  | Kaatedocus siberi |
|  |                   |
|  | Barosaurus lentus |
|  |                   |

|  | Diplodocus carnegii |
|  |                     |
|  | Diplodocus hallorum |
|  |                     |

|  | Kaatedocus siberi |
|  |                   |
|  | Barosaurus lentus |
|  |                   |

|  | Diplodocus carnegii |
|  |                     |
|  | Diplodocus hallorum |
|  |                     |

|  | Kaatedocus siberi |
|  |                   |
|  | Barosaurus lentus |
|  |                   |

|  | Diplodocus carnegii |
|  |                     |
|  | Diplodocus hallorum |
|  |                     |

|  | Kaatedocus siberi |
|  |                   |
|  | Barosaurus lentus |
|  |                   |

|  | Diplodocus carnegii |
|  |                     |
|  | Diplodocus hallorum |
|  |                     |

|  | Kaatedocus siberi |
|  |                   |
|  | Barosaurus lentus |
|  |                   |

|  | Diplodocus carnegii |
|  |                     |
|  | Diplodocus hallorum |
|  |                     |

|  | Kaatedocus siberi |
|  |                   |
|  | Barosaurus lentus |
|  |                   |

|  | Diplodocus carnegii |
|  |                     |
|  | Diplodocus hallorum |
|  |                     |

|  | Kaatedocus siberi |
|  |                   |
|  | Barosaurus lentus |
|  |                   |

|  | Supersaurus lourinhanensis |
|  |                            |
|  | Supersaurus vivianae       |
|  |                            |

|  | Diplodocus carnegii |
|  |                     |
|  | Diplodocus hallorum |
|  |                     |

|  | Kaatedocus siberi |
|  |                   |
|  | Barosaurus lentus |
|  |                   |

|  | Diplodocus carnegii |
|  |                     |
|  | Diplodocus hallorum |
|  |                     |

|  | Kaatedocus siberi |
|  |                   |
|  | Barosaurus lentus |
|  |                   |

|  | Diplodocus carnegii |
|  |                     |
|  | Diplodocus hallorum |
|  |                     |

|  | Kaatedocus siberi |
|  |                   |
|  | Barosaurus lentus |
|  |                   |

|  | Diplodocus carnegii |
|  |                     |
|  | Diplodocus hallorum |
|  |                     |

|  | Kaatedocus siberi |
|  |                   |
|  | Barosaurus lentus |
|  |                   |

|  | Diplodocus carnegii |
|  |                     |
|  | Diplodocus hallorum |
|  |                     |

|  | Kaatedocus siberi |
|  |                   |
|  | Barosaurus lentus |
|  |                   |

|  | Diplodocus carnegii |
|  |                     |
|  | Diplodocus hallorum |
|  |                     |

|  | Kaatedocus siberi |
|  |                   |
|  | Barosaurus lentus |
|  |                   |

|  | Diplodocus carnegii |
|  |                     |
|  | Diplodocus hallorum |
|  |                     |

|  | Kaatedocus siberi |
|  |                   |
|  | Barosaurus lentus |
|  |                   |

|  | Diplodocus carnegii |
|  |                     |
|  | Diplodocus hallorum |
|  |                     |

|  | Kaatedocus siberi |
|  |                   |
|  | Barosaurus lentus |
|  |                   |

|  | Supersaurus lourinhanensis |
|  |                            |
|  | Supersaurus vivianae       |
|  |                            |

|  | Diplodocus carnegii |
|  |                     |
|  | Diplodocus hallorum |
|  |                     |

|  | Kaatedocus siberi |
|  |                   |
|  | Barosaurus lentus |
|  |                   |

|  | Diplodocus carnegii |
|  |                     |
|  | Diplodocus hallorum |
|  |                     |

|  | Kaatedocus siberi |
|  |                   |
|  | Barosaurus lentus |
|  |                   |

|  | Diplodocus carnegii |
|  |                     |
|  | Diplodocus hallorum |
|  |                     |

|  | Kaatedocus siberi |
|  |                   |
|  | Barosaurus lentus |
|  |                   |

|  | Diplodocus carnegii |
|  |                     |
|  | Diplodocus hallorum |
|  |                     |

|  | Kaatedocus siberi |
|  |                   |
|  | Barosaurus lentus |
|  |                   |

|  | Diplodocus carnegii |
|  |                     |
|  | Diplodocus hallorum |
|  |                     |

|  | Kaatedocus siberi |
|  |                   |
|  | Barosaurus lentus |
|  |                   |

|  | Diplodocus carnegii |
|  |                     |
|  | Diplodocus hallorum |
|  |                     |

|  | Kaatedocus siberi |
|  |                   |
|  | Barosaurus lentus |
|  |                   |

|  | Diplodocus carnegii |
|  |                     |
|  | Diplodocus hallorum |
|  |                     |

|  | Kaatedocus siberi |
|  |                   |
|  | Barosaurus lentus |
|  |                   |

|  | Diplodocus carnegii |
|  |                     |
|  | Diplodocus hallorum |
|  |                     |

|  | Kaatedocus siberi |
|  |                   |
|  | Barosaurus lentus |
|  |                   |

|  | Apatosaurus ajax    |
|  |                     |
|  | Apatosaurus louisae |
|  |                     |

|  | Brontosaurus excelsus                                                          |
|  |                                                                                |
|  | \| \| Brontosaurus yahnahpin \| \| \| \| \| \| Brontosaurus parvus \| \| \| \| |
|  |                                                                                |
|  | Brontosaurus yahnahpin                                                         |
|  |                                                                                |
|  | Brontosaurus parvus                                                            |
|  |                                                                                |

|  | Brontosaurus yahnahpin |
|  |                        |
|  | Brontosaurus parvus    |
|  |                        |

|  | Apatosaurus ajax    |
|  |                     |
|  | Apatosaurus louisae |
|  |                     |

|  | Brontosaurus excelsus                                                          |
|  |                                                                                |
|  | \| \| Brontosaurus yahnahpin \| \| \| \| \| \| Brontosaurus parvus \| \| \| \| |
|  |                                                                                |
|  | Brontosaurus yahnahpin                                                         |
|  |                                                                                |
|  | Brontosaurus parvus                                                            |
|  |                                                                                |

|  | Brontosaurus yahnahpin |
|  |                        |
|  | Brontosaurus parvus    |
|  |                        |

|  | Apatosaurus ajax    |
|  |                     |
|  | Apatosaurus louisae |
|  |                     |

|  | Brontosaurus excelsus                                                          |
|  |                                                                                |
|  | \| \| Brontosaurus yahnahpin \| \| \| \| \| \| Brontosaurus parvus \| \| \| \| |
|  |                                                                                |
|  | Brontosaurus yahnahpin                                                         |
|  |                                                                                |
|  | Brontosaurus parvus                                                            |
|  |                                                                                |

|  | Brontosaurus yahnahpin |
|  |                        |
|  | Brontosaurus parvus    |
|  |                        |

|  | Apatosaurus ajax    |
|  |                     |
|  | Apatosaurus louisae |
|  |                     |

|  | Brontosaurus excelsus                                                          |
|  |                                                                                |
|  | \| \| Brontosaurus yahnahpin \| \| \| \| \| \| Brontosaurus parvus \| \| \| \| |
|  |                                                                                |
|  | Brontosaurus yahnahpin                                                         |
|  |                                                                                |
|  | Brontosaurus parvus                                                            |
|  |                                                                                |

|  | Brontosaurus yahnahpin |
|  |                        |
|  | Brontosaurus parvus    |
|  |                        |

|  | Apatosaurus ajax    |
|  |                     |
|  | Apatosaurus louisae |
|  |                     |

|  | Brontosaurus excelsus                                                          |
|  |                                                                                |
|  | \| \| Brontosaurus yahnahpin \| \| \| \| \| \| Brontosaurus parvus \| \| \| \| |
|  |                                                                                |
|  | Brontosaurus yahnahpin                                                         |
|  |                                                                                |
|  | Brontosaurus parvus                                                            |
|  |                                                                                |

|  | Brontosaurus yahnahpin |
|  |                        |
|  | Brontosaurus parvus    |
|  |                        |

|  | Apatosaurus ajax    |
|  |                     |
|  | Apatosaurus louisae |
|  |                     |

|  | Brontosaurus excelsus                                                          |
|  |                                                                                |
|  | \| \| Brontosaurus yahnahpin \| \| \| \| \| \| Brontosaurus parvus \| \| \| \| |
|  |                                                                                |
|  | Brontosaurus yahnahpin                                                         |
|  |                                                                                |
|  | Brontosaurus parvus                                                            |
|  |                                                                                |

|  | Brontosaurus yahnahpin |
|  |                        |
|  | Brontosaurus parvus    |
|  |                        |

|  | Apatosaurus ajax    |
|  |                     |
|  | Apatosaurus louisae |
|  |                     |

|  | Brontosaurus excelsus                                                          |
|  |                                                                                |
|  | \| \| Brontosaurus yahnahpin \| \| \| \| \| \| Brontosaurus parvus \| \| \| \| |
|  |                                                                                |
|  | Brontosaurus yahnahpin                                                         |
|  |                                                                                |
|  | Brontosaurus parvus                                                            |
|  |                                                                                |

|  | Brontosaurus yahnahpin |
|  |                        |
|  | Brontosaurus parvus    |
|  |                        |

|  | Apatosaurus ajax    |
|  |                     |
|  | Apatosaurus louisae |
|  |                     |

|  | Brontosaurus excelsus                                                          |
|  |                                                                                |
|  | \| \| Brontosaurus yahnahpin \| \| \| \| \| \| Brontosaurus parvus \| \| \| \| |
|  |                                                                                |
|  | Brontosaurus yahnahpin                                                         |
|  |                                                                                |
|  | Brontosaurus parvus                                                            |
|  |                                                                                |

|  | Brontosaurus yahnahpin |
|  |                        |
|  | Brontosaurus parvus    |
|  |                        |

|  | Supersaurus lourinhanensis |
|  |                            |
|  | Supersaurus vivianae       |
|  |                            |

|  | Diplodocus carnegii |
|  |                     |
|  | Diplodocus hallorum |
|  |                     |

|  | Kaatedocus siberi |
|  |                   |
|  | Barosaurus lentus |
|  |                   |

|  | Diplodocus carnegii |
|  |                     |
|  | Diplodocus hallorum |
|  |                     |

|  | Kaatedocus siberi |
|  |                   |
|  | Barosaurus lentus |
|  |                   |

|  | Diplodocus carnegii |
|  |                     |
|  | Diplodocus hallorum |
|  |                     |

|  | Kaatedocus siberi |
|  |                   |
|  | Barosaurus lentus |
|  |                   |

|  | Diplodocus carnegii |
|  |                     |
|  | Diplodocus hallorum |
|  |                     |

|  | Kaatedocus siberi |
|  |                   |
|  | Barosaurus lentus |
|  |                   |

|  | Diplodocus carnegii |
|  |                     |
|  | Diplodocus hallorum |
|  |                     |

|  | Kaatedocus siberi |
|  |                   |
|  | Barosaurus lentus |
|  |                   |

|  | Diplodocus carnegii |
|  |                     |
|  | Diplodocus hallorum |
|  |                     |

|  | Kaatedocus siberi |
|  |                   |
|  | Barosaurus lentus |
|  |                   |

|  | Diplodocus carnegii |
|  |                     |
|  | Diplodocus hallorum |
|  |                     |

|  | Kaatedocus siberi |
|  |                   |
|  | Barosaurus lentus |
|  |                   |

|  | Diplodocus carnegii |
|  |                     |
|  | Diplodocus hallorum |
|  |                     |

|  | Kaatedocus siberi |
|  |                   |
|  | Barosaurus lentus |
|  |                   |

|  | Supersaurus lourinhanensis |
|  |                            |
|  | Supersaurus vivianae       |
|  |                            |

|  | Diplodocus carnegii |
|  |                     |
|  | Diplodocus hallorum |
|  |                     |

|  | Kaatedocus siberi |
|  |                   |
|  | Barosaurus lentus |
|  |                   |

|  | Diplodocus carnegii |
|  |                     |
|  | Diplodocus hallorum |
|  |                     |

|  | Kaatedocus siberi |
|  |                   |
|  | Barosaurus lentus |
|  |                   |

|  | Diplodocus carnegii |
|  |                     |
|  | Diplodocus hallorum |
|  |                     |

|  | Kaatedocus siberi |
|  |                   |
|  | Barosaurus lentus |
|  |                   |

|  | Diplodocus carnegii |
|  |                     |
|  | Diplodocus hallorum |
|  |                     |

|  | Kaatedocus siberi |
|  |                   |
|  | Barosaurus lentus |
|  |                   |

|  | Diplodocus carnegii |
|  |                     |
|  | Diplodocus hallorum |
|  |                     |

|  | Kaatedocus siberi |
|  |                   |
|  | Barosaurus lentus |
|  |                   |

|  | Diplodocus carnegii |
|  |                     |
|  | Diplodocus hallorum |
|  |                     |

|  | Kaatedocus siberi |
|  |                   |
|  | Barosaurus lentus |
|  |                   |

|  | Diplodocus carnegii |
|  |                     |
|  | Diplodocus hallorum |
|  |                     |

|  | Kaatedocus siberi |
|  |                   |
|  | Barosaurus lentus |
|  |                   |

|  | Diplodocus carnegii |
|  |                     |
|  | Diplodocus hallorum |
|  |                     |

|  | Kaatedocus siberi |
|  |                   |
|  | Barosaurus lentus |
|  |                   |

|  | Supersaurus lourinhanensis |
|  |                            |
|  | Supersaurus vivianae       |
|  |                            |

|  | Diplodocus carnegii |
|  |                     |
|  | Diplodocus hallorum |
|  |                     |

|  | Kaatedocus siberi |
|  |                   |
|  | Barosaurus lentus |
|  |                   |

|  | Diplodocus carnegii |
|  |                     |
|  | Diplodocus hallorum |
|  |                     |

|  | Kaatedocus siberi |
|  |                   |
|  | Barosaurus lentus |
|  |                   |

|  | Diplodocus carnegii |
|  |                     |
|  | Diplodocus hallorum |
|  |                     |

|  | Kaatedocus siberi |
|  |                   |
|  | Barosaurus lentus |
|  |                   |

|  | Diplodocus carnegii |
|  |                     |
|  | Diplodocus hallorum |
|  |                     |

|  | Kaatedocus siberi |
|  |                   |
|  | Barosaurus lentus |
|  |                   |

|  | Diplodocus carnegii |
|  |                     |
|  | Diplodocus hallorum |
|  |                     |

|  | Kaatedocus siberi |
|  |                   |
|  | Barosaurus lentus |
|  |                   |

|  | Diplodocus carnegii |
|  |                     |
|  | Diplodocus hallorum |
|  |                     |

|  | Kaatedocus siberi |
|  |                   |
|  | Barosaurus lentus |
|  |                   |

|  | Diplodocus carnegii |
|  |                     |
|  | Diplodocus hallorum |
|  |                     |

|  | Kaatedocus siberi |
|  |                   |
|  | Barosaurus lentus |
|  |                   |

|  | Diplodocus carnegii |
|  |                     |
|  | Diplodocus hallorum |
|  |                     |

|  | Kaatedocus siberi |
|  |                   |
|  | Barosaurus lentus |
|  |                   |

|  | Supersaurus lourinhanensis |
|  |                            |
|  | Supersaurus vivianae       |
|  |                            |

|  | Diplodocus carnegii |
|  |                     |
|  | Diplodocus hallorum |
|  |                     |

|  | Kaatedocus siberi |
|  |                   |
|  | Barosaurus lentus |
|  |                   |

|  | Diplodocus carnegii |
|  |                     |
|  | Diplodocus hallorum |
|  |                     |

|  | Kaatedocus siberi |
|  |                   |
|  | Barosaurus lentus |
|  |                   |

|  | Diplodocus carnegii |
|  |                     |
|  | Diplodocus hallorum |
|  |                     |

|  | Kaatedocus siberi |
|  |                   |
|  | Barosaurus lentus |
|  |                   |

|  | Diplodocus carnegii |
|  |                     |
|  | Diplodocus hallorum |
|  |                     |

|  | Kaatedocus siberi |
|  |                   |
|  | Barosaurus lentus |
|  |                   |

|  | Diplodocus carnegii |
|  |                     |
|  | Diplodocus hallorum |
|  |                     |

|  | Kaatedocus siberi |
|  |                   |
|  | Barosaurus lentus |
|  |                   |

|  | Diplodocus carnegii |
|  |                     |
|  | Diplodocus hallorum |
|  |                     |

|  | Kaatedocus siberi |
|  |                   |
|  | Barosaurus lentus |
|  |                   |

|  | Diplodocus carnegii |
|  |                     |
|  | Diplodocus hallorum |
|  |                     |

|  | Kaatedocus siberi |
|  |                   |
|  | Barosaurus lentus |
|  |                   |

|  | Diplodocus carnegii |
|  |                     |
|  | Diplodocus hallorum |
|  |                     |

|  | Kaatedocus siberi |
|  |                   |
|  | Barosaurus lentus |
|  |                   |

|  | Supersaurus lourinhanensis |
|  |                            |
|  | Supersaurus vivianae       |
|  |                            |

|  | Diplodocus carnegii |
|  |                     |
|  | Diplodocus hallorum |
|  |                     |

|  | Kaatedocus siberi |
|  |                   |
|  | Barosaurus lentus |
|  |                   |

|  | Diplodocus carnegii |
|  |                     |
|  | Diplodocus hallorum |
|  |                     |

|  | Kaatedocus siberi |
|  |                   |
|  | Barosaurus lentus |
|  |                   |

|  | Diplodocus carnegii |
|  |                     |
|  | Diplodocus hallorum |
|  |                     |

|  | Kaatedocus siberi |
|  |                   |
|  | Barosaurus lentus |
|  |                   |

|  | Diplodocus carnegii |
|  |                     |
|  | Diplodocus hallorum |
|  |                     |

|  | Kaatedocus siberi |
|  |                   |
|  | Barosaurus lentus |
|  |                   |

|  | Diplodocus carnegii |
|  |                     |
|  | Diplodocus hallorum |
|  |                     |

|  | Kaatedocus siberi |
|  |                   |
|  | Barosaurus lentus |
|  |                   |

|  | Diplodocus carnegii |
|  |                     |
|  | Diplodocus hallorum |
|  |                     |

|  | Kaatedocus siberi |
|  |                   |
|  | Barosaurus lentus |
|  |                   |

|  | Diplodocus carnegii |
|  |                     |
|  | Diplodocus hallorum |
|  |                     |

|  | Kaatedocus siberi |
|  |                   |
|  | Barosaurus lentus |
|  |                   |

|  | Diplodocus carnegii |
|  |                     |
|  | Diplodocus hallorum |
|  |                     |

|  | Kaatedocus siberi |
|  |                   |
|  | Barosaurus lentus |
|  |                   |

|  | Supersaurus lourinhanensis |
|  |                            |
|  | Supersaurus vivianae       |
|  |                            |

|  | Diplodocus carnegii |
|  |                     |
|  | Diplodocus hallorum |
|  |                     |

|  | Kaatedocus siberi |
|  |                   |
|  | Barosaurus lentus |
|  |                   |

|  | Diplodocus carnegii |
|  |                     |
|  | Diplodocus hallorum |
|  |                     |

|  | Kaatedocus siberi |
|  |                   |
|  | Barosaurus lentus |
|  |                   |

|  | Diplodocus carnegii |
|  |                     |
|  | Diplodocus hallorum |
|  |                     |

|  | Kaatedocus siberi |
|  |                   |
|  | Barosaurus lentus |
|  |                   |

|  | Diplodocus carnegii |
|  |                     |
|  | Diplodocus hallorum |
|  |                     |

|  | Kaatedocus siberi |
|  |                   |
|  | Barosaurus lentus |
|  |                   |

|  | Diplodocus carnegii |
|  |                     |
|  | Diplodocus hallorum |
|  |                     |

|  | Kaatedocus siberi |
|  |                   |
|  | Barosaurus lentus |
|  |                   |

|  | Diplodocus carnegii |
|  |                     |
|  | Diplodocus hallorum |
|  |                     |

|  | Kaatedocus siberi |
|  |                   |
|  | Barosaurus lentus |
|  |                   |

|  | Diplodocus carnegii |
|  |                     |
|  | Diplodocus hallorum |
|  |                     |

|  | Kaatedocus siberi |
|  |                   |
|  | Barosaurus lentus |
|  |                   |

|  | Diplodocus carnegii |
|  |                     |
|  | Diplodocus hallorum |
|  |                     |

|  | Kaatedocus siberi |
|  |                   |
|  | Barosaurus lentus |
|  |                   |

|  | Supersaurus lourinhanensis |
|  |                            |
|  | Supersaurus vivianae       |
|  |                            |

|  | Diplodocus carnegii |
|  |                     |
|  | Diplodocus hallorum |
|  |                     |

|  | Kaatedocus siberi |
|  |                   |
|  | Barosaurus lentus |
|  |                   |

|  | Diplodocus carnegii |
|  |                     |
|  | Diplodocus hallorum |
|  |                     |

|  | Kaatedocus siberi |
|  |                   |
|  | Barosaurus lentus |
|  |                   |

|  | Diplodocus carnegii |
|  |                     |
|  | Diplodocus hallorum |
|  |                     |

|  | Kaatedocus siberi |
|  |                   |
|  | Barosaurus lentus |
|  |                   |

|  | Diplodocus carnegii |
|  |                     |
|  | Diplodocus hallorum |
|  |                     |

|  | Kaatedocus siberi |
|  |                   |
|  | Barosaurus lentus |
|  |                   |

|  | Diplodocus carnegii |
|  |                     |
|  | Diplodocus hallorum |
|  |                     |

|  | Kaatedocus siberi |
|  |                   |
|  | Barosaurus lentus |
|  |                   |

|  | Diplodocus carnegii |
|  |                     |
|  | Diplodocus hallorum |
|  |                     |

|  | Kaatedocus siberi |
|  |                   |
|  | Barosaurus lentus |
|  |                   |

|  | Diplodocus carnegii |
|  |                     |
|  | Diplodocus hallorum |
|  |                     |

|  | Kaatedocus siberi |
|  |                   |
|  | Barosaurus lentus |
|  |                   |

|  | Diplodocus carnegii |
|  |                     |
|  | Diplodocus hallorum |
|  |                     |

|  | Kaatedocus siberi |
|  |                   |
|  | Barosaurus lentus |
|  |                   |

|  | Supersaurus lourinhanensis |
|  |                            |
|  | Supersaurus vivianae       |
|  |                            |

|  | Diplodocus carnegii |
|  |                     |
|  | Diplodocus hallorum |
|  |                     |

|  | Kaatedocus siberi |
|  |                   |
|  | Barosaurus lentus |
|  |                   |

|  | Diplodocus carnegii |
|  |                     |
|  | Diplodocus hallorum |
|  |                     |

|  | Kaatedocus siberi |
|  |                   |
|  | Barosaurus lentus |
|  |                   |

|  | Diplodocus carnegii |
|  |                     |
|  | Diplodocus hallorum |
|  |                     |

|  | Kaatedocus siberi |
|  |                   |
|  | Barosaurus lentus |
|  |                   |

|  | Diplodocus carnegii |
|  |                     |
|  | Diplodocus hallorum |
|  |                     |

|  | Kaatedocus siberi |
|  |                   |
|  | Barosaurus lentus |
|  |                   |

|  | Diplodocus carnegii |
|  |                     |
|  | Diplodocus hallorum |
|  |                     |

|  | Kaatedocus siberi |
|  |                   |
|  | Barosaurus lentus |
|  |                   |

|  | Diplodocus carnegii |
|  |                     |
|  | Diplodocus hallorum |
|  |                     |

|  | Kaatedocus siberi |
|  |                   |
|  | Barosaurus lentus |
|  |                   |

|  | Diplodocus carnegii |
|  |                     |
|  | Diplodocus hallorum |
|  |                     |

|  | Kaatedocus siberi |
|  |                   |
|  | Barosaurus lentus |
|  |                   |

|  | Diplodocus carnegii |
|  |                     |
|  | Diplodocus hallorum |
|  |                     |

|  | Kaatedocus siberi |
|  |                   |
|  | Barosaurus lentus |
|  |                   |

|  | Apatosaurus ajax    |
|  |                     |
|  | Apatosaurus louisae |
|  |                     |

|  | Brontosaurus excelsus                                                          |
|  |                                                                                |
|  | \| \| Brontosaurus yahnahpin \| \| \| \| \| \| Brontosaurus parvus \| \| \| \| |
|  |                                                                                |
|  | Brontosaurus yahnahpin                                                         |
|  |                                                                                |
|  | Brontosaurus parvus                                                            |
|  |                                                                                |

|  | Brontosaurus yahnahpin |
|  |                        |
|  | Brontosaurus parvus    |
|  |                        |

|  | Apatosaurus ajax    |
|  |                     |
|  | Apatosaurus louisae |
|  |                     |

|  | Brontosaurus excelsus                                                          |
|  |                                                                                |
|  | \| \| Brontosaurus yahnahpin \| \| \| \| \| \| Brontosaurus parvus \| \| \| \| |
|  |                                                                                |
|  | Brontosaurus yahnahpin                                                         |
|  |                                                                                |
|  | Brontosaurus parvus                                                            |
|  |                                                                                |

|  | Brontosaurus yahnahpin |
|  |                        |
|  | Brontosaurus parvus    |
|  |                        |

|  | Apatosaurus ajax    |
|  |                     |
|  | Apatosaurus louisae |
|  |                     |

|  | Brontosaurus excelsus                                                          |
|  |                                                                                |
|  | \| \| Brontosaurus yahnahpin \| \| \| \| \| \| Brontosaurus parvus \| \| \| \| |
|  |                                                                                |
|  | Brontosaurus yahnahpin                                                         |
|  |                                                                                |
|  | Brontosaurus parvus                                                            |
|  |                                                                                |

|  | Brontosaurus yahnahpin |
|  |                        |
|  | Brontosaurus parvus    |
|  |                        |

|  | Apatosaurus ajax    |
|  |                     |
|  | Apatosaurus louisae |
|  |                     |

|  | Brontosaurus excelsus                                                          |
|  |                                                                                |
|  | \| \| Brontosaurus yahnahpin \| \| \| \| \| \| Brontosaurus parvus \| \| \| \| |
|  |                                                                                |
|  | Brontosaurus yahnahpin                                                         |
|  |                                                                                |
|  | Brontosaurus parvus                                                            |
|  |                                                                                |

|  | Brontosaurus yahnahpin |
|  |                        |
|  | Brontosaurus parvus    |
|  |                        |

|  | Apatosaurus ajax    |
|  |                     |
|  | Apatosaurus louisae |
|  |                     |

|  | Brontosaurus excelsus                                                          |
|  |                                                                                |
|  | \| \| Brontosaurus yahnahpin \| \| \| \| \| \| Brontosaurus parvus \| \| \| \| |
|  |                                                                                |
|  | Brontosaurus yahnahpin                                                         |
|  |                                                                                |
|  | Brontosaurus parvus                                                            |
|  |                                                                                |

|  | Brontosaurus yahnahpin |
|  |                        |
|  | Brontosaurus parvus    |
|  |                        |

|  | Apatosaurus ajax    |
|  |                     |
|  | Apatosaurus louisae |
|  |                     |

|  | Brontosaurus excelsus                                                          |
|  |                                                                                |
|  | \| \| Brontosaurus yahnahpin \| \| \| \| \| \| Brontosaurus parvus \| \| \| \| |
|  |                                                                                |
|  | Brontosaurus yahnahpin                                                         |
|  |                                                                                |
|  | Brontosaurus parvus                                                            |
|  |                                                                                |

|  | Brontosaurus yahnahpin |
|  |                        |
|  | Brontosaurus parvus    |
|  |                        |

|  | Apatosaurus ajax    |
|  |                     |
|  | Apatosaurus louisae |
|  |                     |

|  | Brontosaurus excelsus                                                          |
|  |                                                                                |
|  | \| \| Brontosaurus yahnahpin \| \| \| \| \| \| Brontosaurus parvus \| \| \| \| |
|  |                                                                                |
|  | Brontosaurus yahnahpin                                                         |
|  |                                                                                |
|  | Brontosaurus parvus                                                            |
|  |                                                                                |

|  | Brontosaurus yahnahpin |
|  |                        |
|  | Brontosaurus parvus    |
|  |                        |

|  | Apatosaurus ajax    |
|  |                     |
|  | Apatosaurus louisae |
|  |                     |

|  | Brontosaurus excelsus                                                          |
|  |                                                                                |
|  | \| \| Brontosaurus yahnahpin \| \| \| \| \| \| Brontosaurus parvus \| \| \| \| |
|  |                                                                                |
|  | Brontosaurus yahnahpin                                                         |
|  |                                                                                |
|  | Brontosaurus parvus                                                            |
|  |                                                                                |

|  | Brontosaurus yahnahpin |
|  |                        |
|  | Brontosaurus parvus    |
|  |                        |

|  | Supersaurus lourinhanensis |
|  |                            |
|  | Supersaurus vivianae       |
|  |                            |

|  | Diplodocus carnegii |
|  |                     |
|  | Diplodocus hallorum |
|  |                     |

|  | Kaatedocus siberi |
|  |                   |
|  | Barosaurus lentus |
|  |                   |

|  | Diplodocus carnegii |
|  |                     |
|  | Diplodocus hallorum |
|  |                     |

|  | Kaatedocus siberi |
|  |                   |
|  | Barosaurus lentus |
|  |                   |

|  | Diplodocus carnegii |
|  |                     |
|  | Diplodocus hallorum |
|  |                     |

|  | Kaatedocus siberi |
|  |                   |
|  | Barosaurus lentus |
|  |                   |

|  | Diplodocus carnegii |
|  |                     |
|  | Diplodocus hallorum |
|  |                     |

|  | Kaatedocus siberi |
|  |                   |
|  | Barosaurus lentus |
|  |                   |

|  | Diplodocus carnegii |
|  |                     |
|  | Diplodocus hallorum |
|  |                     |

|  | Kaatedocus siberi |
|  |                   |
|  | Barosaurus lentus |
|  |                   |

|  | Diplodocus carnegii |
|  |                     |
|  | Diplodocus hallorum |
|  |                     |

|  | Kaatedocus siberi |
|  |                   |
|  | Barosaurus lentus |
|  |                   |

|  | Diplodocus carnegii |
|  |                     |
|  | Diplodocus hallorum |
|  |                     |

|  | Kaatedocus siberi |
|  |                   |
|  | Barosaurus lentus |
|  |                   |

|  | Diplodocus carnegii |
|  |                     |
|  | Diplodocus hallorum |
|  |                     |

|  | Kaatedocus siberi |
|  |                   |
|  | Barosaurus lentus |
|  |                   |

|  | Supersaurus lourinhanensis |
|  |                            |
|  | Supersaurus vivianae       |
|  |                            |

|  | Diplodocus carnegii |
|  |                     |
|  | Diplodocus hallorum |
|  |                     |

|  | Kaatedocus siberi |
|  |                   |
|  | Barosaurus lentus |
|  |                   |

|  | Diplodocus carnegii |
|  |                     |
|  | Diplodocus hallorum |
|  |                     |

|  | Kaatedocus siberi |
|  |                   |
|  | Barosaurus lentus |
|  |                   |

|  | Diplodocus carnegii |
|  |                     |
|  | Diplodocus hallorum |
|  |                     |

|  | Kaatedocus siberi |
|  |                   |
|  | Barosaurus lentus |
|  |                   |

|  | Diplodocus carnegii |
|  |                     |
|  | Diplodocus hallorum |
|  |                     |

|  | Kaatedocus siberi |
|  |                   |
|  | Barosaurus lentus |
|  |                   |

|  | Diplodocus carnegii |
|  |                     |
|  | Diplodocus hallorum |
|  |                     |

|  | Kaatedocus siberi |
|  |                   |
|  | Barosaurus lentus |
|  |                   |

|  | Diplodocus carnegii |
|  |                     |
|  | Diplodocus hallorum |
|  |                     |

|  | Kaatedocus siberi |
|  |                   |
|  | Barosaurus lentus |
|  |                   |

|  | Diplodocus carnegii |
|  |                     |
|  | Diplodocus hallorum |
|  |                     |

|  | Kaatedocus siberi |
|  |                   |
|  | Barosaurus lentus |
|  |                   |

|  | Diplodocus carnegii |
|  |                     |
|  | Diplodocus hallorum |
|  |                     |

|  | Kaatedocus siberi |
|  |                   |
|  | Barosaurus lentus |
|  |                   |

|  | Supersaurus lourinhanensis |
|  |                            |
|  | Supersaurus vivianae       |
|  |                            |

|  | Diplodocus carnegii |
|  |                     |
|  | Diplodocus hallorum |
|  |                     |

|  | Kaatedocus siberi |
|  |                   |
|  | Barosaurus lentus |
|  |                   |

|  | Diplodocus carnegii |
|  |                     |
|  | Diplodocus hallorum |
|  |                     |

|  | Kaatedocus siberi |
|  |                   |
|  | Barosaurus lentus |
|  |                   |

|  | Diplodocus carnegii |
|  |                     |
|  | Diplodocus hallorum |
|  |                     |

|  | Kaatedocus siberi |
|  |                   |
|  | Barosaurus lentus |
|  |                   |

|  | Diplodocus carnegii |
|  |                     |
|  | Diplodocus hallorum |
|  |                     |

|  | Kaatedocus siberi |
|  |                   |
|  | Barosaurus lentus |
|  |                   |

|  | Diplodocus carnegii |
|  |                     |
|  | Diplodocus hallorum |
|  |                     |

|  | Kaatedocus siberi |
|  |                   |
|  | Barosaurus lentus |
|  |                   |

|  | Diplodocus carnegii |
|  |                     |
|  | Diplodocus hallorum |
|  |                     |

|  | Kaatedocus siberi |
|  |                   |
|  | Barosaurus lentus |
|  |                   |

|  | Diplodocus carnegii |
|  |                     |
|  | Diplodocus hallorum |
|  |                     |

|  | Kaatedocus siberi |
|  |                   |
|  | Barosaurus lentus |
|  |                   |

|  | Diplodocus carnegii |
|  |                     |
|  | Diplodocus hallorum |
|  |                     |

|  | Kaatedocus siberi |
|  |                   |
|  | Barosaurus lentus |
|  |                   |

|  | Supersaurus lourinhanensis |
|  |                            |
|  | Supersaurus vivianae       |
|  |                            |

|  | Diplodocus carnegii |
|  |                     |
|  | Diplodocus hallorum |
|  |                     |

|  | Kaatedocus siberi |
|  |                   |
|  | Barosaurus lentus |
|  |                   |

|  | Diplodocus carnegii |
|  |                     |
|  | Diplodocus hallorum |
|  |                     |

|  | Kaatedocus siberi |
|  |                   |
|  | Barosaurus lentus |
|  |                   |

|  | Diplodocus carnegii |
|  |                     |
|  | Diplodocus hallorum |
|  |                     |

|  | Kaatedocus siberi |
|  |                   |
|  | Barosaurus lentus |
|  |                   |

|  | Diplodocus carnegii |
|  |                     |
|  | Diplodocus hallorum |
|  |                     |

|  | Kaatedocus siberi |
|  |                   |
|  | Barosaurus lentus |
|  |                   |

|  | Diplodocus carnegii |
|  |                     |
|  | Diplodocus hallorum |
|  |                     |

|  | Kaatedocus siberi |
|  |                   |
|  | Barosaurus lentus |
|  |                   |

|  | Diplodocus carnegii |
|  |                     |
|  | Diplodocus hallorum |
|  |                     |

|  | Kaatedocus siberi |
|  |                   |
|  | Barosaurus lentus |
|  |                   |

|  | Diplodocus carnegii |
|  |                     |
|  | Diplodocus hallorum |
|  |                     |

|  | Kaatedocus siberi |
|  |                   |
|  | Barosaurus lentus |
|  |                   |

|  | Diplodocus carnegii |
|  |                     |
|  | Diplodocus hallorum |
|  |                     |

|  | Kaatedocus siberi |
|  |                   |
|  | Barosaurus lentus |
|  |                   |

|  | Supersaurus lourinhanensis |
|  |                            |
|  | Supersaurus vivianae       |
|  |                            |

|  | Diplodocus carnegii |
|  |                     |
|  | Diplodocus hallorum |
|  |                     |

|  | Kaatedocus siberi |
|  |                   |
|  | Barosaurus lentus |
|  |                   |

|  | Diplodocus carnegii |
|  |                     |
|  | Diplodocus hallorum |
|  |                     |

|  | Kaatedocus siberi |
|  |                   |
|  | Barosaurus lentus |
|  |                   |

|  | Diplodocus carnegii |
|  |                     |
|  | Diplodocus hallorum |
|  |                     |

|  | Kaatedocus siberi |
|  |                   |
|  | Barosaurus lentus |
|  |                   |

|  | Diplodocus carnegii |
|  |                     |
|  | Diplodocus hallorum |
|  |                     |

|  | Kaatedocus siberi |
|  |                   |
|  | Barosaurus lentus |
|  |                   |

|  | Diplodocus carnegii |
|  |                     |
|  | Diplodocus hallorum |
|  |                     |

|  | Kaatedocus siberi |
|  |                   |
|  | Barosaurus lentus |
|  |                   |

|  | Diplodocus carnegii |
|  |                     |
|  | Diplodocus hallorum |
|  |                     |

|  | Kaatedocus siberi |
|  |                   |
|  | Barosaurus lentus |
|  |                   |

|  | Diplodocus carnegii |
|  |                     |
|  | Diplodocus hallorum |
|  |                     |

|  | Kaatedocus siberi |
|  |                   |
|  | Barosaurus lentus |
|  |                   |

|  | Diplodocus carnegii |
|  |                     |
|  | Diplodocus hallorum |
|  |                     |

|  | Kaatedocus siberi |
|  |                   |
|  | Barosaurus lentus |
|  |                   |

|  | Supersaurus lourinhanensis |
|  |                            |
|  | Supersaurus vivianae       |
|  |                            |

|  | Diplodocus carnegii |
|  |                     |
|  | Diplodocus hallorum |
|  |                     |

|  | Kaatedocus siberi |
|  |                   |
|  | Barosaurus lentus |
|  |                   |

|  | Diplodocus carnegii |
|  |                     |
|  | Diplodocus hallorum |
|  |                     |

|  | Kaatedocus siberi |
|  |                   |
|  | Barosaurus lentus |
|  |                   |

|  | Diplodocus carnegii |
|  |                     |
|  | Diplodocus hallorum |
|  |                     |

|  | Kaatedocus siberi |
|  |                   |
|  | Barosaurus lentus |
|  |                   |

|  | Diplodocus carnegii |
|  |                     |
|  | Diplodocus hallorum |
|  |                     |

|  | Kaatedocus siberi |
|  |                   |
|  | Barosaurus lentus |
|  |                   |

|  | Diplodocus carnegii |
|  |                     |
|  | Diplodocus hallorum |
|  |                     |

|  | Kaatedocus siberi |
|  |                   |
|  | Barosaurus lentus |
|  |                   |

|  | Diplodocus carnegii |
|  |                     |
|  | Diplodocus hallorum |
|  |                     |

|  | Kaatedocus siberi |
|  |                   |
|  | Barosaurus lentus |
|  |                   |

|  | Diplodocus carnegii |
|  |                     |
|  | Diplodocus hallorum |
|  |                     |

|  | Kaatedocus siberi |
|  |                   |
|  | Barosaurus lentus |
|  |                   |

|  | Diplodocus carnegii |
|  |                     |
|  | Diplodocus hallorum |
|  |                     |

|  | Kaatedocus siberi |
|  |                   |
|  | Barosaurus lentus |
|  |                   |

|  | Supersaurus lourinhanensis |
|  |                            |
|  | Supersaurus vivianae       |
|  |                            |

|  | Diplodocus carnegii |
|  |                     |
|  | Diplodocus hallorum |
|  |                     |

|  | Kaatedocus siberi |
|  |                   |
|  | Barosaurus lentus |
|  |                   |

|  | Diplodocus carnegii |
|  |                     |
|  | Diplodocus hallorum |
|  |                     |

|  | Kaatedocus siberi |
|  |                   |
|  | Barosaurus lentus |
|  |                   |

|  | Diplodocus carnegii |
|  |                     |
|  | Diplodocus hallorum |
|  |                     |

|  | Kaatedocus siberi |
|  |                   |
|  | Barosaurus lentus |
|  |                   |

|  | Diplodocus carnegii |
|  |                     |
|  | Diplodocus hallorum |
|  |                     |

|  | Kaatedocus siberi |
|  |                   |
|  | Barosaurus lentus |
|  |                   |

|  | Diplodocus carnegii |
|  |                     |
|  | Diplodocus hallorum |
|  |                     |

|  | Kaatedocus siberi |
|  |                   |
|  | Barosaurus lentus |
|  |                   |

|  | Diplodocus carnegii |
|  |                     |
|  | Diplodocus hallorum |
|  |                     |

|  | Kaatedocus siberi |
|  |                   |
|  | Barosaurus lentus |
|  |                   |

|  | Diplodocus carnegii |
|  |                     |
|  | Diplodocus hallorum |
|  |                     |

|  | Kaatedocus siberi |
|  |                   |
|  | Barosaurus lentus |
|  |                   |

|  | Diplodocus carnegii |
|  |                     |
|  | Diplodocus hallorum |
|  |                     |

|  | Kaatedocus siberi |
|  |                   |
|  | Barosaurus lentus |
|  |                   |

|  | Supersaurus lourinhanensis |
|  |                            |
|  | Supersaurus vivianae       |
|  |                            |

|  | Diplodocus carnegii |
|  |                     |
|  | Diplodocus hallorum |
|  |                     |

|  | Kaatedocus siberi |
|  |                   |
|  | Barosaurus lentus |
|  |                   |

|  | Diplodocus carnegii |
|  |                     |
|  | Diplodocus hallorum |
|  |                     |

|  | Kaatedocus siberi |
|  |                   |
|  | Barosaurus lentus |
|  |                   |

|  | Diplodocus carnegii |
|  |                     |
|  | Diplodocus hallorum |
|  |                     |

|  | Kaatedocus siberi |
|  |                   |
|  | Barosaurus lentus |
|  |                   |

|  | Diplodocus carnegii |
|  |                     |
|  | Diplodocus hallorum |
|  |                     |

|  | Kaatedocus siberi |
|  |                   |
|  | Barosaurus lentus |
|  |                   |

|  | Diplodocus carnegii |
|  |                     |
|  | Diplodocus hallorum |
|  |                     |

|  | Kaatedocus siberi |
|  |                   |
|  | Barosaurus lentus |
|  |                   |

|  | Diplodocus carnegii |
|  |                     |
|  | Diplodocus hallorum |
|  |                     |

|  | Kaatedocus siberi |
|  |                   |
|  | Barosaurus lentus |
|  |                   |

|  | Diplodocus carnegii |
|  |                     |
|  | Diplodocus hallorum |
|  |                     |

|  | Kaatedocus siberi |
|  |                   |
|  | Barosaurus lentus |
|  |                   |

|  | Diplodocus carnegii |
|  |                     |
|  | Diplodocus hallorum |
|  |                     |

|  | Kaatedocus siberi |
|  |                   |
|  | Barosaurus lentus |
|  |                   |

## Storia della scoperta

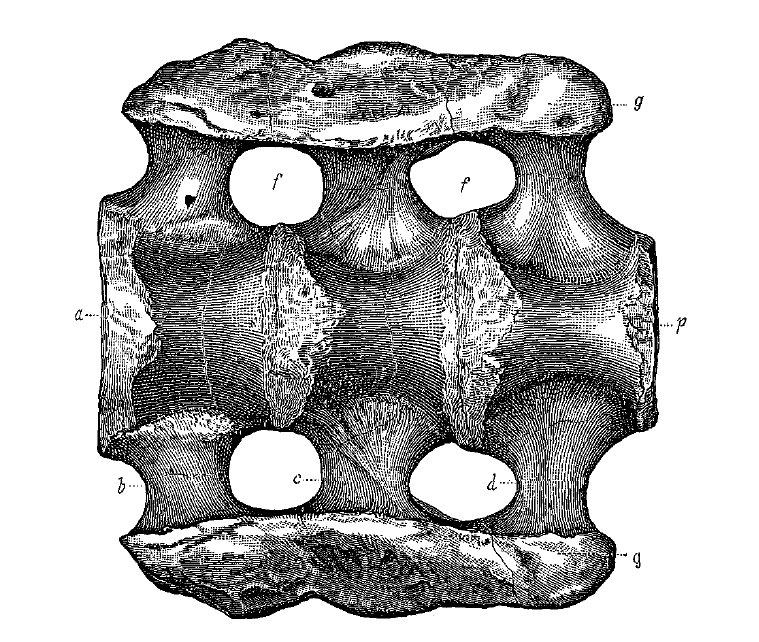
Osso sacro di A. ajax, illustrazione del 1879

Il nome Apatosaurus ajax fu coniato nel 1877 da Othniel Charles Marsh, docente di paleontologia presso la Yale University, sulla base di uno scheletro quasi completo (olotipo, YPM 1860) recuperato alle pendici orientali delle Montagne Rocciose, a Gunnison County, Colorado. Il nome del genere Apatosaurus è un termine composito dal greco antico delle parole apàte (ἀπάτη)/apatēlòs (ἀπατηλός) che significa "inganno" o "ingannevole", e sauros/σαῦρος che significa "lucertola"; il nome completo significa pertanto "lucertola ingannevole". Marsh diede questo nome al genere sulla base dell'osso chevron, dissimile da quello degli altri dinosauri; infatti, l'osso chevron di Apatosaurus mostra una strana somiglianza con quello dei mosasauri. Durante gli scavi e il trasporto, le ossa dello scheletro olotipo sono stati miscelate con quelle di un altro individuo di Apatosaurus, originariamente descritto come Atlantosaurus immanis; di conseguenza, alcuni elementi non possono essere attribuiti ad uno dei due campioni in completa sicurezza. Marsh distinse il nuovo genere Apatosaurus da Atlantosaurus sulla base del numero di vertebre sacrali: Apatosaurus ne possedeva tre mentre Atlantosaurus quattro. Due anni più tardi, Marsh annunciò la scoperta di un nuovo esemplare più grande e più completo a Como Bluff, Wyoming. Marsh decise di dare a questo esemplare un nuovo nome, poiché le convenzioni e il record relativo ai fossili sparsi in quel momento ha fatto sì che le funzioni poi utilizzate per distinguere i generi e le specie oggi, sono molto più diffuse tra i sauropodi. Marsh quindi chiamò il nuovo esemplare Brontosaurus excelsus. Tutti i campioni attualmente considerati Apatosaurus provengono dalla Formazione Morrison, ossia il campo di battaglia per la faida tra Marsh e il suo rivale Edward Drinker Cope.

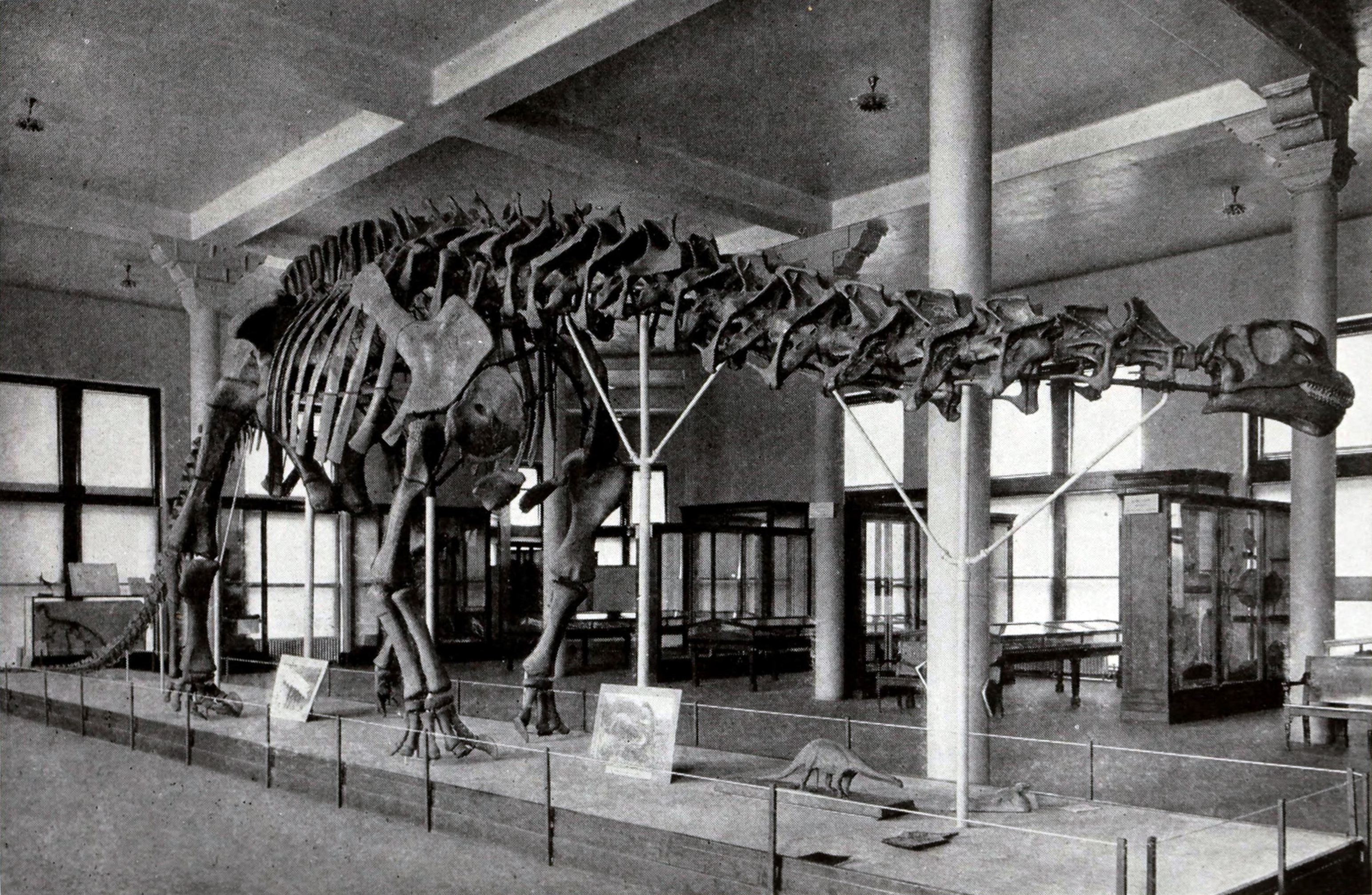
Antiquata ed errata ricostruzione scheletrica di un apatosaurine, spesso interpretato come B. excelsus (esemplare AMNH 460) con cranio artificiale, completato nel 1905, all'American Museum of Natural History

Un altro esemplare molto completo, esposto all'American Museum of Natural History e classificato come AMNH 460, viene di tanto in tanto assegnato ad Apatosaurus. Gli unici elementi mancanti dello scheletro sono la testa, i piedi e una sezione della coda, oltre ad essere stato il primo scheletro di sauropode mai montato in un museo. Questo esemplare è stato ritrovato a nord di Medicine Bow, Wyoming nel 1898 da Walter Granger che impiegò l'intera estate per disseppellirlo. Per completare lo scheletro, furono aggiunti dei piedi di altri sauropodi scoperti nella stessa cava, mentre la coda fu modellata per apparire come Marsh credeva che dovesse essere, aggiungendo troppo poche vertebre caudali. Infine per aggiungere il cranio mancante, il museo pensò che per un animale grande, robusto e massiccio servisse un cranio altrettanto grande e massiccio, e non piccolo e snello come quello di Diplodocus. Pertanto, il cranio scolpito e montato insieme allo scheletro, venne modellato sulla base del cranio di Camarasaurus, l'unico altro sauropode di cui si conoscevano buoni resti fossili cranici. Il montaggio dello scheletro fu supervisionato da Adam Hermann, che non riuscì mai a trovare dei veri teschi di Apatosaurus. Hermann fu costretto a scolpire un teschio a mano, e Osborn in una pubblicazione affermò che il cranio era "in gran parte ipotetico e basato su quello di Morosaurus" (oggi Camarasaurus).

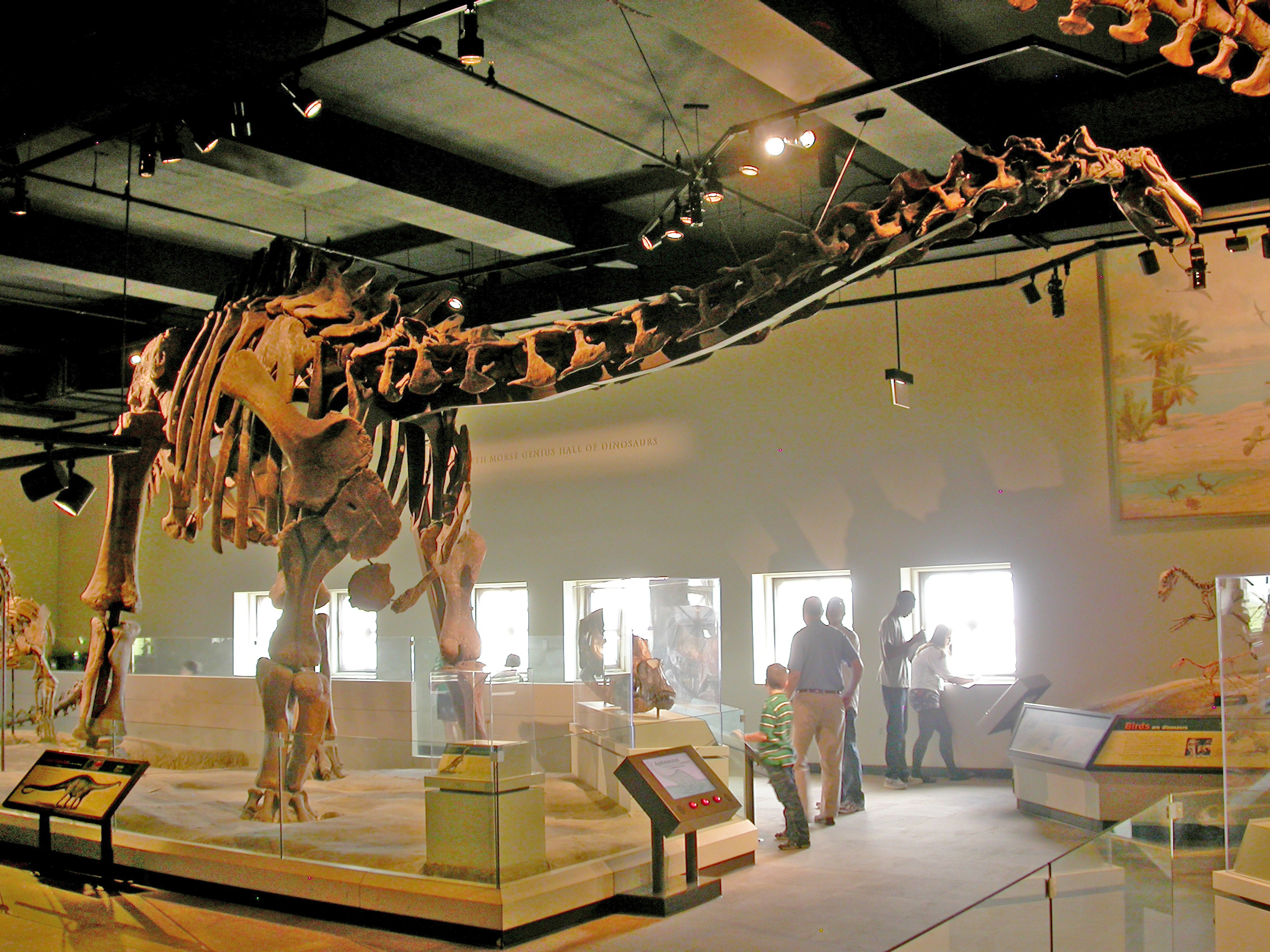
Scheletro di apatosaurino (FMNH P25112), al Field Museum of Natural History

Nel 1903, Elmer Riggs pubblicò uno studio dove descrisse uno scheletro ben conservato di un diplodocide dal Grand River Valley vicino a Fruita, Colorado, l'esemplare P25112. Riggs pensava che i depositi fossero simili per età a quelli del Como Bluff, Wyoming, dai quali Marsh aveva descritto Brontosaurus. La maggior parte dello scheletro è stato ritrovato, e dopo un confronto sia con Brontosaurus sia con Apatosaurus ajax, Riggs si rese conto che l'olotipo di A. ajax era un esemplare immaturo, e quindi le caratteristiche che distinguevano i generi non erano valide. Dal momento che Apatosaurus era stato nominato per primo, Brontosaurus sarebbe diventato un sinonimo junior di Apatosaurus. A causa di ciò, Riggs rinominò Brontosaurus excelsus come Apatosaurus excelsus. Sulla base di confronti con altre specie proposte per appartenere ad Apatosaurus, Riggs stabilì che anche l'esemplare da lui descritto rappresentasse un A. excelsus.
Nonostante la pubblicazione di Riggs, Henry Fairfield Osborn, che era un avversario di Marsh e del suo taxa, etichettò il presunte scheletro di Apatosaurus dell'American Museum of Natural History, come Brontosaurus. A causa di questa decisione il nome Brontosaurus venne in breve comunemente usato anche al di fuori della letteratura scientifica per quello che Riggs considerava Apatosaurus, e la popolarità del museo ha fatto sì che il presunto Brontosaurus esposto divenne uno dei dinosauri più conosciuti, nonostante il nome Brontosaurus fosse un sinonimo e quindi scientificamente non valido. Tuttavia, tale errore e l'errata ricostruzione dello scheletro entrarono fortemente nella cultura popolare; tale errata credenza perdurò per quasi tutto il XX secolo e fino all'inizio del XXI secolo.

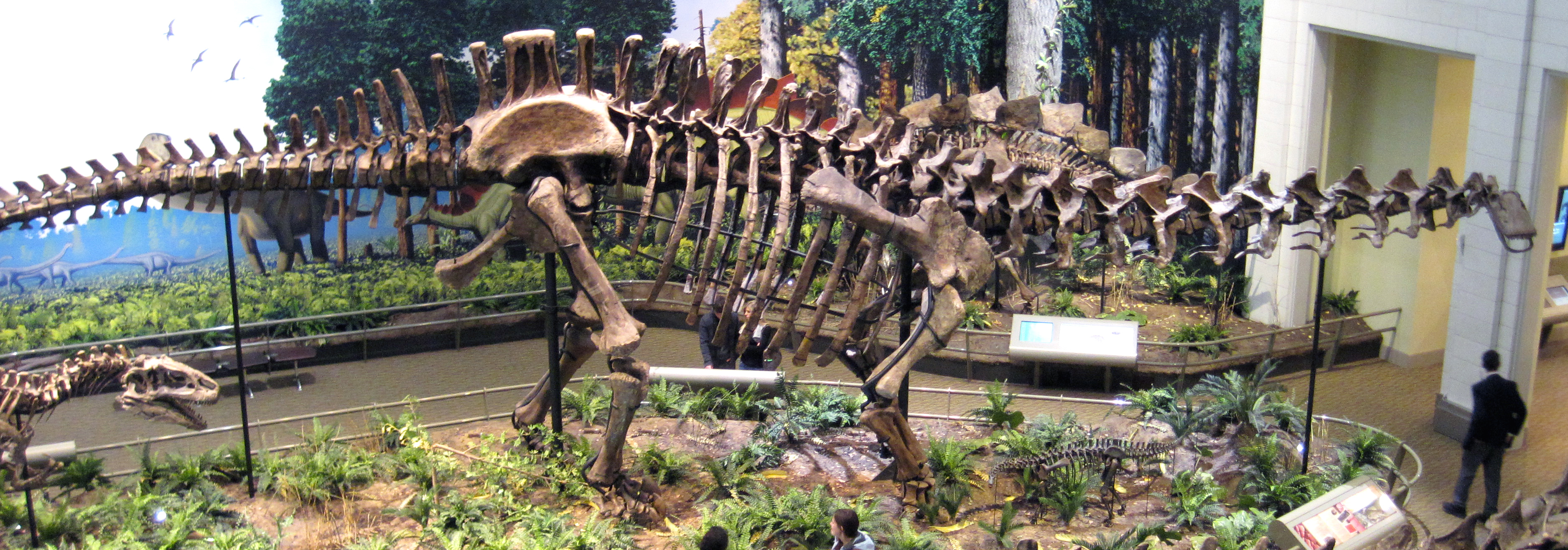
Vista laterale dello scheletro di A. louisae CM 3018, montato con un calco del cranio CM 11162

Solo nel 1909 venne finalmente ritrovato un cranio di Apatosauro, ritrovato durante la prima spedizione, guidata da Earl Douglass, a quella che sarebbe diventata la Carnegie Quarry del Dinosaur National Monument. Il cranio è stato rinvenuto a poca distanza da uno scheletro (campione CM 3018) che venne identificato come una nuova specie, ossia Apatosaurus louisae, dal nome di Louise Carnegie, la moglie di Andrew Carnegie, che finanziò la ricerca sul campo per trovare scheletri completi di dinosauro nel west americano. Il cranio è stato designato come CM 11162; era molto simile al cranio del Diplodocus. Un altro scheletro più piccolo di A. louisae è stato ritrovato nelle vicinanze di CM 11162 e CM 3018. Il cranio è stato accettato come appartenente ad Apatosaurus da Douglass e dal direttore del Carnegie Museum, William H. Holland, anche se altri scienziati, in particolare Osborn, rigettarono tale identificazione. Holland difese il suo punto di vista nel 1914 in un discorso alla Paleontological Society of America, ma lasciò comunque lo scheletro del Carnegie Museum senza testa. Mentre alcuni pensavano che Holland stesse tentando di evitare conflitti con Osborn, altri sospettavano che Holland fosse in attesa di un cranio articolato con il collo dell'animale per essere sicuro della sua interpretazione. Dopo la morte di Holland nel 1934, il personale del museo collocò un modello del cranio di un Camarasaurus sullo scheletro, perpetuando l'errore di Marsh.

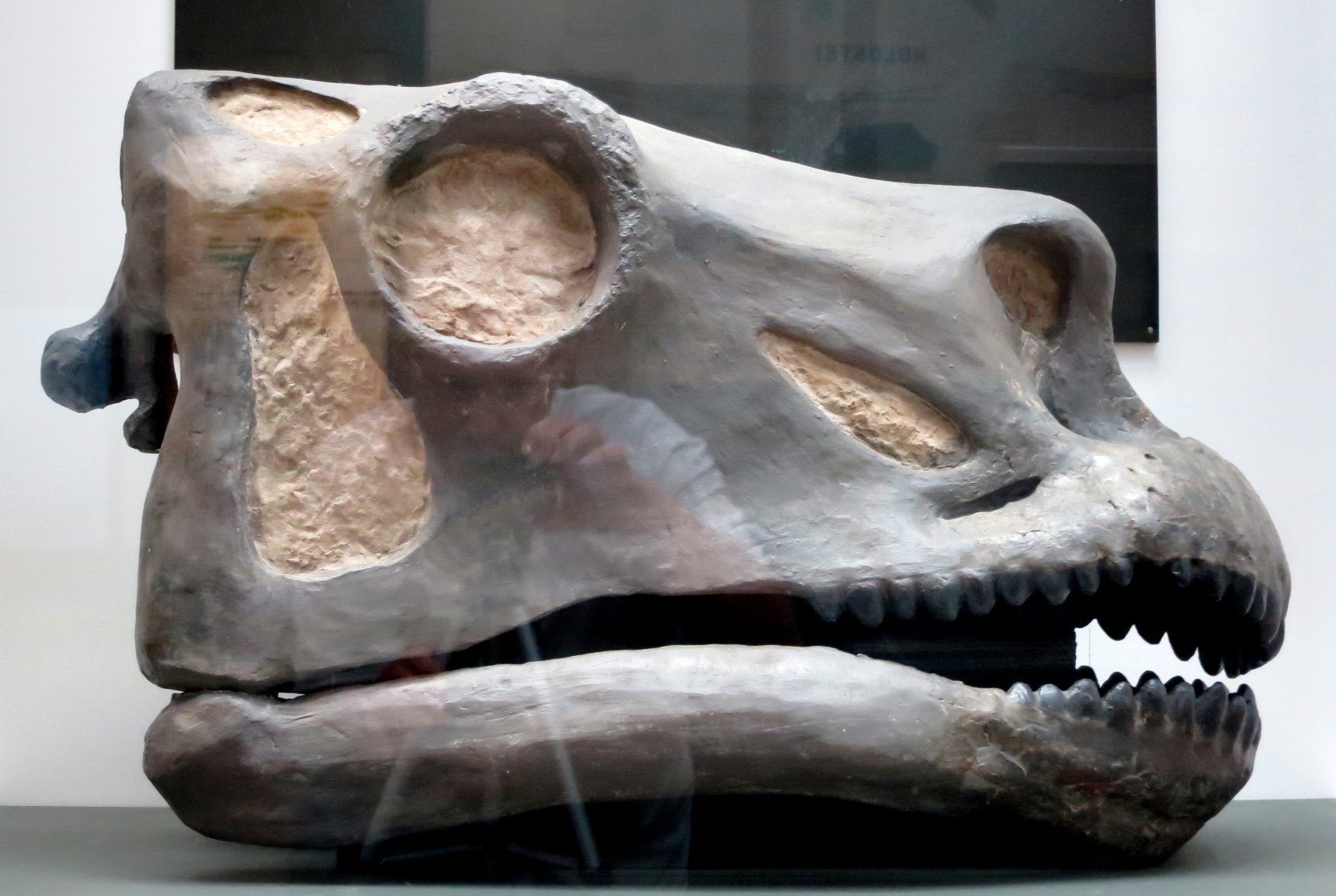
Il cranio inventato e ricostruito, nel 1931, dallo Yale Peabody Museum

Mentre la maggior parte degli altri musei continuava ad utilizzare modelli di crani di Camarasaurus su scheletri di Apatosaurus, il Peabody Museum di Yale decise di scolpire un teschio sulla base della mascella inferiore di Camarasaurus, con il cranio sulla base di un'illustrazione di Marsh del 1891. Il cranio comprendeva anche una serie di aperture mai viste in nessun altro cranio di dinosauro.

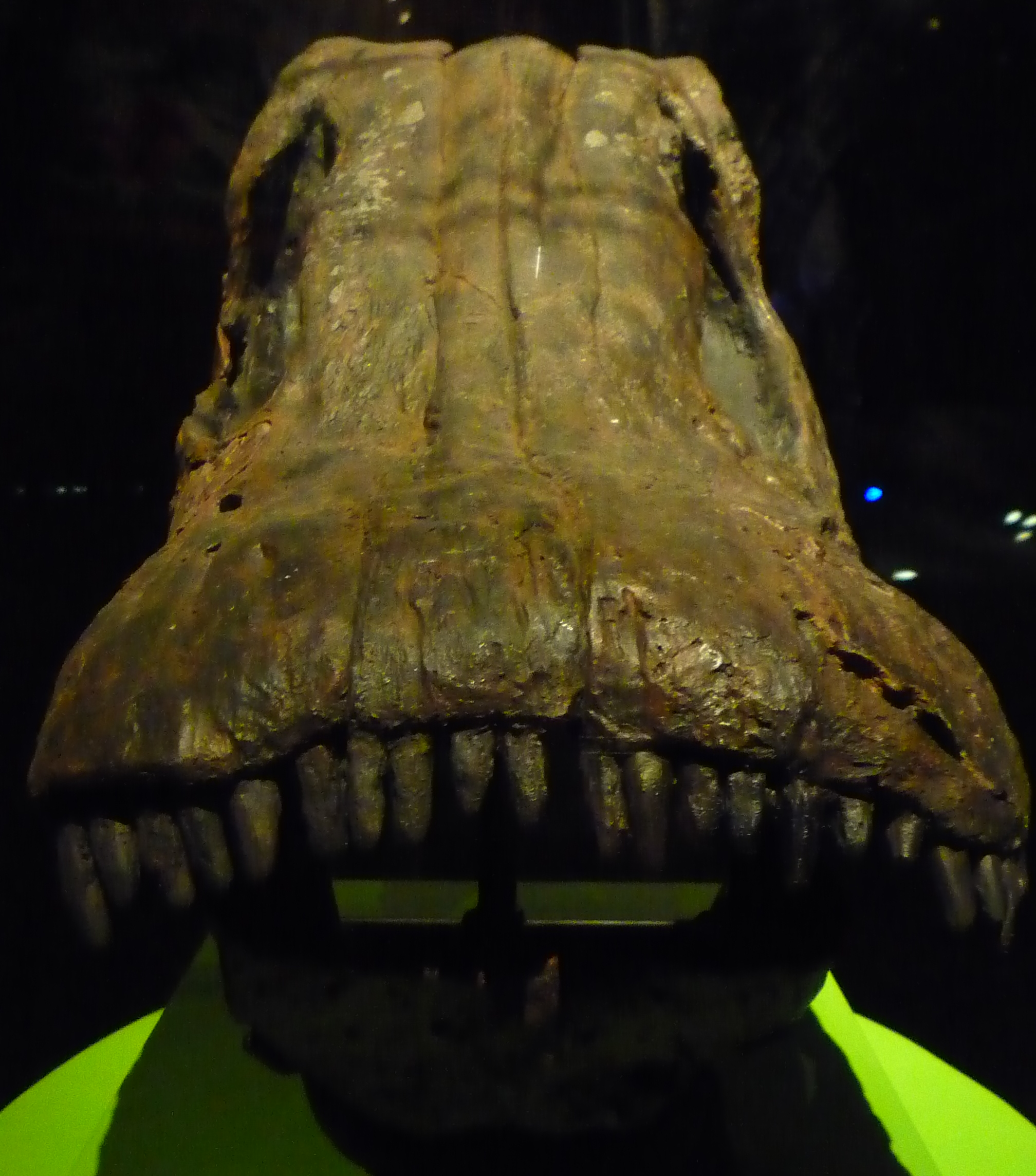
Cranio dell'esemplare BYU 17096 ("Einstein") in vista frontale

Nessun cranio di Apatosaurus venne menzionato nella letteratura scientifica fino al 1970 quando John Stanton McIntosh e David Berman riformularono i crani di Diplodocus e Apatosaurus. Essi scoprirono che anche se non ha mai pubblicato la sua opinione, Holland era completamente convinto che Apatosaurus avesse un cranio come quello di Diplodocus. Secondo loro, infatti molti teschi a lungo creduti appartenere a Diplodocus potrebbero invece essere quelli di Apatosaurus. McIntosh e Berman riassegnarono molti più crani di Apatosaurus sulla base delle vertebre associate e/o strettamente associate. Anche se sostenevano l'idea di Holland, i due studiosi continuavano in parte a credere che l'Apatosaurus avesse un cranio simili a quello di Camarasaurus, sulla base del ritrovamento di un dente isolato simile a quello di Camarasaurus, vicino ad un campione di Apatosaurus. Il 20 ottobre 1979, dopo le pubblicazioni di McIntosh e Berman, il primo vero cranio di Apatosaurus venne montato sullo scheletro del Carnegie Museum. Nel 1998, il teschio di Felch Quarry che Marsh incluse nel suo restauro scheletrico del 1896, si scoprì in realtà appartenere a Brachiosaurus. Nel 2011, venne finalmente ritrovato e descritto il primo vero esemplare di Apatosaurus con un cranio articolato alle vertebre cervicali. Questo esemplare, CMC VP 7180, differiva da A. louisae per le caratteristiche del cranio e del collo, ma condivideva molte caratteristiche delle vertebre cervicali con A. ajax. Un altro teschio ben conservato è l'esemplare 17096 della Brigham Young University, un cranio e uno scheletro ben conservato, con una scatola cranica in buono stato. L'esemplare è stato trovato a Cactus Park Quarry nel Colorado occidentale.

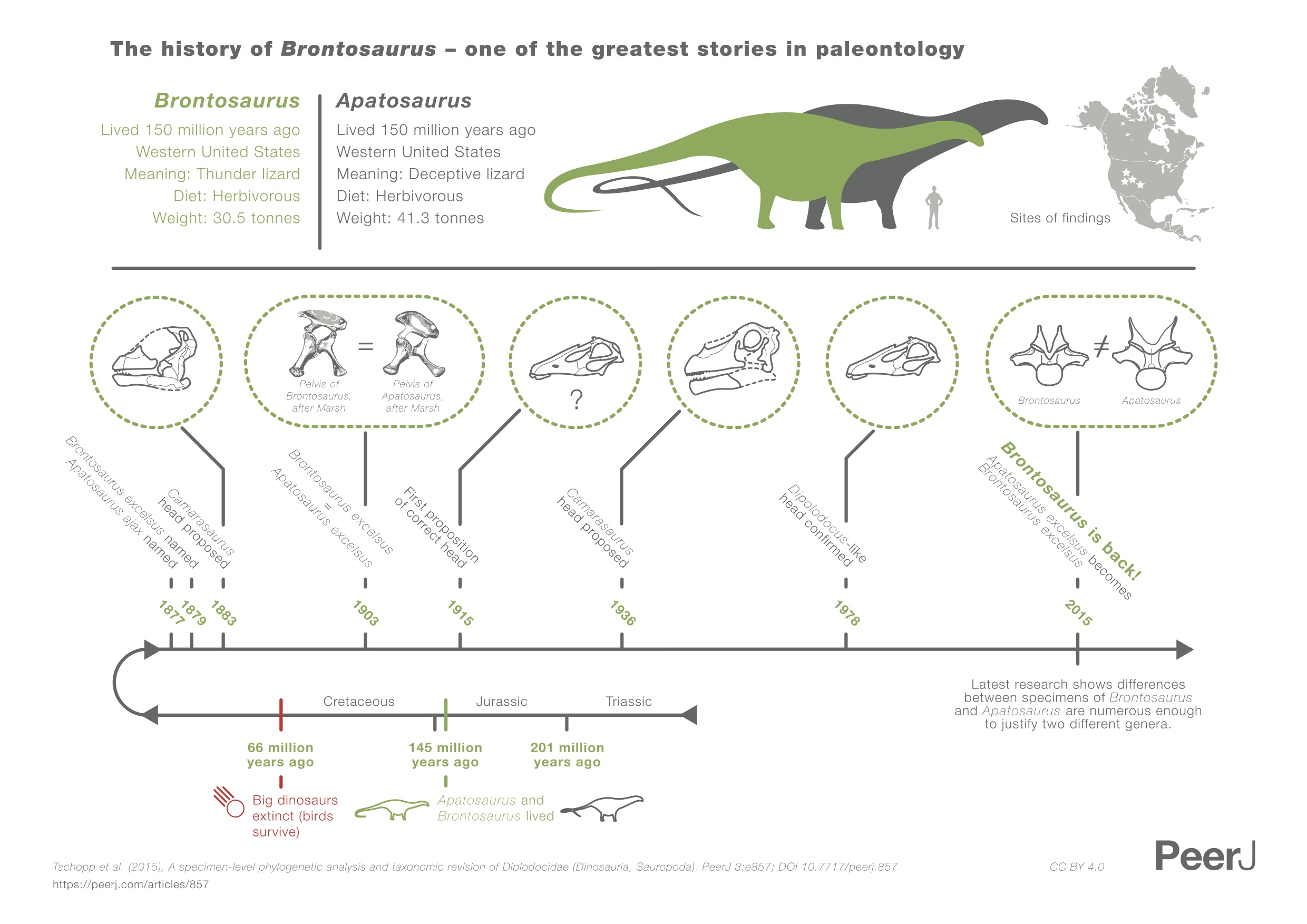
Infografico che illustra la storia tassonomica di Brontosaurus e Apatosaurus, sulla base degli studi di Tschopp et al., 2015

Quasi tutti i paleontologi moderni concordavano con l'idea di Riggs, sul fatto che Apatosaurus e Brontosaurus fossero lo stesso dinosauro e dovessero rimanere classificati sotto lo stesso genere. Secondo le regole del ICZN (che governa i nomi scientifici degli animali), il nome Apatosaurus, essendo stato pubblicato per primo, ha la priorità come nome ufficiale; il Brontosaurus era quindi considerato un sinonimo junior, venendo scartato da un uso formale nonostante venisse continuamente usato al di fuori del contesto scientifico e nella cultura popolare. Nonostante ciò il paleontologo Robert T. Bakker (1990) insistette nel dire che c'erano abbastanza prove per separare A. ajax e A. excelsus in due generi separati.
Nel 2015, Emanuel Tschopp, Octávio Mateus e Roger Benson pubblicarono un documento sulla sistematica Diplodocoidea, e proposero che i due generi fossero diversi per una serie di 13 caratteri diagnostici; la separazione tra le specie si basava su 6 caratteri diagnostici. Il numero minimo di separazione generico è stato scelto sulla base del fatto che A. ajax e A. louisae differiscono per 12 caratteri, e Diplodocus carnegii e D. hallorum differiscono per 11 caratteri. Così, 13 caratteri sono stati scelti per validare la separazione dei generi. Le 6 caratteristiche diverse per la separazione specifica sono state scelte contando il numero di caratteristiche differenti in campioni separati, generalmente accettato per rappresentare una specie, con un solo carattere diverso per D. carnegiei e A. louisae, ma cinque caratteristiche diverse in B. excelsus. Pertanto, Tschopp et al. sostenne che Apatosaurus excelsus, originariamente classificato come Brontosaurus excelsus, aveva abbastanza differenze morfologiche dalle altre specie di Apatosaurus per garantirgli di essere riclassificato come un genere distinto. La conclusione è basata sul confronto tra 477 caratteristiche morfologiche tra 81 individui diversi di dinosauri. Tra le tante caratteristiche che hanno permesso di separare i due generi vi è il più ampio e forte collo dell'Apatosaurus rispetto a quello più sinuoso di B. excelsus. Altre specie precedentemente assegnate ad Apatosaurus, come Elosaurus parvus e Eobrontosaurus yahnahpin sono state riclassificate come specie di Brontosaurus. Alcune caratteristiche proposte per la separazione di Brontosaurus da Apatosaurus includono: le vertebre dorsali posteriori con il centrum più lungo che largo; la parte posteriore della scapola al bordo acromiale e la lama distale in fase di scavo; il bordo della lama acromiale scapolare distale porta un'espansione arrotondata e il rapporto tra la lunghezza prossimo-distale alle sollecitazioni trasversali della larghezza dell'astragalo è 0,55 o superiore. Tuttavia, alcuni paleontologi non sono d'accordo con questa separazione, in particolare il paleontologo Michael D'Emic ha profondamente criticato la scelta di separare i due generi. Il paleontologo Donald Prothero ha criticato in particolar modo la reazione dei media di massa a questo studio come superficiale e prematura, concludendo che avrebbe mantenuto “brontosauro” tra virgolette e non trattandolo come un nome di un genere valido.

### Specie valide

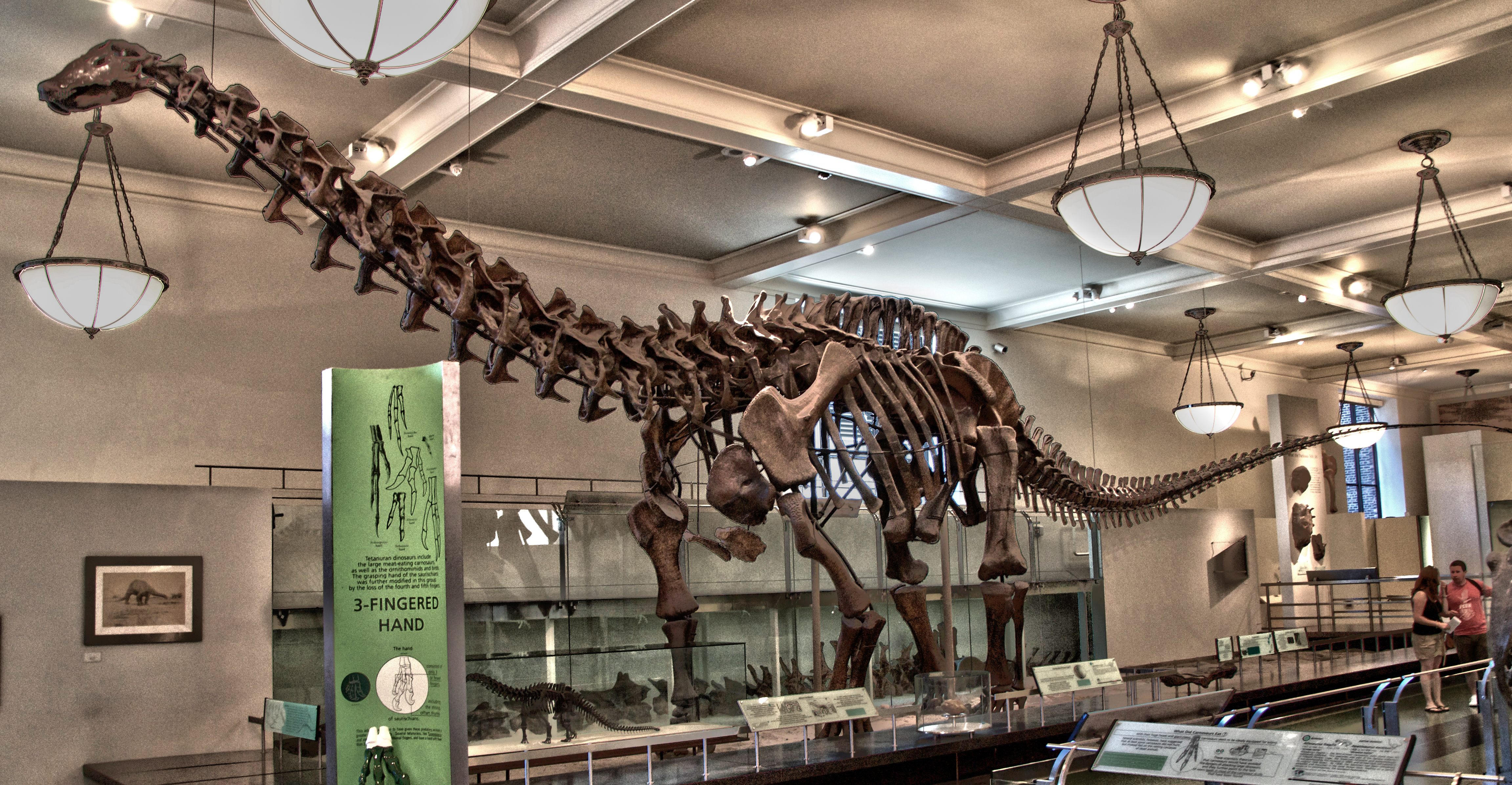
Scheletro dell'esemplare AMNH, un Apatosaurinae (forse un B. excelsus, esemplare AMNH 460), rimontato in una postura oggi considerata corretta, nel 1995

Molte specie sono state assegnate al genere Apatosaurus, ma la maggior parte di esse era rappresentata da materiale scarso o parziale. Durante la faida con il suo rivale, Marsh nominò più specie che poté, ma tali specie erano rappresentate da materiale troppo frammentario e indistinguibile. Nel 2005, Paul Upchurch e colleghi hanno pubblicato uno studio che ha analizzato le specie e i rapporti tra i vari esemplari di Apatosaurus. Essi hanno scoperto che A. louisae era la specie più primitiva, seguita da FMNH P25112, e poi una politomia di A. ajax, A. parvus e A. excelsus. La loro analisi è stata rivista e ampliata con molti più esemplari di diplodocide aggiuntivi nel 2015, che hanno mostrato rapporti di Apatosaurus leggermente diversi, portando anche alla separazione tra Brontosaurus e Apatosaurus.
- Apatosaurus ajax: è la specie tipo, nominata da Marsh nel 1877. Il nome specifico, ajax, deriva dal nome dell'eroe della mitologia greca Aiace Telamonio.[44] Marsh designò la specie sulla base di uno scheletro di un giovane individuo, l'esemplare YPM 1860 suo olotipo. La specie è meno studiata rispetto a Brontosaurus e a A. louisae, soprattutto a causa della natura incompleta dell'olotipo. Nel 2005, molti esemplari oltre all'olotipo sono stati assegnati ad A. ajax, come YPM 1840, NSMT-PV 20375, YPM 1861 e AMNH 460. Gli esemplari risalgono alla fine del Kimmeridgiano e all'inizio del Titoniano.[19] Nel 2015, solo l'olotipo di A. ajax, YPM 1860, è stato assegnato alla specie, in quanto AMNH 460 si è rivelato appartenere a Brontosaurus, o forse ad un proprio taxon. Tuttavia, YPM 1861 e NSMT-PV 20375 differiscono solo in alcune caratteristiche, e non possono essere distinti specificamente o genericamente da A. ajax. YPM 1861 è l'olotipo di Atlantosaurus immanis, il che significa che potrebbe essere un sinonimo junior di A. ajax.[24]
- Apatosaurus louisae: è la specie nominata da Holland nel 1916, sulla base di uno scheletro parziale ritrovato nello Utah.[45] L'olotipo è CM 3018, con esemplari che includono CM 3378, CM 11162 e 52844 LACM. I primi due sono costituiti da una colonna vertebrale; gli ultimi due sono costituiti, rispettivamente, da un teschio e uno scheletro quasi completo. I suoi esemplari provengono tutti dalla fine del Kimmeridgiano, del Dinosaur National Monument.[19] Nel 2015, Tschopp et al. notarono che l'esemplare tipo di A. laticollis era molto simile al campione CM 3018, quindi è possibile che rappresenti un sinonimo junior di A. louisae.[24]

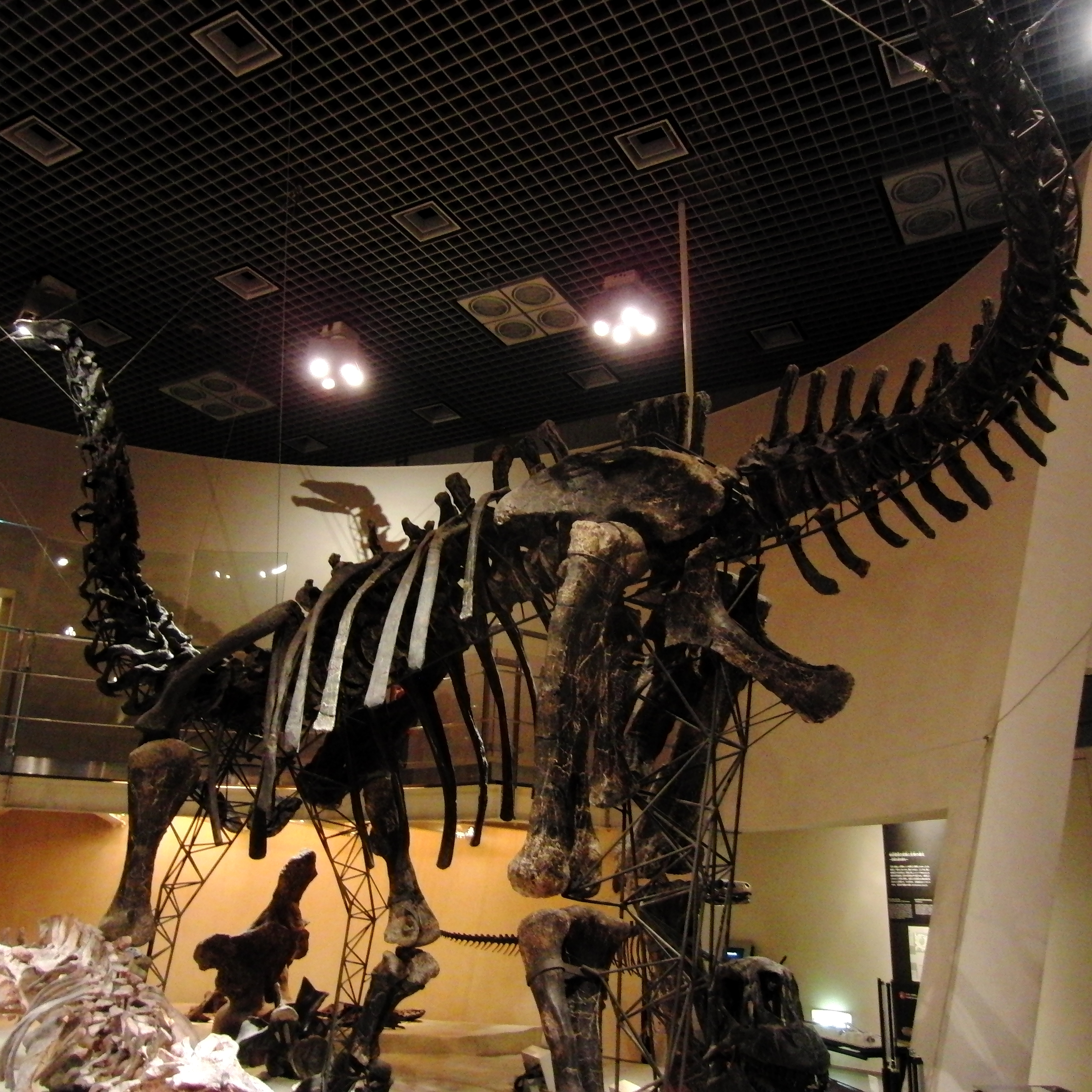
Esemplare NSMT-PV 20375, che potrebbe rappresentare un A. ajax o una nuova specie

Il seguente cladogramma è il risultato di un'analisi di Tschopp, Mateus, e Benson (2015). Gli autori hanno analizzato i campioni tipo di più diplodocidi separatamente per dedurre a quali specie o generi appartengano.
|  | YPM 1840 ("Atlantosaurus" immanis type) |
|  |                                         |
|  | NSMT-PV 20375                           |
|  |                                         |

| Apatosaurus ajax    | YPM 1860 (Apatosaurus ajax type)                                                                              |
|                     | YPM 1860 (Apatosaurus ajax type)                                                                              |
| Apatosaurus louisae | \| \| CM 3018 (Apatosaurus louisae type) \| \| \| \| \| \| YPM 1861 (Apatosaurus laticollis type) \| \| \| \| |
|                     | \| \| CM 3018 (Apatosaurus louisae type) \| \| \| \| \| \| YPM 1861 (Apatosaurus laticollis type) \| \| \| \| |
|                     | CM 3018 (Apatosaurus louisae type)                                                                            |
|                     | |
|                     | YPM 1861 (Apatosaurus laticollis type)                                                                        |
|                     | |

|  | CM 3018 (Apatosaurus louisae type)     |
|  |                                        |
|  | YPM 1861 (Apatosaurus laticollis type) |
|  |                                        |

|  | YPM 1980 (Brontosaurus excelsus type) |
|  |                                       |
|  | YPM 1981 (Brontosaurus amplus type)   |
|  |                                       |

|  | CM 566 (Elosaurus parvus type)                              |
|  |                                                             |
|  | \| \| UM 15556 \| \| \| \| \| \| BYU 1252-18531 \| \| \| \| |
|  |                                                             |
|  | UM 15556                                                    |
|  |                                                             |
|  | BYU 1252-18531                                              |
|  |                                                             |

|  | UM 15556       |
|  |                |
|  | BYU 1252-18531 |
|  |                |

|  | CM 566 (Elosaurus parvus type)                              |
|  |                                                             |
|  | \| \| UM 15556 \| \| \| \| \| \| BYU 1252-18531 \| \| \| \| |
|  |                                                             |
|  | UM 15556                                                    |
|  |                                                             |
|  | BYU 1252-18531                                              |
|  |                                                             |

|  | UM 15556       |
|  |                |
|  | BYU 1252-18531 |
|  |                |

|  | CM 566 (Elosaurus parvus type)                              |
|  |                                                             |
|  | \| \| UM 15556 \| \| \| \| \| \| BYU 1252-18531 \| \| \| \| |
|  |                                                             |
|  | UM 15556                                                    |
|  |                                                             |
|  | BYU 1252-18531                                              |
|  |                                                             |

|  | UM 15556       |
|  |                |
|  | BYU 1252-18531 |
|  |                |

|  | CM 566 (Elosaurus parvus type)                              |
|  |                                                             |
|  | \| \| UM 15556 \| \| \| \| \| \| BYU 1252-18531 \| \| \| \| |
|  |                                                             |
|  | UM 15556                                                    |
|  |                                                             |
|  | BYU 1252-18531                                              |
|  |                                                             |

|  | UM 15556       |
|  |                |
|  | BYU 1252-18531 |
|  |                |

|  | CM 566 (Elosaurus parvus type)                              |
|  |                                                             |
|  | \| \| UM 15556 \| \| \| \| \| \| BYU 1252-18531 \| \| \| \| |
|  |                                                             |
|  | UM 15556                                                    |
|  |                                                             |
|  | BYU 1252-18531                                              |
|  |                                                             |

|  | UM 15556       |
|  |                |
|  | BYU 1252-18531 |
|  |                |

|  | CM 566 (Elosaurus parvus type)                              |
|  |                                                             |
|  | \| \| UM 15556 \| \| \| \| \| \| BYU 1252-18531 \| \| \| \| |
|  |                                                             |
|  | UM 15556                                                    |
|  |                                                             |
|  | BYU 1252-18531                                              |
|  |                                                             |

|  | UM 15556       |
|  |                |
|  | BYU 1252-18531 |
|  |                |

|  | CM 566 (Elosaurus parvus type)                              |
|  |                                                             |
|  | \| \| UM 15556 \| \| \| \| \| \| BYU 1252-18531 \| \| \| \| |
|  |                                                             |
|  | UM 15556                                                    |
|  |                                                             |
|  | BYU 1252-18531                                              |
|  |                                                             |

|  | UM 15556       |
|  |                |
|  | BYU 1252-18531 |
|  |                |

|  | CM 566 (Elosaurus parvus type)                              |
|  |                                                             |
|  | \| \| UM 15556 \| \| \| \| \| \| BYU 1252-18531 \| \| \| \| |
|  |                                                             |
|  | UM 15556                                                    |
|  |                                                             |
|  | BYU 1252-18531                                              |
|  |                                                             |

|  | UM 15556       |
|  |                |
|  | BYU 1252-18531 |
|  |                |

|  | YPM 1980 (Brontosaurus excelsus type) |
|  |                                       |
|  | YPM 1981 (Brontosaurus amplus type)   |
|  |                                       |

|  | CM 566 (Elosaurus parvus type)                              |
|  |                                                             |
|  | \| \| UM 15556 \| \| \| \| \| \| BYU 1252-18531 \| \| \| \| |
|  |                                                             |
|  | UM 15556                                                    |
|  |                                                             |
|  | BYU 1252-18531                                              |
|  |                                                             |

|  | UM 15556       |
|  |                |
|  | BYU 1252-18531 |
|  |                |

|  | CM 566 (Elosaurus parvus type)                              |
|  |                                                             |
|  | \| \| UM 15556 \| \| \| \| \| \| BYU 1252-18531 \| \| \| \| |
|  |                                                             |
|  | UM 15556                                                    |
|  |                                                             |
|  | BYU 1252-18531                                              |
|  |                                                             |

|  | UM 15556       |
|  |                |
|  | BYU 1252-18531 |
|  |                |

|  | CM 566 (Elosaurus parvus type)                              |
|  |                                                             |
|  | \| \| UM 15556 \| \| \| \| \| \| BYU 1252-18531 \| \| \| \| |
|  |                                                             |
|  | UM 15556                                                    |
|  |                                                             |
|  | BYU 1252-18531                                              |
|  |                                                             |

|  | UM 15556       |
|  |                |
|  | BYU 1252-18531 |
|  |                |

|  | CM 566 (Elosaurus parvus type)                              |
|  |                                                             |
|  | \| \| UM 15556 \| \| \| \| \| \| BYU 1252-18531 \| \| \| \| |
|  |                                                             |
|  | UM 15556                                                    |
|  |                                                             |
|  | BYU 1252-18531                                              |
|  |                                                             |

|  | UM 15556       |
|  |                |
|  | BYU 1252-18531 |
|  |                |

|  | CM 566 (Elosaurus parvus type)                              |
|  |                                                             |
|  | \| \| UM 15556 \| \| \| \| \| \| BYU 1252-18531 \| \| \| \| |
|  |                                                             |
|  | UM 15556                                                    |
|  |                                                             |
|  | BYU 1252-18531                                              |
|  |                                                             |

|  | UM 15556       |
|  |                |
|  | BYU 1252-18531 |
|  |                |

|  | CM 566 (Elosaurus parvus type)                              |
|  |                                                             |
|  | \| \| UM 15556 \| \| \| \| \| \| BYU 1252-18531 \| \| \| \| |
|  |                                                             |
|  | UM 15556                                                    |
|  |                                                             |
|  | BYU 1252-18531                                              |
|  |                                                             |

|  | UM 15556       |
|  |                |
|  | BYU 1252-18531 |
|  |                |

|  | CM 566 (Elosaurus parvus type)                              |
|  |                                                             |
|  | \| \| UM 15556 \| \| \| \| \| \| BYU 1252-18531 \| \| \| \| |
|  |                                                             |
|  | UM 15556                                                    |
|  |                                                             |
|  | BYU 1252-18531                                              |
|  |                                                             |

|  | UM 15556       |
|  |                |
|  | BYU 1252-18531 |
|  |                |

|  | CM 566 (Elosaurus parvus type)                              |
|  |                                                             |
|  | \| \| UM 15556 \| \| \| \| \| \| BYU 1252-18531 \| \| \| \| |
|  |                                                             |
|  | UM 15556                                                    |
|  |                                                             |
|  | BYU 1252-18531                                              |
|  |                                                             |

|  | UM 15556       |
|  |                |
|  | BYU 1252-18531 |
|  |                |

| Apatosaurus ajax    | YPM 1860 (Apatosaurus ajax type)                                                                              |
|                     | YPM 1860 (Apatosaurus ajax type)                                                                              |
| Apatosaurus louisae | \| \| CM 3018 (Apatosaurus louisae type) \| \| \| \| \| \| YPM 1861 (Apatosaurus laticollis type) \| \| \| \| |
|                     | \| \| CM 3018 (Apatosaurus louisae type) \| \| \| \| \| \| YPM 1861 (Apatosaurus laticollis type) \| \| \| \| |
|                     | CM 3018 (Apatosaurus louisae type)                                                                            |
|                     | |
|                     | YPM 1861 (Apatosaurus laticollis type)                                                                        |
|                     | |

|  | CM 3018 (Apatosaurus louisae type)     |
|  |                                        |
|  | YPM 1861 (Apatosaurus laticollis type) |
|  |                                        |

|  | YPM 1980 (Brontosaurus excelsus type) |
|  |                                       |
|  | YPM 1981 (Brontosaurus amplus type)   |
|  |                                       |

|  | CM 566 (Elosaurus parvus type)                              |
|  |                                                             |
|  | \| \| UM 15556 \| \| \| \| \| \| BYU 1252-18531 \| \| \| \| |
|  |                                                             |
|  | UM 15556                                                    |
|  |                                                             |
|  | BYU 1252-18531                                              |
|  |                                                             |

|  | UM 15556       |
|  |                |
|  | BYU 1252-18531 |
|  |                |

|  | CM 566 (Elosaurus parvus type)                              |
|  |                                                             |
|  | \| \| UM 15556 \| \| \| \| \| \| BYU 1252-18531 \| \| \| \| |
|  |                                                             |
|  | UM 15556                                                    |
|  |                                                             |
|  | BYU 1252-18531                                              |
|  |                                                             |

|  | UM 15556       |
|  |                |
|  | BYU 1252-18531 |
|  |                |

|  | CM 566 (Elosaurus parvus type)                              |
|  |                                                             |
|  | \| \| UM 15556 \| \| \| \| \| \| BYU 1252-18531 \| \| \| \| |
|  |                                                             |
|  | UM 15556                                                    |
|  |                                                             |
|  | BYU 1252-18531                                              |
|  |                                                             |

|  | UM 15556       |
|  |                |
|  | BYU 1252-18531 |
|  |                |

|  | CM 566 (Elosaurus parvus type)                              |
|  |                                                             |
|  | \| \| UM 15556 \| \| \| \| \| \| BYU 1252-18531 \| \| \| \| |
|  |                                                             |
|  | UM 15556                                                    |
|  |                                                             |
|  | BYU 1252-18531                                              |
|  |                                                             |

|  | UM 15556       |
|  |                |
|  | BYU 1252-18531 |
|  |                |

|  | CM 566 (Elosaurus parvus type)                              |
|  |                                                             |
|  | \| \| UM 15556 \| \| \| \| \| \| BYU 1252-18531 \| \| \| \| |
|  |                                                             |
|  | UM 15556                                                    |
|  |                                                             |
|  | BYU 1252-18531                                              |
|  |                                                             |

|  | UM 15556       |
|  |                |
|  | BYU 1252-18531 |
|  |                |

|  | CM 566 (Elosaurus parvus type)                              |
|  |                                                             |
|  | \| \| UM 15556 \| \| \| \| \| \| BYU 1252-18531 \| \| \| \| |
|  |                                                             |
|  | UM 15556                                                    |
|  |                                                             |
|  | BYU 1252-18531                                              |
|  |                                                             |

|  | UM 15556       |
|  |                |
|  | BYU 1252-18531 |
|  |                |

|  | CM 566 (Elosaurus parvus type)                              |
|  |                                                             |
|  | \| \| UM 15556 \| \| \| \| \| \| BYU 1252-18531 \| \| \| \| |
|  |                                                             |
|  | UM 15556                                                    |
|  |                                                             |
|  | BYU 1252-18531                                              |
|  |                                                             |

|  | UM 15556       |
|  |                |
|  | BYU 1252-18531 |
|  |                |

|  | CM 566 (Elosaurus parvus type)                              |
|  |                                                             |
|  | \| \| UM 15556 \| \| \| \| \| \| BYU 1252-18531 \| \| \| \| |
|  |                                                             |
|  | UM 15556                                                    |
|  |                                                             |
|  | BYU 1252-18531                                              |
|  |                                                             |

|  | UM 15556       |
|  |                |
|  | BYU 1252-18531 |
|  |                |

|  | YPM 1980 (Brontosaurus excelsus type) |
|  |                                       |
|  | YPM 1981 (Brontosaurus amplus type)   |
|  |                                       |

|  | CM 566 (Elosaurus parvus type)                              |
|  |                                                             |
|  | \| \| UM 15556 \| \| \| \| \| \| BYU 1252-18531 \| \| \| \| |
|  |                                                             |
|  | UM 15556                                                    |
|  |                                                             |
|  | BYU 1252-18531                                              |
|  |                                                             |

|  | UM 15556       |
|  |                |
|  | BYU 1252-18531 |
|  |                |

|  | CM 566 (Elosaurus parvus type)                              |
|  |                                                             |
|  | \| \| UM 15556 \| \| \| \| \| \| BYU 1252-18531 \| \| \| \| |
|  |                                                             |
|  | UM 15556                                                    |
|  |                                                             |
|  | BYU 1252-18531                                              |
|  |                                                             |

|  | UM 15556       |
|  |                |
|  | BYU 1252-18531 |
|  |                |

|  | CM 566 (Elosaurus parvus type)                              |
|  |                                                             |
|  | \| \| UM 15556 \| \| \| \| \| \| BYU 1252-18531 \| \| \| \| |
|  |                                                             |
|  | UM 15556                                                    |
|  |                                                             |
|  | BYU 1252-18531                                              |
|  |                                                             |

|  | UM 15556       |
|  |                |
|  | BYU 1252-18531 |
|  |                |

|  | CM 566 (Elosaurus parvus type)                              |
|  |                                                             |
|  | \| \| UM 15556 \| \| \| \| \| \| BYU 1252-18531 \| \| \| \| |
|  |                                                             |
|  | UM 15556                                                    |
|  |                                                             |
|  | BYU 1252-18531                                              |
|  |                                                             |

|  | UM 15556       |
|  |                |
|  | BYU 1252-18531 |
|  |                |

|  | CM 566 (Elosaurus parvus type)                              |
|  |                                                             |
|  | \| \| UM 15556 \| \| \| \| \| \| BYU 1252-18531 \| \| \| \| |
|  |                                                             |
|  | UM 15556                                                    |
|  |                                                             |
|  | BYU 1252-18531                                              |
|  |                                                             |

|  | UM 15556       |
|  |                |
|  | BYU 1252-18531 |
|  |                |

|  | CM 566 (Elosaurus parvus type)                              |
|  |                                                             |
|  | \| \| UM 15556 \| \| \| \| \| \| BYU 1252-18531 \| \| \| \| |
|  |                                                             |
|  | UM 15556                                                    |
|  |                                                             |
|  | BYU 1252-18531                                              |
|  |                                                             |

|  | UM 15556       |
|  |                |
|  | BYU 1252-18531 |
|  |                |

|  | CM 566 (Elosaurus parvus type)                              |
|  |                                                             |
|  | \| \| UM 15556 \| \| \| \| \| \| BYU 1252-18531 \| \| \| \| |
|  |                                                             |
|  | UM 15556                                                    |
|  |                                                             |
|  | BYU 1252-18531                                              |
|  |                                                             |

|  | UM 15556       |
|  |                |
|  | BYU 1252-18531 |
|  |                |

|  | CM 566 (Elosaurus parvus type)                              |
|  |                                                             |
|  | \| \| UM 15556 \| \| \| \| \| \| BYU 1252-18531 \| \| \| \| |
|  |                                                             |
|  | UM 15556                                                    |
|  |                                                             |
|  | BYU 1252-18531                                              |
|  |                                                             |

|  | UM 15556       |
|  |                |
|  | BYU 1252-18531 |
|  |                |

| Apatosaurus ajax    | YPM 1860 (Apatosaurus ajax type)                                                                              |
|                     | YPM 1860 (Apatosaurus ajax type)                                                                              |
| Apatosaurus louisae | \| \| CM 3018 (Apatosaurus louisae type) \| \| \| \| \| \| YPM 1861 (Apatosaurus laticollis type) \| \| \| \| |
|                     | \| \| CM 3018 (Apatosaurus louisae type) \| \| \| \| \| \| YPM 1861 (Apatosaurus laticollis type) \| \| \| \| |
|                     | CM 3018 (Apatosaurus louisae type)                                                                            |
|                     | |
|                     | YPM 1861 (Apatosaurus laticollis type)                                                                        |
|                     | |

|  | CM 3018 (Apatosaurus louisae type)     |
|  |                                        |
|  | YPM 1861 (Apatosaurus laticollis type) |
|  |                                        |

|  | YPM 1980 (Brontosaurus excelsus type) |
|  |                                       |
|  | YPM 1981 (Brontosaurus amplus type)   |
|  |                                       |

|  | CM 566 (Elosaurus parvus type)                              |
|  |                                                             |
|  | \| \| UM 15556 \| \| \| \| \| \| BYU 1252-18531 \| \| \| \| |
|  |                                                             |
|  | UM 15556                                                    |
|  |                                                             |
|  | BYU 1252-18531                                              |
|  |                                                             |

|  | UM 15556       |
|  |                |
|  | BYU 1252-18531 |
|  |                |

|  | CM 566 (Elosaurus parvus type)                              |
|  |                                                             |
|  | \| \| UM 15556 \| \| \| \| \| \| BYU 1252-18531 \| \| \| \| |
|  |                                                             |
|  | UM 15556                                                    |
|  |                                                             |
|  | BYU 1252-18531                                              |
|  |                                                             |

|  | UM 15556       |
|  |                |
|  | BYU 1252-18531 |
|  |                |

|  | CM 566 (Elosaurus parvus type)                              |
|  |                                                             |
|  | \| \| UM 15556 \| \| \| \| \| \| BYU 1252-18531 \| \| \| \| |
|  |                                                             |
|  | UM 15556                                                    |
|  |                                                             |
|  | BYU 1252-18531                                              |
|  |                                                             |

|  | UM 15556       |
|  |                |
|  | BYU 1252-18531 |
|  |                |

|  | CM 566 (Elosaurus parvus type)                              |
|  |                                                             |
|  | \| \| UM 15556 \| \| \| \| \| \| BYU 1252-18531 \| \| \| \| |
|  |                                                             |
|  | UM 15556                                                    |
|  |                                                             |
|  | BYU 1252-18531                                              |
|  |                                                             |

|  | UM 15556       |
|  |                |
|  | BYU 1252-18531 |
|  |                |

|  | CM 566 (Elosaurus parvus type)                              |
|  |                                                             |
|  | \| \| UM 15556 \| \| \| \| \| \| BYU 1252-18531 \| \| \| \| |
|  |                                                             |
|  | UM 15556                                                    |
|  |                                                             |
|  | BYU 1252-18531                                              |
|  |                                                             |

|  | UM 15556       |
|  |                |
|  | BYU 1252-18531 |
|  |                |

|  | CM 566 (Elosaurus parvus type)                              |
|  |                                                             |
|  | \| \| UM 15556 \| \| \| \| \| \| BYU 1252-18531 \| \| \| \| |
|  |                                                             |
|  | UM 15556                                                    |
|  |                                                             |
|  | BYU 1252-18531                                              |
|  |                                                             |

|  | UM 15556       |
|  |                |
|  | BYU 1252-18531 |
|  |                |

|  | CM 566 (Elosaurus parvus type)                              |
|  |                                                             |
|  | \| \| UM 15556 \| \| \| \| \| \| BYU 1252-18531 \| \| \| \| |
|  |                                                             |
|  | UM 15556                                                    |
|  |                                                             |
|  | BYU 1252-18531                                              |
|  |                                                             |

|  | UM 15556       |
|  |                |
|  | BYU 1252-18531 |
|  |                |

|  | CM 566 (Elosaurus parvus type)                              |
|  |                                                             |
|  | \| \| UM 15556 \| \| \| \| \| \| BYU 1252-18531 \| \| \| \| |
|  |                                                             |
|  | UM 15556                                                    |
|  |                                                             |
|  | BYU 1252-18531                                              |
|  |                                                             |

|  | UM 15556       |
|  |                |
|  | BYU 1252-18531 |
|  |                |

|  | YPM 1980 (Brontosaurus excelsus type) |
|  |                                       |
|  | YPM 1981 (Brontosaurus amplus type)   |
|  |                                       |

|  | CM 566 (Elosaurus parvus type)                              |
|  |                                                             |
|  | \| \| UM 15556 \| \| \| \| \| \| BYU 1252-18531 \| \| \| \| |
|  |                                                             |
|  | UM 15556                                                    |
|  |                                                             |
|  | BYU 1252-18531                                              |
|  |                                                             |

|  | UM 15556       |
|  |                |
|  | BYU 1252-18531 |
|  |                |

|  | CM 566 (Elosaurus parvus type)                              |
|  |                                                             |
|  | \| \| UM 15556 \| \| \| \| \| \| BYU 1252-18531 \| \| \| \| |
|  |                                                             |
|  | UM 15556                                                    |
|  |                                                             |
|  | BYU 1252-18531                                              |
|  |                                                             |

|  | UM 15556       |
|  |                |
|  | BYU 1252-18531 |
|  |                |

|  | CM 566 (Elosaurus parvus type)                              |
|  |                                                             |
|  | \| \| UM 15556 \| \| \| \| \| \| BYU 1252-18531 \| \| \| \| |
|  |                                                             |
|  | UM 15556                                                    |
|  |                                                             |
|  | BYU 1252-18531                                              |
|  |                                                             |

|  | UM 15556       |
|  |                |
|  | BYU 1252-18531 |
|  |                |

|  | CM 566 (Elosaurus parvus type)                              |
|  |                                                             |
|  | \| \| UM 15556 \| \| \| \| \| \| BYU 1252-18531 \| \| \| \| |
|  |                                                             |
|  | UM 15556                                                    |
|  |                                                             |
|  | BYU 1252-18531                                              |
|  |                                                             |

|  | UM 15556       |
|  |                |
|  | BYU 1252-18531 |
|  |                |

|  | CM 566 (Elosaurus parvus type)                              |
|  |                                                             |
|  | \| \| UM 15556 \| \| \| \| \| \| BYU 1252-18531 \| \| \| \| |
|  |                                                             |
|  | UM 15556                                                    |
|  |                                                             |
|  | BYU 1252-18531                                              |
|  |                                                             |

|  | UM 15556       |
|  |                |
|  | BYU 1252-18531 |
|  |                |

|  | CM 566 (Elosaurus parvus type)                              |
|  |                                                             |
|  | \| \| UM 15556 \| \| \| \| \| \| BYU 1252-18531 \| \| \| \| |
|  |                                                             |
|  | UM 15556                                                    |
|  |                                                             |
|  | BYU 1252-18531                                              |
|  |                                                             |

|  | UM 15556       |
|  |                |
|  | BYU 1252-18531 |
|  |                |

|  | CM 566 (Elosaurus parvus type)                              |
|  |                                                             |
|  | \| \| UM 15556 \| \| \| \| \| \| BYU 1252-18531 \| \| \| \| |
|  |                                                             |
|  | UM 15556                                                    |
|  |                                                             |
|  | BYU 1252-18531                                              |
|  |                                                             |

|  | UM 15556       |
|  |                |
|  | BYU 1252-18531 |
|  |                |

|  | CM 566 (Elosaurus parvus type)                              |
|  |                                                             |
|  | \| \| UM 15556 \| \| \| \| \| \| BYU 1252-18531 \| \| \| \| |
|  |                                                             |
|  | UM 15556                                                    |
|  |                                                             |
|  | BYU 1252-18531                                              |
|  |                                                             |

|  | UM 15556       |
|  |                |
|  | BYU 1252-18531 |
|  |                |

| Apatosaurus ajax    | YPM 1860 (Apatosaurus ajax type)                                                                              |
|                     | YPM 1860 (Apatosaurus ajax type)                                                                              |
| Apatosaurus louisae | \| \| CM 3018 (Apatosaurus louisae type) \| \| \| \| \| \| YPM 1861 (Apatosaurus laticollis type) \| \| \| \| |
|                     | \| \| CM 3018 (Apatosaurus louisae type) \| \| \| \| \| \| YPM 1861 (Apatosaurus laticollis type) \| \| \| \| |
|                     | CM 3018 (Apatosaurus louisae type)                                                                            |
|                     | |
|                     | YPM 1861 (Apatosaurus laticollis type)                                                                        |
|                     | |

|  | CM 3018 (Apatosaurus louisae type)     |
|  |                                        |
|  | YPM 1861 (Apatosaurus laticollis type) |
|  |                                        |

|  | YPM 1980 (Brontosaurus excelsus type) |
|  |                                       |
|  | YPM 1981 (Brontosaurus amplus type)   |
|  |                                       |

|  | CM 566 (Elosaurus parvus type)                              |
|  |                                                             |
|  | \| \| UM 15556 \| \| \| \| \| \| BYU 1252-18531 \| \| \| \| |
|  |                                                             |
|  | UM 15556                                                    |
|  |                                                             |
|  | BYU 1252-18531                                              |
|  |                                                             |

|  | UM 15556       |
|  |                |
|  | BYU 1252-18531 |
|  |                |

|  | CM 566 (Elosaurus parvus type)                              |
|  |                                                             |
|  | \| \| UM 15556 \| \| \| \| \| \| BYU 1252-18531 \| \| \| \| |
|  |                                                             |
|  | UM 15556                                                    |
|  |                                                             |
|  | BYU 1252-18531                                              |
|  |                                                             |

|  | UM 15556       |
|  |                |
|  | BYU 1252-18531 |
|  |                |

|  | CM 566 (Elosaurus parvus type)                              |
|  |                                                             |
|  | \| \| UM 15556 \| \| \| \| \| \| BYU 1252-18531 \| \| \| \| |
|  |                                                             |
|  | UM 15556                                                    |
|  |                                                             |
|  | BYU 1252-18531                                              |
|  |                                                             |

|  | UM 15556       |
|  |                |
|  | BYU 1252-18531 |
|  |                |

|  | CM 566 (Elosaurus parvus type)                              |
|  |                                                             |
|  | \| \| UM 15556 \| \| \| \| \| \| BYU 1252-18531 \| \| \| \| |
|  |                                                             |
|  | UM 15556                                                    |
|  |                                                             |
|  | BYU 1252-18531                                              |
|  |                                                             |

|  | UM 15556       |
|  |                |
|  | BYU 1252-18531 |
|  |                |

|  | CM 566 (Elosaurus parvus type)                              |
|  |                                                             |
|  | \| \| UM 15556 \| \| \| \| \| \| BYU 1252-18531 \| \| \| \| |
|  |                                                             |
|  | UM 15556                                                    |
|  |                                                             |
|  | BYU 1252-18531                                              |
|  |                                                             |

|  | UM 15556       |
|  |                |
|  | BYU 1252-18531 |
|  |                |

|  | CM 566 (Elosaurus parvus type)                              |
|  |                                                             |
|  | \| \| UM 15556 \| \| \| \| \| \| BYU 1252-18531 \| \| \| \| |
|  |                                                             |
|  | UM 15556                                                    |
|  |                                                             |
|  | BYU 1252-18531                                              |
|  |                                                             |

|  | UM 15556       |
|  |                |
|  | BYU 1252-18531 |
|  |                |

|  | CM 566 (Elosaurus parvus type)                              |
|  |                                                             |
|  | \| \| UM 15556 \| \| \| \| \| \| BYU 1252-18531 \| \| \| \| |
|  |                                                             |
|  | UM 15556                                                    |
|  |                                                             |
|  | BYU 1252-18531                                              |
|  |                                                             |

|  | UM 15556       |
|  |                |
|  | BYU 1252-18531 |
|  |                |

|  | CM 566 (Elosaurus parvus type)                              |
|  |                                                             |
|  | \| \| UM 15556 \| \| \| \| \| \| BYU 1252-18531 \| \| \| \| |
|  |                                                             |
|  | UM 15556                                                    |
|  |                                                             |
|  | BYU 1252-18531                                              |
|  |                                                             |

|  | UM 15556       |
|  |                |
|  | BYU 1252-18531 |
|  |                |

|  | YPM 1980 (Brontosaurus excelsus type) |
|  |                                       |
|  | YPM 1981 (Brontosaurus amplus type)   |
|  |                                       |

|  | CM 566 (Elosaurus parvus type)                              |
|  |                                                             |
|  | \| \| UM 15556 \| \| \| \| \| \| BYU 1252-18531 \| \| \| \| |
|  |                                                             |
|  | UM 15556                                                    |
|  |                                                             |
|  | BYU 1252-18531                                              |
|  |                                                             |

|  | UM 15556       |
|  |                |
|  | BYU 1252-18531 |
|  |                |

|  | CM 566 (Elosaurus parvus type)                              |
|  |                                                             |
|  | \| \| UM 15556 \| \| \| \| \| \| BYU 1252-18531 \| \| \| \| |
|  |                                                             |
|  | UM 15556                                                    |
|  |                                                             |
|  | BYU 1252-18531                                              |
|  |                                                             |

|  | UM 15556       |
|  |                |
|  | BYU 1252-18531 |
|  |                |

|  | CM 566 (Elosaurus parvus type)                              |
|  |                                                             |
|  | \| \| UM 15556 \| \| \| \| \| \| BYU 1252-18531 \| \| \| \| |
|  |                                                             |
|  | UM 15556                                                    |
|  |                                                             |
|  | BYU 1252-18531                                              |
|  |                                                             |

|  | UM 15556       |
|  |                |
|  | BYU 1252-18531 |
|  |                |

|  | CM 566 (Elosaurus parvus type)                              |
|  |                                                             |
|  | \| \| UM 15556 \| \| \| \| \| \| BYU 1252-18531 \| \| \| \| |
|  |                                                             |
|  | UM 15556                                                    |
|  |                                                             |
|  | BYU 1252-18531                                              |
|  |                                                             |

|  | UM 15556       |
|  |                |
|  | BYU 1252-18531 |
|  |                |

|  | CM 566 (Elosaurus parvus type)                              |
|  |                                                             |
|  | \| \| UM 15556 \| \| \| \| \| \| BYU 1252-18531 \| \| \| \| |
|  |                                                             |
|  | UM 15556                                                    |
|  |                                                             |
|  | BYU 1252-18531                                              |
|  |                                                             |

|  | UM 15556       |
|  |                |
|  | BYU 1252-18531 |
|  |                |

|  | CM 566 (Elosaurus parvus type)                              |
|  |                                                             |
|  | \| \| UM 15556 \| \| \| \| \| \| BYU 1252-18531 \| \| \| \| |
|  |                                                             |
|  | UM 15556                                                    |
|  |                                                             |
|  | BYU 1252-18531                                              |
|  |                                                             |

|  | UM 15556       |
|  |                |
|  | BYU 1252-18531 |
|  |                |

|  | CM 566 (Elosaurus parvus type)                              |
|  |                                                             |
|  | \| \| UM 15556 \| \| \| \| \| \| BYU 1252-18531 \| \| \| \| |
|  |                                                             |
|  | UM 15556                                                    |
|  |                                                             |
|  | BYU 1252-18531                                              |
|  |                                                             |

|  | UM 15556       |
|  |                |
|  | BYU 1252-18531 |
|  |                |

|  | CM 566 (Elosaurus parvus type)                              |
|  |                                                             |
|  | \| \| UM 15556 \| \| \| \| \| \| BYU 1252-18531 \| \| \| \| |
|  |                                                             |
|  | UM 15556                                                    |
|  |                                                             |
|  | BYU 1252-18531                                              |
|  |                                                             |

|  | UM 15556       |
|  |                |
|  | BYU 1252-18531 |
|  |                |

|  | YPM 1840 ("Atlantosaurus" immanis type) |
|  |                                         |
|  | NSMT-PV 20375                           |
|  |                                         |

| Apatosaurus ajax    | YPM 1860 (Apatosaurus ajax type)                                                                              |
|                     | YPM 1860 (Apatosaurus ajax type)                                                                              |
| Apatosaurus louisae | \| \| CM 3018 (Apatosaurus louisae type) \| \| \| \| \| \| YPM 1861 (Apatosaurus laticollis type) \| \| \| \| |
|                     | \| \| CM 3018 (Apatosaurus louisae type) \| \| \| \| \| \| YPM 1861 (Apatosaurus laticollis type) \| \| \| \| |
|                     | CM 3018 (Apatosaurus louisae type)                                                                            |
|                     | |
|                     | YPM 1861 (Apatosaurus laticollis type)                                                                        |
|                     | |

|  | CM 3018 (Apatosaurus louisae type)     |
|  |                                        |
|  | YPM 1861 (Apatosaurus laticollis type) |
|  |                                        |

|  | YPM 1980 (Brontosaurus excelsus type) |
|  |                                       |
|  | YPM 1981 (Brontosaurus amplus type)   |
|  |                                       |

|  | CM 566 (Elosaurus parvus type)                              |
|  |                                                             |
|  | \| \| UM 15556 \| \| \| \| \| \| BYU 1252-18531 \| \| \| \| |
|  |                                                             |
|  | UM 15556                                                    |
|  |                                                             |
|  | BYU 1252-18531                                              |
|  |                                                             |

|  | UM 15556       |
|  |                |
|  | BYU 1252-18531 |
|  |                |

|  | CM 566 (Elosaurus parvus type)                              |
|  |                                                             |
|  | \| \| UM 15556 \| \| \| \| \| \| BYU 1252-18531 \| \| \| \| |
|  |                                                             |
|  | UM 15556                                                    |
|  |                                                             |
|  | BYU 1252-18531                                              |
|  |                                                             |

|  | UM 15556       |
|  |                |
|  | BYU 1252-18531 |
|  |                |

|  | CM 566 (Elosaurus parvus type)                              |
|  |                                                             |
|  | \| \| UM 15556 \| \| \| \| \| \| BYU 1252-18531 \| \| \| \| |
|  |                                                             |
|  | UM 15556                                                    |
|  |                                                             |
|  | BYU 1252-18531                                              |
|  |                                                             |

|  | UM 15556       |
|  |                |
|  | BYU 1252-18531 |
|  |                |

|  | CM 566 (Elosaurus parvus type)                              |
|  |                                                             |
|  | \| \| UM 15556 \| \| \| \| \| \| BYU 1252-18531 \| \| \| \| |
|  |                                                             |
|  | UM 15556                                                    |
|  |                                                             |
|  | BYU 1252-18531                                              |
|  |                                                             |

|  | UM 15556       |
|  |                |
|  | BYU 1252-18531 |
|  |                |

|  | CM 566 (Elosaurus parvus type)                              |
|  |                                                             |
|  | \| \| UM 15556 \| \| \| \| \| \| BYU 1252-18531 \| \| \| \| |
|  |                                                             |
|  | UM 15556                                                    |
|  |                                                             |
|  | BYU 1252-18531                                              |
|  |                                                             |

|  | UM 15556       |
|  |                |
|  | BYU 1252-18531 |
|  |                |

|  | CM 566 (Elosaurus parvus type)                              |
|  |                                                             |
|  | \| \| UM 15556 \| \| \| \| \| \| BYU 1252-18531 \| \| \| \| |
|  |                                                             |
|  | UM 15556                                                    |
|  |                                                             |
|  | BYU 1252-18531                                              |
|  |                                                             |

|  | UM 15556       |
|  |                |
|  | BYU 1252-18531 |
|  |                |

|  | CM 566 (Elosaurus parvus type)                              |
|  |                                                             |
|  | \| \| UM 15556 \| \| \| \| \| \| BYU 1252-18531 \| \| \| \| |
|  |                                                             |
|  | UM 15556                                                    |
|  |                                                             |
|  | BYU 1252-18531                                              |
|  |                                                             |

|  | UM 15556       |
|  |                |
|  | BYU 1252-18531 |
|  |                |

|  | CM 566 (Elosaurus parvus type)                              |
|  |                                                             |
|  | \| \| UM 15556 \| \| \| \| \| \| BYU 1252-18531 \| \| \| \| |
|  |                                                             |
|  | UM 15556                                                    |
|  |                                                             |
|  | BYU 1252-18531                                              |
|  |                                                             |

|  | UM 15556       |
|  |                |
|  | BYU 1252-18531 |
|  |                |

|  | YPM 1980 (Brontosaurus excelsus type) |
|  |                                       |
|  | YPM 1981 (Brontosaurus amplus type)   |
|  |                                       |

|  | CM 566 (Elosaurus parvus type)                              |
|  |                                                             |
|  | \| \| UM 15556 \| \| \| \| \| \| BYU 1252-18531 \| \| \| \| |
|  |                                                             |
|  | UM 15556                                                    |
|  |                                                             |
|  | BYU 1252-18531                                              |
|  |                                                             |

|  | UM 15556       |
|  |                |
|  | BYU 1252-18531 |
|  |                |

|  | CM 566 (Elosaurus parvus type)                              |
|  |                                                             |
|  | \| \| UM 15556 \| \| \| \| \| \| BYU 1252-18531 \| \| \| \| |
|  |                                                             |
|  | UM 15556                                                    |
|  |                                                             |
|  | BYU 1252-18531                                              |
|  |                                                             |

|  | UM 15556       |
|  |                |
|  | BYU 1252-18531 |
|  |                |

|  | CM 566 (Elosaurus parvus type)                              |
|  |                                                             |
|  | \| \| UM 15556 \| \| \| \| \| \| BYU 1252-18531 \| \| \| \| |
|  |                                                             |
|  | UM 15556                                                    |
|  |                                                             |
|  | BYU 1252-18531                                              |
|  |                                                             |

|  | UM 15556       |
|  |                |
|  | BYU 1252-18531 |
|  |                |

|  | CM 566 (Elosaurus parvus type)                              |
|  |                                                             |
|  | \| \| UM 15556 \| \| \| \| \| \| BYU 1252-18531 \| \| \| \| |
|  |                                                             |
|  | UM 15556                                                    |
|  |                                                             |
|  | BYU 1252-18531                                              |
|  |                                                             |

|  | UM 15556       |
|  |                |
|  | BYU 1252-18531 |
|  |                |

|  | CM 566 (Elosaurus parvus type)                              |
|  |                                                             |
|  | \| \| UM 15556 \| \| \| \| \| \| BYU 1252-18531 \| \| \| \| |
|  |                                                             |
|  | UM 15556                                                    |
|  |                                                             |
|  | BYU 1252-18531                                              |
|  |                                                             |

|  | UM 15556       |
|  |                |
|  | BYU 1252-18531 |
|  |                |

|  | CM 566 (Elosaurus parvus type)                              |
|  |                                                             |
|  | \| \| UM 15556 \| \| \| \| \| \| BYU 1252-18531 \| \| \| \| |
|  |                                                             |
|  | UM 15556                                                    |
|  |                                                             |
|  | BYU 1252-18531                                              |
|  |                                                             |

|  | UM 15556       |
|  |                |
|  | BYU 1252-18531 |
|  |                |

|  | CM 566 (Elosaurus parvus type)                              |
|  |                                                             |
|  | \| \| UM 15556 \| \| \| \| \| \| BYU 1252-18531 \| \| \| \| |
|  |                                                             |
|  | UM 15556                                                    |
|  |                                                             |
|  | BYU 1252-18531                                              |
|  |                                                             |

|  | UM 15556       |
|  |                |
|  | BYU 1252-18531 |
|  |                |

|  | CM 566 (Elosaurus parvus type)                              |
|  |                                                             |
|  | \| \| UM 15556 \| \| \| \| \| \| BYU 1252-18531 \| \| \| \| |
|  |                                                             |
|  | UM 15556                                                    |
|  |                                                             |
|  | BYU 1252-18531                                              |
|  |                                                             |

|  | UM 15556       |
|  |                |
|  | BYU 1252-18531 |
|  |                |

| Apatosaurus ajax    | YPM 1860 (Apatosaurus ajax type)                                                                              |
|                     | YPM 1860 (Apatosaurus ajax type)                                                                              |
| Apatosaurus louisae | \| \| CM 3018 (Apatosaurus louisae type) \| \| \| \| \| \| YPM 1861 (Apatosaurus laticollis type) \| \| \| \| |
|                     | \| \| CM 3018 (Apatosaurus louisae type) \| \| \| \| \| \| YPM 1861 (Apatosaurus laticollis type) \| \| \| \| |
|                     | CM 3018 (Apatosaurus louisae type)                                                                            |
|                     | |
|                     | YPM 1861 (Apatosaurus laticollis type)                                                                        |
|                     | |

|  | CM 3018 (Apatosaurus louisae type)     |
|  |                                        |
|  | YPM 1861 (Apatosaurus laticollis type) |
|  |                                        |

|  | YPM 1980 (Brontosaurus excelsus type) |
|  |                                       |
|  | YPM 1981 (Brontosaurus amplus type)   |
|  |                                       |

|  | CM 566 (Elosaurus parvus type)                              |
|  |                                                             |
|  | \| \| UM 15556 \| \| \| \| \| \| BYU 1252-18531 \| \| \| \| |
|  |                                                             |
|  | UM 15556                                                    |
|  |                                                             |
|  | BYU 1252-18531                                              |
|  |                                                             |

|  | UM 15556       |
|  |                |
|  | BYU 1252-18531 |
|  |                |

|  | CM 566 (Elosaurus parvus type)                              |
|  |                                                             |
|  | \| \| UM 15556 \| \| \| \| \| \| BYU 1252-18531 \| \| \| \| |
|  |                                                             |
|  | UM 15556                                                    |
|  |                                                             |
|  | BYU 1252-18531                                              |
|  |                                                             |

|  | UM 15556       |
|  |                |
|  | BYU 1252-18531 |
|  |                |

|  | CM 566 (Elosaurus parvus type)                              |
|  |                                                             |
|  | \| \| UM 15556 \| \| \| \| \| \| BYU 1252-18531 \| \| \| \| |
|  |                                                             |
|  | UM 15556                                                    |
|  |                                                             |
|  | BYU 1252-18531                                              |
|  |                                                             |

|  | UM 15556       |
|  |                |
|  | BYU 1252-18531 |
|  |                |

|  | CM 566 (Elosaurus parvus type)                              |
|  |                                                             |
|  | \| \| UM 15556 \| \| \| \| \| \| BYU 1252-18531 \| \| \| \| |
|  |                                                             |
|  | UM 15556                                                    |
|  |                                                             |
|  | BYU 1252-18531                                              |
|  |                                                             |

|  | UM 15556       |
|  |                |
|  | BYU 1252-18531 |
|  |                |

|  | CM 566 (Elosaurus parvus type)                              |
|  |                                                             |
|  | \| \| UM 15556 \| \| \| \| \| \| BYU 1252-18531 \| \| \| \| |
|  |                                                             |
|  | UM 15556                                                    |
|  |                                                             |
|  | BYU 1252-18531                                              |
|  |                                                             |

|  | UM 15556       |
|  |                |
|  | BYU 1252-18531 |
|  |                |

|  | CM 566 (Elosaurus parvus type)                              |
|  |                                                             |
|  | \| \| UM 15556 \| \| \| \| \| \| BYU 1252-18531 \| \| \| \| |
|  |                                                             |
|  | UM 15556                                                    |
|  |                                                             |
|  | BYU 1252-18531                                              |
|  |                                                             |

|  | UM 15556       |
|  |                |
|  | BYU 1252-18531 |
|  |                |

|  | CM 566 (Elosaurus parvus type)                              |
|  |                                                             |
|  | \| \| UM 15556 \| \| \| \| \| \| BYU 1252-18531 \| \| \| \| |
|  |                                                             |
|  | UM 15556                                                    |
|  |                                                             |
|  | BYU 1252-18531                                              |
|  |                                                             |

|  | UM 15556       |
|  |                |
|  | BYU 1252-18531 |
|  |                |

|  | CM 566 (Elosaurus parvus type)                              |
|  |                                                             |
|  | \| \| UM 15556 \| \| \| \| \| \| BYU 1252-18531 \| \| \| \| |
|  |                                                             |
|  | UM 15556                                                    |
|  |                                                             |
|  | BYU 1252-18531                                              |
|  |                                                             |

|  | UM 15556       |
|  |                |
|  | BYU 1252-18531 |
|  |                |

|  | YPM 1980 (Brontosaurus excelsus type) |
|  |                                       |
|  | YPM 1981 (Brontosaurus amplus type)   |
|  |                                       |

|  | CM 566 (Elosaurus parvus type)                              |
|  |                                                             |
|  | \| \| UM 15556 \| \| \| \| \| \| BYU 1252-18531 \| \| \| \| |
|  |                                                             |
|  | UM 15556                                                    |
|  |                                                             |
|  | BYU 1252-18531                                              |
|  |                                                             |

|  | UM 15556       |
|  |                |
|  | BYU 1252-18531 |
|  |                |

|  | CM 566 (Elosaurus parvus type)                              |
|  |                                                             |
|  | \| \| UM 15556 \| \| \| \| \| \| BYU 1252-18531 \| \| \| \| |
|  |                                                             |
|  | UM 15556                                                    |
|  |                                                             |
|  | BYU 1252-18531                                              |
|  |                                                             |

|  | UM 15556       |
|  |                |
|  | BYU 1252-18531 |
|  |                |

|  | CM 566 (Elosaurus parvus type)                              |
|  |                                                             |
|  | \| \| UM 15556 \| \| \| \| \| \| BYU 1252-18531 \| \| \| \| |
|  |                                                             |
|  | UM 15556                                                    |
|  |                                                             |
|  | BYU 1252-18531                                              |
|  |                                                             |

|  | UM 15556       |
|  |                |
|  | BYU 1252-18531 |
|  |                |

|  | CM 566 (Elosaurus parvus type)                              |
|  |                                                             |
|  | \| \| UM 15556 \| \| \| \| \| \| BYU 1252-18531 \| \| \| \| |
|  |                                                             |
|  | UM 15556                                                    |
|  |                                                             |
|  | BYU 1252-18531                                              |
|  |                                                             |

|  | UM 15556       |
|  |                |
|  | BYU 1252-18531 |
|  |                |

|  | CM 566 (Elosaurus parvus type)                              |
|  |                                                             |
|  | \| \| UM 15556 \| \| \| \| \| \| BYU 1252-18531 \| \| \| \| |
|  |                                                             |
|  | UM 15556                                                    |
|  |                                                             |
|  | BYU 1252-18531                                              |
|  |                                                             |

|  | UM 15556       |
|  |                |
|  | BYU 1252-18531 |
|  |                |

|  | CM 566 (Elosaurus parvus type)                              |
|  |                                                             |
|  | \| \| UM 15556 \| \| \| \| \| \| BYU 1252-18531 \| \| \| \| |
|  |                                                             |
|  | UM 15556                                                    |
|  |                                                             |
|  | BYU 1252-18531                                              |
|  |                                                             |

|  | UM 15556       |
|  |                |
|  | BYU 1252-18531 |
|  |                |

|  | CM 566 (Elosaurus parvus type)                              |
|  |                                                             |
|  | \| \| UM 15556 \| \| \| \| \| \| BYU 1252-18531 \| \| \| \| |
|  |                                                             |
|  | UM 15556                                                    |
|  |                                                             |
|  | BYU 1252-18531                                              |
|  |                                                             |

|  | UM 15556       |
|  |                |
|  | BYU 1252-18531 |
|  |                |

|  | CM 566 (Elosaurus parvus type)                              |
|  |                                                             |
|  | \| \| UM 15556 \| \| \| \| \| \| BYU 1252-18531 \| \| \| \| |
|  |                                                             |
|  | UM 15556                                                    |
|  |                                                             |
|  | BYU 1252-18531                                              |
|  |                                                             |

|  | UM 15556       |
|  |                |
|  | BYU 1252-18531 |
|  |                |

| Apatosaurus ajax    | YPM 1860 (Apatosaurus ajax type)                                                                              |
|                     | YPM 1860 (Apatosaurus ajax type)                                                                              |
| Apatosaurus louisae | \| \| CM 3018 (Apatosaurus louisae type) \| \| \| \| \| \| YPM 1861 (Apatosaurus laticollis type) \| \| \| \| |
|                     | \| \| CM 3018 (Apatosaurus louisae type) \| \| \| \| \| \| YPM 1861 (Apatosaurus laticollis type) \| \| \| \| |
|                     | CM 3018 (Apatosaurus louisae type)                                                                            |
|                     | |
|                     | YPM 1861 (Apatosaurus laticollis type)                                                                        |
|                     | |

|  | CM 3018 (Apatosaurus louisae type)     |
|  |                                        |
|  | YPM 1861 (Apatosaurus laticollis type) |
|  |                                        |

|  | YPM 1980 (Brontosaurus excelsus type) |
|  |                                       |
|  | YPM 1981 (Brontosaurus amplus type)   |
|  |                                       |

|  | CM 566 (Elosaurus parvus type)                              |
|  |                                                             |
|  | \| \| UM 15556 \| \| \| \| \| \| BYU 1252-18531 \| \| \| \| |
|  |                                                             |
|  | UM 15556                                                    |
|  |                                                             |
|  | BYU 1252-18531                                              |
|  |                                                             |

|  | UM 15556       |
|  |                |
|  | BYU 1252-18531 |
|  |                |

|  | CM 566 (Elosaurus parvus type)                              |
|  |                                                             |
|  | \| \| UM 15556 \| \| \| \| \| \| BYU 1252-18531 \| \| \| \| |
|  |                                                             |
|  | UM 15556                                                    |
|  |                                                             |
|  | BYU 1252-18531                                              |
|  |                                                             |

|  | UM 15556       |
|  |                |
|  | BYU 1252-18531 |
|  |                |

|  | CM 566 (Elosaurus parvus type)                              |
|  |                                                             |
|  | \| \| UM 15556 \| \| \| \| \| \| BYU 1252-18531 \| \| \| \| |
|  |                                                             |
|  | UM 15556                                                    |
|  |                                                             |
|  | BYU 1252-18531                                              |
|  |                                                             |

|  | UM 15556       |
|  |                |
|  | BYU 1252-18531 |
|  |                |

|  | CM 566 (Elosaurus parvus type)                              |
|  |                                                             |
|  | \| \| UM 15556 \| \| \| \| \| \| BYU 1252-18531 \| \| \| \| |
|  |                                                             |
|  | UM 15556                                                    |
|  |                                                             |
|  | BYU 1252-18531                                              |
|  |                                                             |

|  | UM 15556       |
|  |                |
|  | BYU 1252-18531 |
|  |                |

|  | CM 566 (Elosaurus parvus type)                              |
|  |                                                             |
|  | \| \| UM 15556 \| \| \| \| \| \| BYU 1252-18531 \| \| \| \| |
|  |                                                             |
|  | UM 15556                                                    |
|  |                                                             |
|  | BYU 1252-18531                                              |
|  |                                                             |

|  | UM 15556       |
|  |                |
|  | BYU 1252-18531 |
|  |                |

|  | CM 566 (Elosaurus parvus type)                              |
|  |                                                             |
|  | \| \| UM 15556 \| \| \| \| \| \| BYU 1252-18531 \| \| \| \| |
|  |                                                             |
|  | UM 15556                                                    |
|  |                                                             |
|  | BYU 1252-18531                                              |
|  |                                                             |

|  | UM 15556       |
|  |                |
|  | BYU 1252-18531 |
|  |                |

|  | CM 566 (Elosaurus parvus type)                              |
|  |                                                             |
|  | \| \| UM 15556 \| \| \| \| \| \| BYU 1252-18531 \| \| \| \| |
|  |                                                             |
|  | UM 15556                                                    |
|  |                                                             |
|  | BYU 1252-18531                                              |
|  |                                                             |

|  | UM 15556       |
|  |                |
|  | BYU 1252-18531 |
|  |                |

|  | CM 566 (Elosaurus parvus type)                              |
|  |                                                             |
|  | \| \| UM 15556 \| \| \| \| \| \| BYU 1252-18531 \| \| \| \| |
|  |                                                             |
|  | UM 15556                                                    |
|  |                                                             |
|  | BYU 1252-18531                                              |
|  |                                                             |

|  | UM 15556       |
|  |                |
|  | BYU 1252-18531 |
|  |                |

|  | YPM 1980 (Brontosaurus excelsus type) |
|  |                                       |
|  | YPM 1981 (Brontosaurus amplus type)   |
|  |                                       |

|  | CM 566 (Elosaurus parvus type)                              |
|  |                                                             |
|  | \| \| UM 15556 \| \| \| \| \| \| BYU 1252-18531 \| \| \| \| |
|  |                                                             |
|  | UM 15556                                                    |
|  |                                                             |
|  | BYU 1252-18531                                              |
|  |                                                             |

|  | UM 15556       |
|  |                |
|  | BYU 1252-18531 |
|  |                |

|  | CM 566 (Elosaurus parvus type)                              |
|  |                                                             |
|  | \| \| UM 15556 \| \| \| \| \| \| BYU 1252-18531 \| \| \| \| |
|  |                                                             |
|  | UM 15556                                                    |
|  |                                                             |
|  | BYU 1252-18531                                              |
|  |                                                             |

|  | UM 15556       |
|  |                |
|  | BYU 1252-18531 |
|  |                |

|  | CM 566 (Elosaurus parvus type)                              |
|  |                                                             |
|  | \| \| UM 15556 \| \| \| \| \| \| BYU 1252-18531 \| \| \| \| |
|  |                                                             |
|  | UM 15556                                                    |
|  |                                                             |
|  | BYU 1252-18531                                              |
|  |                                                             |

|  | UM 15556       |
|  |                |
|  | BYU 1252-18531 |
|  |                |

|  | CM 566 (Elosaurus parvus type)                              |
|  |                                                             |
|  | \| \| UM 15556 \| \| \| \| \| \| BYU 1252-18531 \| \| \| \| |
|  |                                                             |
|  | UM 15556                                                    |
|  |                                                             |
|  | BYU 1252-18531                                              |
|  |                                                             |

|  | UM 15556       |
|  |                |
|  | BYU 1252-18531 |
|  |                |

|  | CM 566 (Elosaurus parvus type)                              |
|  |                                                             |
|  | \| \| UM 15556 \| \| \| \| \| \| BYU 1252-18531 \| \| \| \| |
|  |                                                             |
|  | UM 15556                                                    |
|  |                                                             |
|  | BYU 1252-18531                                              |
|  |                                                             |

|  | UM 15556       |
|  |                |
|  | BYU 1252-18531 |
|  |                |

|  | CM 566 (Elosaurus parvus type)                              |
|  |                                                             |
|  | \| \| UM 15556 \| \| \| \| \| \| BYU 1252-18531 \| \| \| \| |
|  |                                                             |
|  | UM 15556                                                    |
|  |                                                             |
|  | BYU 1252-18531                                              |
|  |                                                             |

|  | UM 15556       |
|  |                |
|  | BYU 1252-18531 |
|  |                |

|  | CM 566 (Elosaurus parvus type)                              |
|  |                                                             |
|  | \| \| UM 15556 \| \| \| \| \| \| BYU 1252-18531 \| \| \| \| |
|  |                                                             |
|  | UM 15556                                                    |
|  |                                                             |
|  | BYU 1252-18531                                              |
|  |                                                             |

|  | UM 15556       |
|  |                |
|  | BYU 1252-18531 |
|  |                |

|  | CM 566 (Elosaurus parvus type)                              |
|  |                                                             |
|  | \| \| UM 15556 \| \| \| \| \| \| BYU 1252-18531 \| \| \| \| |
|  |                                                             |
|  | UM 15556                                                    |
|  |                                                             |
|  | BYU 1252-18531                                              |
|  |                                                             |

|  | UM 15556       |
|  |                |
|  | BYU 1252-18531 |
|  |                |

| Apatosaurus ajax    | YPM 1860 (Apatosaurus ajax type)                                                                              |
|                     | YPM 1860 (Apatosaurus ajax type)                                                                              |
| Apatosaurus louisae | \| \| CM 3018 (Apatosaurus louisae type) \| \| \| \| \| \| YPM 1861 (Apatosaurus laticollis type) \| \| \| \| |
|                     | \| \| CM 3018 (Apatosaurus louisae type) \| \| \| \| \| \| YPM 1861 (Apatosaurus laticollis type) \| \| \| \| |
|                     | CM 3018 (Apatosaurus louisae type)                                                                            |
|                     | |
|                     | YPM 1861 (Apatosaurus laticollis type)                                                                        |
|                     | |

|  | CM 3018 (Apatosaurus louisae type)     |
|  |                                        |
|  | YPM 1861 (Apatosaurus laticollis type) |
|  |                                        |

|  | YPM 1980 (Brontosaurus excelsus type) |
|  |                                       |
|  | YPM 1981 (Brontosaurus amplus type)   |
|  |                                       |

|  | CM 566 (Elosaurus parvus type)                              |
|  |                                                             |
|  | \| \| UM 15556 \| \| \| \| \| \| BYU 1252-18531 \| \| \| \| |
|  |                                                             |
|  | UM 15556                                                    |
|  |                                                             |
|  | BYU 1252-18531                                              |
|  |                                                             |

|  | UM 15556       |
|  |                |
|  | BYU 1252-18531 |
|  |                |

|  | CM 566 (Elosaurus parvus type)                              |
|  |                                                             |
|  | \| \| UM 15556 \| \| \| \| \| \| BYU 1252-18531 \| \| \| \| |
|  |                                                             |
|  | UM 15556                                                    |
|  |                                                             |
|  | BYU 1252-18531                                              |
|  |                                                             |

|  | UM 15556       |
|  |                |
|  | BYU 1252-18531 |
|  |                |

|  | CM 566 (Elosaurus parvus type)                              |
|  |                                                             |
|  | \| \| UM 15556 \| \| \| \| \| \| BYU 1252-18531 \| \| \| \| |
|  |                                                             |
|  | UM 15556                                                    |
|  |                                                             |
|  | BYU 1252-18531                                              |
|  |                                                             |

|  | UM 15556       |
|  |                |
|  | BYU 1252-18531 |
|  |                |

|  | CM 566 (Elosaurus parvus type)                              |
|  |                                                             |
|  | \| \| UM 15556 \| \| \| \| \| \| BYU 1252-18531 \| \| \| \| |
|  |                                                             |
|  | UM 15556                                                    |
|  |                                                             |
|  | BYU 1252-18531                                              |
|  |                                                             |

|  | UM 15556       |
|  |                |
|  | BYU 1252-18531 |
|  |                |

|  | CM 566 (Elosaurus parvus type)                              |
|  |                                                             |
|  | \| \| UM 15556 \| \| \| \| \| \| BYU 1252-18531 \| \| \| \| |
|  |                                                             |
|  | UM 15556                                                    |
|  |                                                             |
|  | BYU 1252-18531                                              |
|  |                                                             |

|  | UM 15556       |
|  |                |
|  | BYU 1252-18531 |
|  |                |

|  | CM 566 (Elosaurus parvus type)                              |
|  |                                                             |
|  | \| \| UM 15556 \| \| \| \| \| \| BYU 1252-18531 \| \| \| \| |
|  |                                                             |
|  | UM 15556                                                    |
|  |                                                             |
|  | BYU 1252-18531                                              |
|  |                                                             |

|  | UM 15556       |
|  |                |
|  | BYU 1252-18531 |
|  |                |

|  | CM 566 (Elosaurus parvus type)                              |
|  |                                                             |
|  | \| \| UM 15556 \| \| \| \| \| \| BYU 1252-18531 \| \| \| \| |
|  |                                                             |
|  | UM 15556                                                    |
|  |                                                             |
|  | BYU 1252-18531                                              |
|  |                                                             |

|  | UM 15556       |
|  |                |
|  | BYU 1252-18531 |
|  |                |

|  | CM 566 (Elosaurus parvus type)                              |
|  |                                                             |
|  | \| \| UM 15556 \| \| \| \| \| \| BYU 1252-18531 \| \| \| \| |
|  |                                                             |
|  | UM 15556                                                    |
|  |                                                             |
|  | BYU 1252-18531                                              |
|  |                                                             |

|  | UM 15556       |
|  |                |
|  | BYU 1252-18531 |
|  |                |

|  | YPM 1980 (Brontosaurus excelsus type) |
|  |                                       |
|  | YPM 1981 (Brontosaurus amplus type)   |
|  |                                       |

|  | CM 566 (Elosaurus parvus type)                              |
|  |                                                             |
|  | \| \| UM 15556 \| \| \| \| \| \| BYU 1252-18531 \| \| \| \| |
|  |                                                             |
|  | UM 15556                                                    |
|  |                                                             |
|  | BYU 1252-18531                                              |
|  |                                                             |

|  | UM 15556       |
|  |                |
|  | BYU 1252-18531 |
|  |                |

|  | CM 566 (Elosaurus parvus type)                              |
|  |                                                             |
|  | \| \| UM 15556 \| \| \| \| \| \| BYU 1252-18531 \| \| \| \| |
|  |                                                             |
|  | UM 15556                                                    |
|  |                                                             |
|  | BYU 1252-18531                                              |
|  |                                                             |

|  | UM 15556       |
|  |                |
|  | BYU 1252-18531 |
|  |                |

|  | CM 566 (Elosaurus parvus type)                              |
|  |                                                             |
|  | \| \| UM 15556 \| \| \| \| \| \| BYU 1252-18531 \| \| \| \| |
|  |                                                             |
|  | UM 15556                                                    |
|  |                                                             |
|  | BYU 1252-18531                                              |
|  |                                                             |

|  | UM 15556       |
|  |                |
|  | BYU 1252-18531 |
|  |                |

|  | CM 566 (Elosaurus parvus type)                              |
|  |                                                             |
|  | \| \| UM 15556 \| \| \| \| \| \| BYU 1252-18531 \| \| \| \| |
|  |                                                             |
|  | UM 15556                                                    |
|  |                                                             |
|  | BYU 1252-18531                                              |
|  |                                                             |

|  | UM 15556       |
|  |                |
|  | BYU 1252-18531 |
|  |                |

|  | CM 566 (Elosaurus parvus type)                              |
|  |                                                             |
|  | \| \| UM 15556 \| \| \| \| \| \| BYU 1252-18531 \| \| \| \| |
|  |                                                             |
|  | UM 15556                                                    |
|  |                                                             |
|  | BYU 1252-18531                                              |
|  |                                                             |

|  | UM 15556       |
|  |                |
|  | BYU 1252-18531 |
|  |                |

|  | CM 566 (Elosaurus parvus type)                              |
|  |                                                             |
|  | \| \| UM 15556 \| \| \| \| \| \| BYU 1252-18531 \| \| \| \| |
|  |                                                             |
|  | UM 15556                                                    |
|  |                                                             |
|  | BYU 1252-18531                                              |
|  |                                                             |

|  | UM 15556       |
|  |                |
|  | BYU 1252-18531 |
|  |                |

|  | CM 566 (Elosaurus parvus type)                              |
|  |                                                             |
|  | \| \| UM 15556 \| \| \| \| \| \| BYU 1252-18531 \| \| \| \| |
|  |                                                             |
|  | UM 15556                                                    |
|  |                                                             |
|  | BYU 1252-18531                                              |
|  |                                                             |

|  | UM 15556       |
|  |                |
|  | BYU 1252-18531 |
|  |                |

|  | CM 566 (Elosaurus parvus type)                              |
|  |                                                             |
|  | \| \| UM 15556 \| \| \| \| \| \| BYU 1252-18531 \| \| \| \| |
|  |                                                             |
|  | UM 15556                                                    |
|  |                                                             |
|  | BYU 1252-18531                                              |
|  |                                                             |

|  | UM 15556       |
|  |                |
|  | BYU 1252-18531 |
|  |                |

### Specie riassegnate

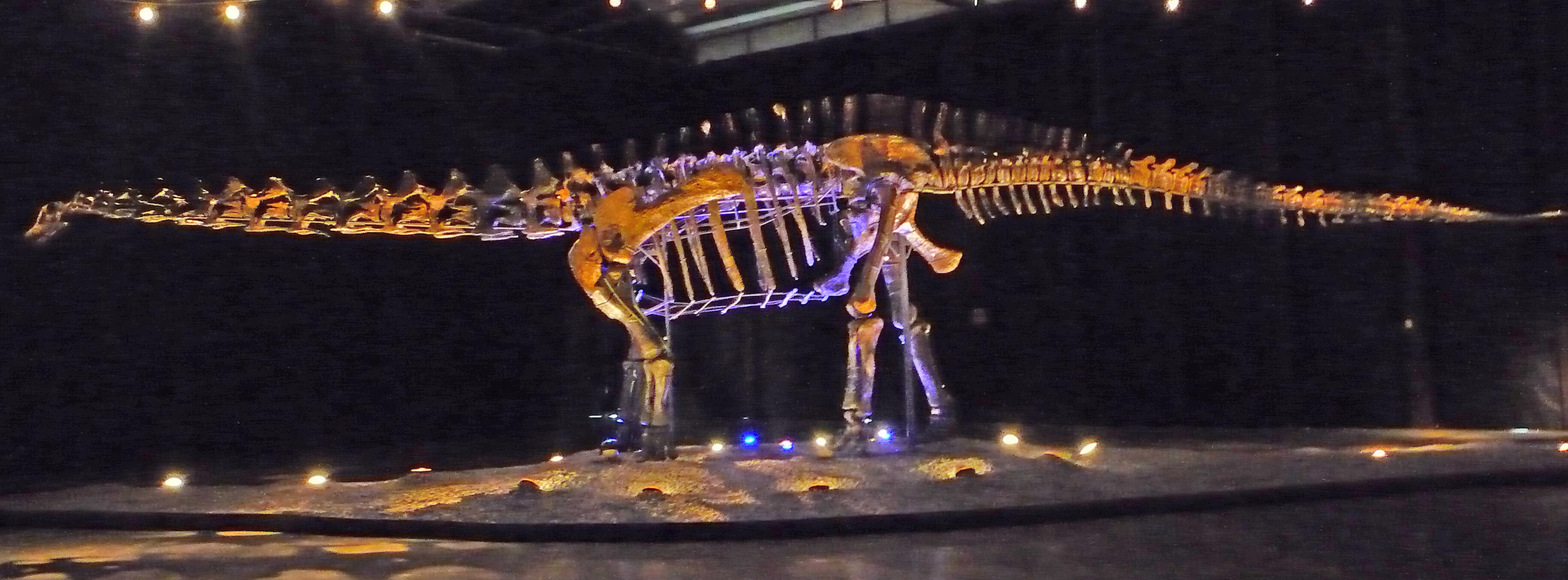
Lo scheletro più completo conosciuto di Apatosaurus sp., esemplare BYU 17096, soprannominato "Einstein"

- Apatosaurus grandis: nominata nel 1877 da Marsh in un articolo che descriveva A. ajax, venendo brevemente descritta, nominata e diagnosticata.[3] Marsh la assegnò provvisoriamente ad Apatosaurus, per poi assegnarla ad un proprio genere, Morosaurus, nel 1878.[46] Dal momento che Morosaurus è considerato un sinonimo di Camarasaurus, C. grandis è la specie più antica di quest'ultimo genere.[47]
- Apatosaurus excelsus era la specie tipo originale di Brontosaurus, prima nominata da Marsh nel 1879. Quando Elmer Riggs riclassificò Brontosaurus come sinonimo di Apatosaurus nel 1903, rinominò la specie B. excelsus in A. excelsus. Nel 2015, Tschopp, Mateus, e Benson hanno sostenuto che la specie era abbastanza distinta da essere inserita in un proprio genere in modo che da riportare in "vita" il genere Brontosaurus.[24]
- Apatosaurus parvus: descritta per la prima volta da un campione giovanile come Elosaurus nel 1902 da Peterson e Gilmore, è stata riassegnata ad Apatosaurus nel 1994, e poi a Brontosaurus nel 2015. Molteplici altri campioni più maturi sono stati assegnati ad essa a seguito dello studio del 2015.[24]
- Apatosaurus minimus: originariamente descritta come un esemplare di Brontosaurus sp. nel 1904 da Osborn. Nel 1917, Henry Mook rinominò la specie come A. minimus, sulla base di un paio di ilio e il loro sacro.[3][48][49] Nel 2012, Mike P. Taylor e Matt J. Wedel pubblicarono un breve riassunto che descriveva il materiale di "A" minimus, trovandolo difficile da classificare come diplodocoidea o macronaria. Mentre è stato posizionato con Saltasaurus in un'analisi filogenetica, si è pensato rappresentasse invece una forma con caratteristiche convergenti di molti gruppi.[49] Lo studio di Tschopp et al. ha ipotizzato che l'animale potrebbe essere un camarasauride, ma ha osservato che la posizione del taxon è risultata essere molto variabile e non esisteva una posizione nettamente più probabile.[24]
- Apatosaurus alenquerensis: nominata nel 1957 da Albert-Félix de Lapparent e Georges Zbyweski, si basa su materiale post-cranico proveniente dal Portogallo. Nel 1990, questo materiale è stato riassegnato a Camarasaurus, ma nel 1998 è gli è stato dato un proprio genere, Lourinhasaurus alenquerensis.[19] Tale classificazione è stata ulteriormente supportata dai risultati di Tschopp et al., nel 2015, in cui Lourinhasaurus è risultato essere un sister taxon di Camarasaurus e altri camarasauridi.[24]
- Apatosaurus yahnahpin: specie nominata da James Filla e Patrick Redman nel 1994. Nel 1998, Bakker ha fatto di A. yahnahpin la specie tipo specie di un nuovo genere, Eobrontosaurus,[41] mentre Tschopp lo ha riclassificato come Brontosaurus yahnahpin, nel 2015.[24]

## Paleobiologia

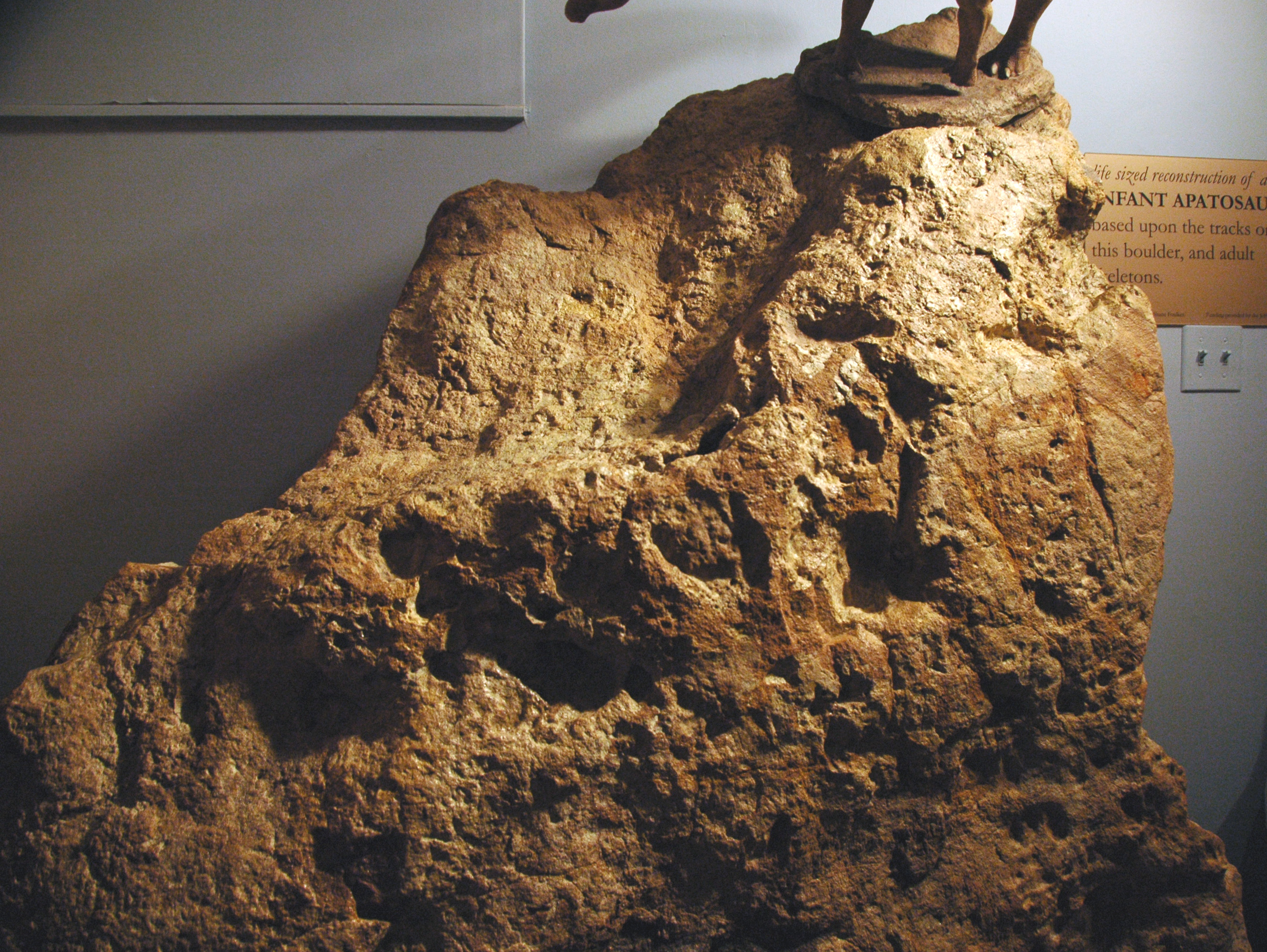
Tracce di un giovane individuo

Tra il XIX e il XX secolo si riteneva che tutti i sauropodi, come Apatosaurus, fossero troppo grandi, pesanti e massicci per sostenere il proprio peso sulla terraferma. Quindi si teorizzò che essi vivessero per gran parte della loro vita in acqua, magari nelle paludi, dove sarebbero stati più leggeri e avrebbero gestito meglio il loro peso. Tuttavia le più recenti scoperte dimostrano l'esatto contrario; oggi infatti sappiamo che i sauropodi erano animali prettamente terrestri. Uno studio sul muso dei diplodocidi mostra che esso era vagamente quadrato, con fosse proporzionalmente profonde; inoltre in Apatosaurus i denti mostravano fini graffi subparalleli, il che suggerisce che l'animale era un brucatore non selettivo che si cibava al livello del terreno. Probabilmente tra i cibi preferiti dell'animale vi erano felci, cycadeoidi, felci con semi, equiseti e alghe. Stevens e Parish (2005) ipotizzarono che questi sauropodi si nutrissero anche di piante acquatiche sommerse.
Uno studio del 2015 sul collo di Apatosaurus e Brontosaurus ha dimostrato molte differenze tra questi due generi e altri diplodocidi; queste variazioni tra specie potrebbero dimostrare che i colli di Apatosaurus e Brontosaurus venivano usati nei combattimenti intraspecifici o contro i predatori. Sono state avanzate anche diverse ipotesi sull'uso del singolo artiglio degli arti anteriori, presente in tutti i sauropodi. Una delle ipotesi è che venisse usato come arma di difesa, ma la forma e le dimensioni rendono ciò improbabile. È quindi più probabile che venisse usato nella ricerca del cibo, come disseppellire radici o abbattere grossi tronchi d'albero durante il pascolo.
Piste di impronte fossili di sauropodi, come Apatosaurus, dimostrano che questi animali percorrevano circa 25–40 km (16-25 miglia) al giorno, e potevano raggiungere una velocità massima di 20–30 km/h (12-19 miglia). La lenta locomozione dei sauropodi potrebbe essere dovuta alle dimensioni minime della muscolatura, oppure al rinculo dei loro passi. Alcune impronte fossili indicano che almeno i giovani fossero in grado di usufruire di una minima locomozione bipede, anche se ciò è ancora oggi incerto.

### Postura del collo
I diplodocidi, come Apatosaurus, vengono spesso illustrati con i loro colli perfettamente dritti verticalmente puntando verso l'alto in aria, permettendo così di arrivare fino alle più alte fronde degli alberi. Tuttavia recenti studi hanno dimostrato che il collo dei diplodocidi era molto meno flessibile rispetto a quanto si riteneva in precedenza, poiché la struttura delle vertebre cervicali non avrebbe permesso al collo di piegarsi verso l'alto così tanto, e che sauropodi come l'Apatosaurus erano meglio adattati a brucare la vegetazione che cresceva a pochi metri da terra o direttamente dal suolo.
Altri studi di Taylor hanno provato che tutti i tetrapodi sembrano tenere il collo alla massima estensione possibile verticale quando sono in una normale postura di segnalazione; essi sostengono che lo stesso valesse per i sauropodi, salvo eventuali caratteristiche uniche sconosciute che impostino l'anatomia dei tessuti molli del collo oltre a quella degli altri animali. Pertanto è probabile che l'Apatosaurus, così come il Diplodocus, tenesse il collo inclinato verso l'alto con la testa rivolta verso il basso in posizione di riposo. Kent Stevens e Michael Parrish (1999-2005) constatarono che Apatosaurus aveva un'ampia mobilità del collo e una vasta gamma di movimenti, tanto che il collo poteva formare una U lateralmente. I movimenti consentitegli dal collo avrebbe permesso all'animale anche di cibarsi al livello dei suoi piedi.
Matthew Cobley et al. (2013) contestarono gli studi di Taylor, affermando che i grandi muscoli e il collagene del collo dell'animale avrebbero limitato notevolmente i movimenti del collo. Essi affermano che la gamma di movimenti dei sauropodi come Diplodocus erano molto più limitati di quanto precedentemente creduto e che gli animali si spostavano continuamente per trovare aree migliori dove cibarsi. Come tali, essi avrebbero trascorso la maggior parte del loro tempo a nutrirsi per soddisfare le loro esigenze alimentari. Le conclusioni di Cobley et al., furono a loro volta contestate da Taylor, che analizzò la quantità e il posizionamento della cartilagine intervertebrale per determinare la flessibilità del collo di Apatosaurus e Diplodocus, dimostrando in definitiva che il collo di Apatosaurus era molto flessibile.

### Fisiologia

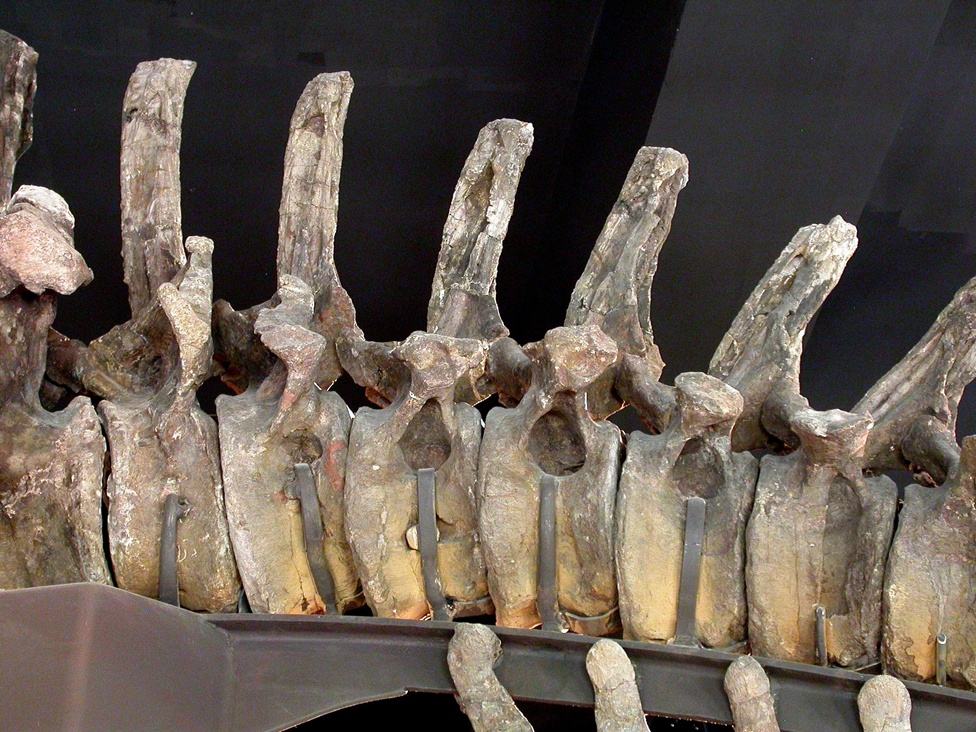
Vertebre caudali dell'esemplare FMNH P25112, in particolare le fosse pneumatiche (buchi)

Data la massa del grande corpo e il lungo collo dei sauropodi come Apatosaurus, i fisiologi hanno riscontrato diversi problemi su come effettivamente questi animali respiravano. Partendo dal presupposto che come i coccodrilli, l'Apatosaurus non aveva un diaframma, il volume dello spazio morto (la quantità di aria residua non utilizzata presente nella bocca, nella trachea e l'aria che rimane dopo ogni respiro) è stato stimato a circa 0,184 m³ (184 l) su un esemplare di 30 tonnellate. Paladino calcolò il volume polmonario (la quantità di aria spostato dentro o fuori durante un singolo respiro) a 0,904 m³ (904 l) con un sistema respiratorio aviario, 0,225 m³ (225 l) se mammifero, e 0,019 m³ (19 l) se rettile.
Su questa base, il sistema respiratorio sarebbe stato probabilmente parabronchi, con più sacche d'aria polmonari come nei polmoni aviari, e un polmone a flusso continuo. Un sistema respiratorio aviario avrebbe bisogno di un volume polmonare di circa 0,60 m³ (600 l), rispetto al requisito di mammifero di 2,95 m³ (2.950 l), che supera lo spazio disponibile. Il volume complessivo della gabbia toracica di Apatosaurus è stato stimato a 1,7 m³ (1.700 l), consentendo di ospitare un cuore a quattro camere di 0,50 m³ (500 l), e una capacità polmonare di 0,90 m³ (900 l). Ciò darebbe 0,30 m³ (300 l) di spazio per il tessuto organico necessario. Le prove per la presenza di un sistema respiratorio aviario in Apatosaurus e altri sauropodi sono presenti anche nella pneumaticità delle loro vertebre. Anche se ciò ha già un ruolo nel ridurre il peso dell'animale, Wedel (2003) afferma che sono di solito collegate a sacchi aeriferi, come nel sistema respiratorio degli uccelli.
James Spotila et al. (1991) conclusero che le dimensioni corporee dei sauropodi avrebbe permesso loro di mantenere alti tassi metabolici, poiché non erano in grado di disperdere abbastanza calore. Pertanto hanno ipotizzato che i sauropodi avessero un sistema respiratorio da rettile. Al contrario, Wedel affermò che un sistema respiratorio aviario avrebbe permesso una maggiore dispersione di calore. Alcuni scienziati affermarono che il cuore avrebbe avuto difficoltà a sostenere la pressione del sangue sufficiente ad ossigenare il cervello. Altri suggeriscono che la postura quasi orizzontale della testa e del collo avrebbe eliminato il problema di fornire sangue al cervello, poiché il sangue non avrebbe dovuto risalire in verticale il collo.
James Farlow (1987) calcolò che un animale delle dimensioni di un Apatosaurus, di circa 35 tonnellate avrebbe avuto circa 5,7 t di contenuti di fermentazione. Supponendo che Apatosaurus avesse un sistema respiratorio aviario o da rettile, Frank Paladino et al. (1997) stimarono che l'animale avrebbe avuto bisogno di consumare solo circa 262 litri (58 imp gal; 69 US gal) d'acqua al giorno.

### Crescita

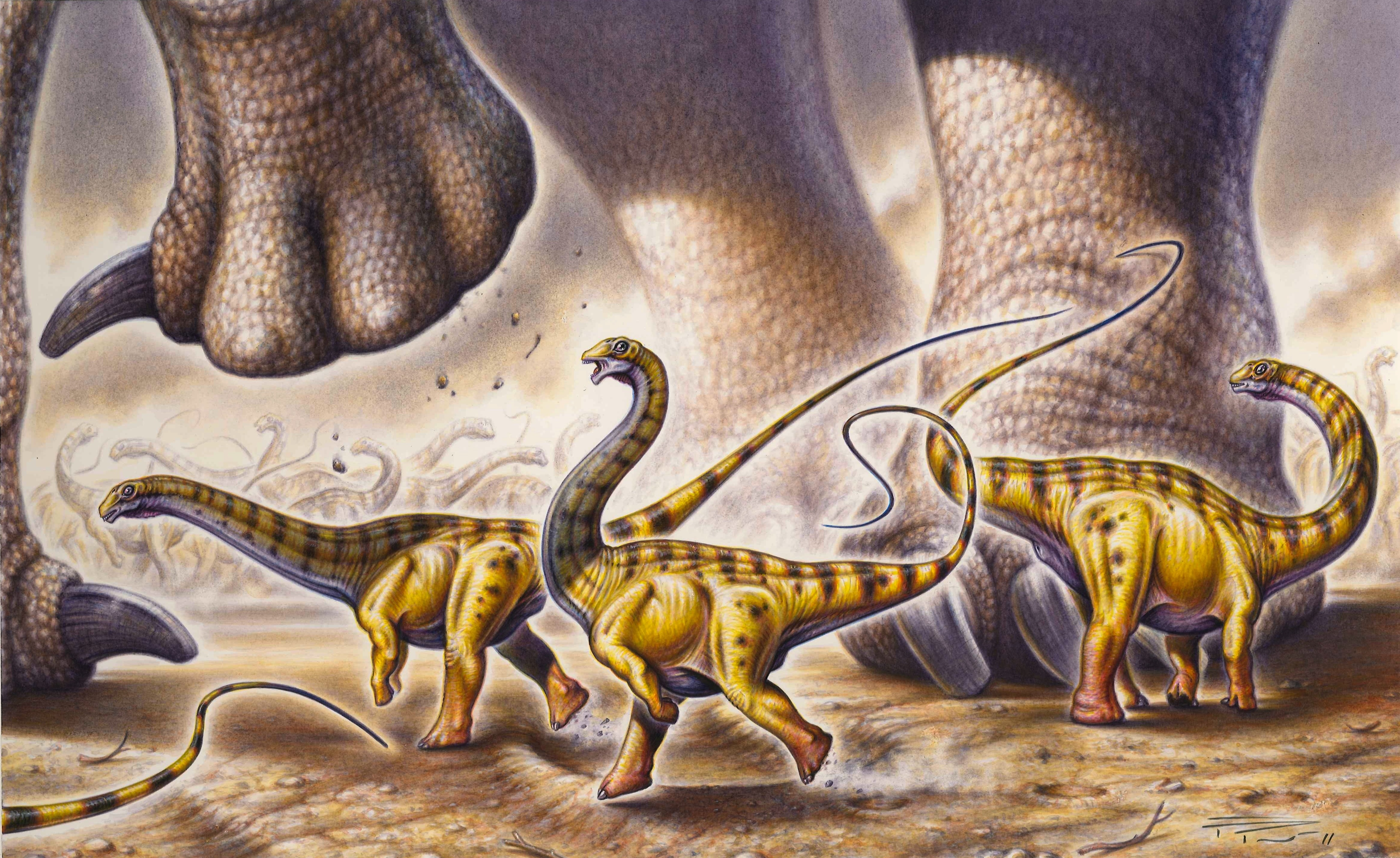
Ricostruzione di giovani Apatosaurus ajax: le piste di impronte suggeriscono che i giovani esemplari potevano correre in posizione bipede

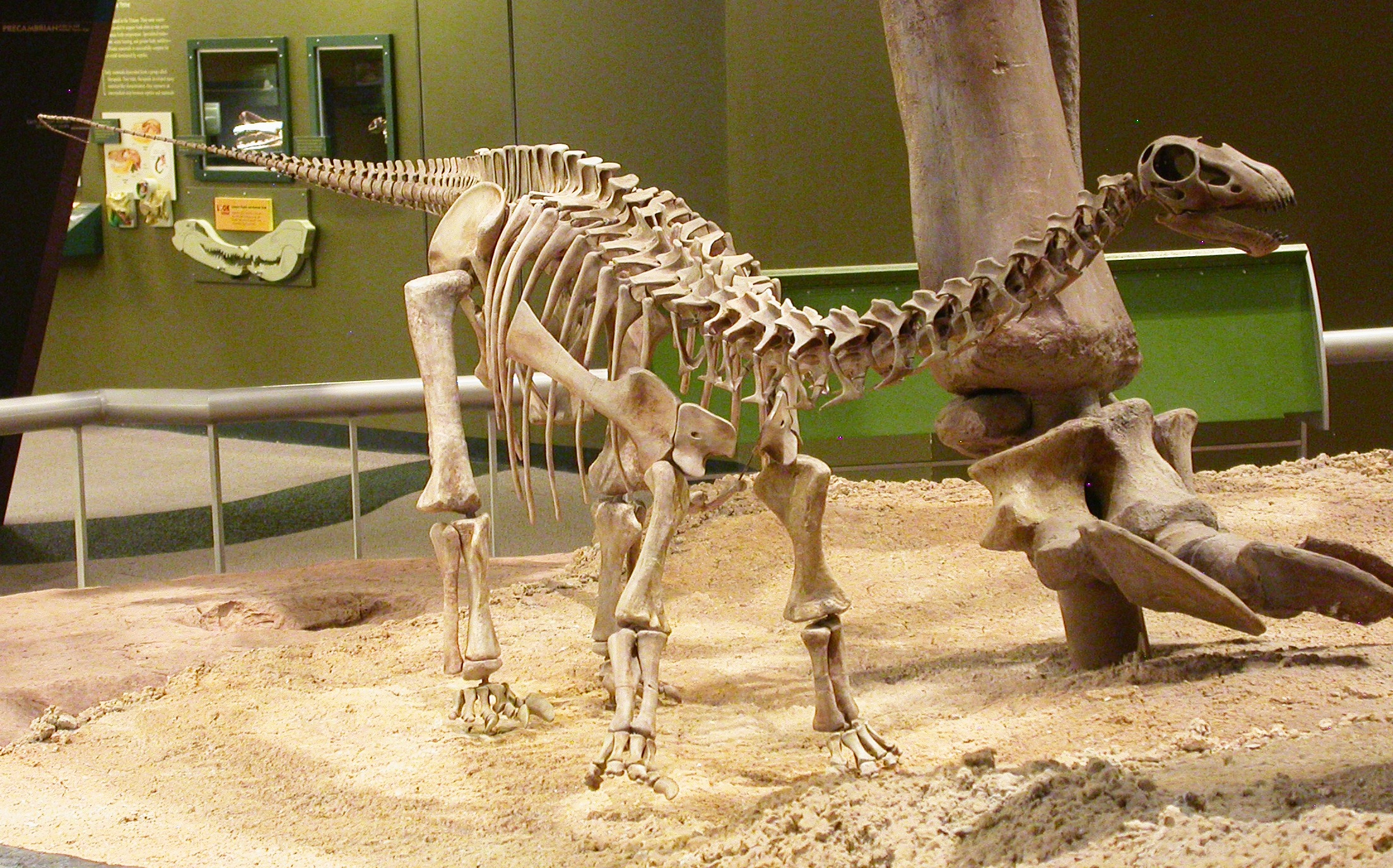
Scheletro di un giovane esemplare di Apatosaurus sp., al Sam Noble Oklahoma Museum of Natural History

Nel 1999, uno studio a livello microscopico sulle ossa di Apatosaurus e Brontosaurus ha concluso che questi animali crescevano molto rapidamente, e i giovani raggiungevano le dimensioni adulte in circa 10 anni. Nel 2008, uno studio sui tassi di crescita dei sauropodi, pubblicato da Thomas Lehman e Holly Woodward, ha rivelato che, utilizzando linee di crescita e rapporti tra lunghezza e massa, un Apatosaurus sarebbe cresciuto di 25 tonnellate in 15 anni, con un picco di crescita di 5000 kg (11.000 libbre) in un anno. Un metodo alternativo di estrapolazione, utilizzando lunghezza dell'arto e massa corporea, stima che un Apatosaurus sarebbe cresciuto di 520 kg (1150 libbre) all'anno, raggiungendo la sua piena massa a circa 70 anni. Tuttavia queste stime si sono rivelate poco affidabili, in quanto le vecchie linee di crescita sarebbero state cancellate dal rimodellamento osseo. Uno dei primi fattori di crescita identificati in Apatosaurus era il numero di vertebre sacrali, che arrivava a cinque al raggiungimento della maturità sessuale dell'animale. Tale fenomeno è stato osservato nel 1903 e di nuovo nel 1936.
L'istologia delle ossa lunghe consente ai ricercatori di stimare l'età che un individuo specifico aveva raggiunto. Uno studio condotto da Eva Griebeler et al. (2013) ha esaminato le ossa lunghe di alcuni esemplari di Apatosaurus e ha concluso che l'esemplare SMA 0014 pesava 20.206 kg, ha raggiunto la maturità sessuale a 21 anni, e morì all'età di 28. Lo stesso modello di crescita è indicato nell'esemplare BYU 601-17.328 che pesava 18.178 kg, raggiunse la maturità sessuale a 19 anni, e morì all'età di 31.
Rispetto alla maggior parte dei sauropodi, si conosce una discreta quantità di fossili giovanili Apatosaurus. Molti esemplari provenienti da OMNH rappresentano giovani esemplari di specie non determinate di Apatosaurus; questo materiale include una spalla parziale e una cintura pelvica, alcune vertebre e ossa degli arti. Il materiale giovanile di OMNH proviene da almeno due diversi gruppi di età e sulla base della sovrapposizione delle ossa, probabilmente provengono da più di tre individui. Nonostante la giovane età questi resti mostrano già le caratteristiche distintive di Apatosaurus, e quindi probabilmente appartengono a questo genere. Inoltre questi esemplari hanno collo e coda proporzionalmente più brevi, e una disparità tra le zampe anteriori e posteriori più pronunciata rispetto agli adulti.

### Coda
In un articolo pubblicato nel 1997, si espose una ricerca sulla meccanica della coda di Apatosaurus, condotta da Nathan Myhrvold e dal paleontologo Philip J. Currie. Myhrvold effettuò una simulazione al computer della coda, che in un diplodocide come Apatosaurus era molto lunga, affusolata e con una struttura simile ad una frusta. Questa modellazione al computer suggerì che i sauropodi erano in grado di produrre un forte suono di schiocco di frusta di oltre 200 decibel, paragonabile al volume di un colpo da fuoco di un cannone.
Nella coda di un individuo è stata diagnosticata una patologia che probabilmente è causata da un difetto di crescita. Due vertebre caudali sono perfettamente fuse lungo tutta la superficie articolare delle ossa, comprese gli archi delle spine neurali. Questo difetto può essere causato dalla mancanza o inibizione della sostanza che si forma nei dischi intervertebrali o nei giunti. In passato si credeva che le code a frusta potessero essere impiegate nei combattimenti intraspecifici o per difendersi dai predatori, ma le code dei diplodocidi erano troppo leggere e strette, rispetto a quelle di Shunosaurus e dei mamenchisauridi, rischiando di lesionarsi o addirittura rompersi se usate come arma.

## Paleoecologia

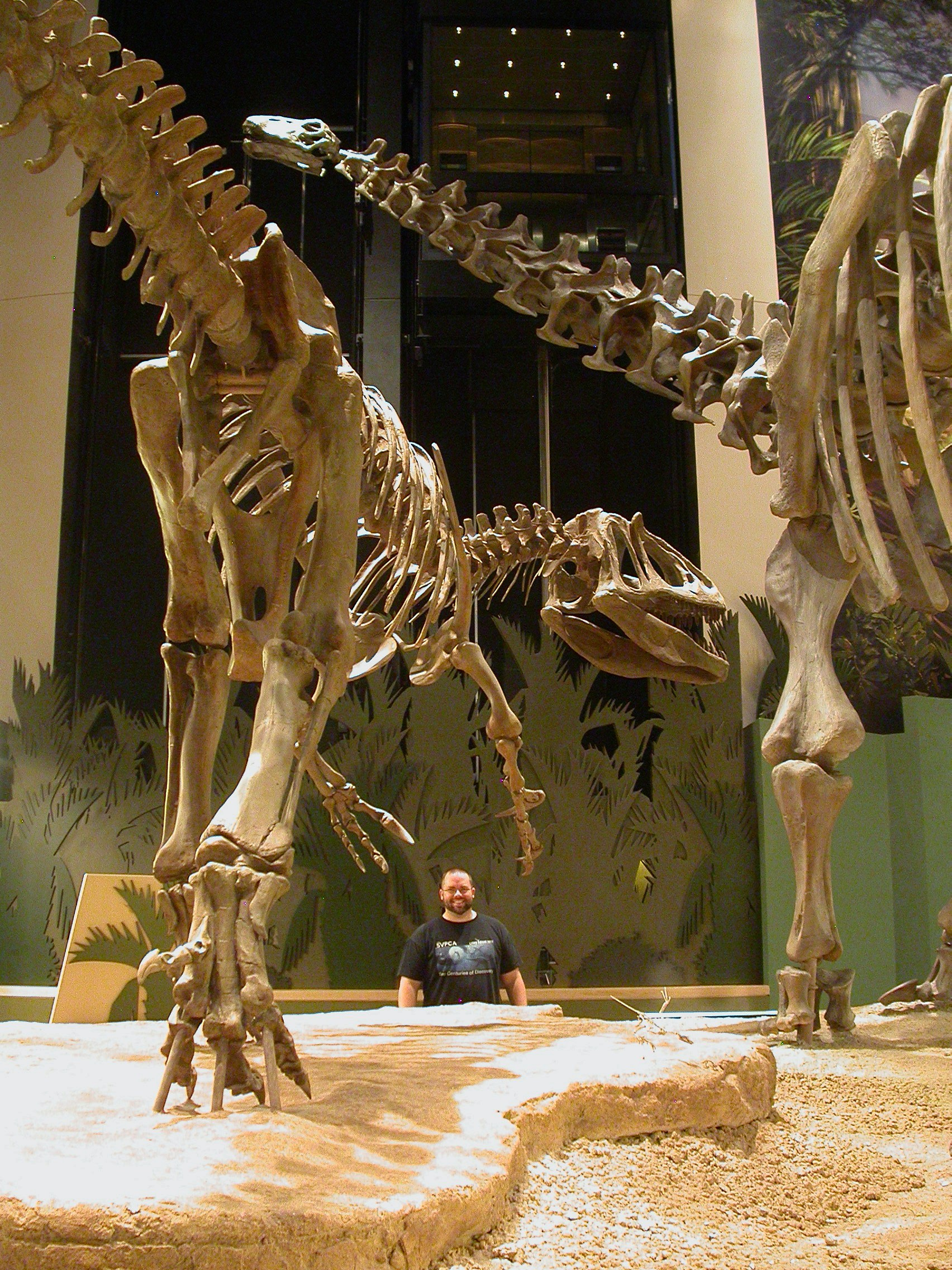
Scheletri di Saurophaganax e A. ajax, al Sam Noble Oklahoma Museum of Natural History

La Formazione Morrison è una formazione rocciosa superficiale creatasi dall'accumularsi di sedimenti marini e alluvionali che, secondo la datazione radiometrica, risale tra 156,3 milioni di anni fa alla base e 146,8 milioni di anni fa al suo apice, datandola dal tardo Oxfordiano, il Kimmeridgiano fino all'inizio del Titoniano, nel Giurassico superiore. Questa formazione viene interpretata come originatasi in un ambiente semi-arido caratterizzato dall'alternarsi di stagioni umide e stagioni secche. Il bacino Morrison, dove vivevano i dinosauri, si estendeva attraverso Nuovo Messico, Alberta e Saskatchewan; si è formato quando i precursori del Front Range delle Montagne Rocciose hanno iniziato a spingersi verso nord ad ovest. I loro depositi e bacini di drenaggio sono rivolti ad est e sono stati originati dai torrenti e dai fiumi, che riversavano i loro depositi nelle pianure paludose, nei laghi, nei canali fluviali e nelle pianure alluvionali. Questa formazione è simile in età alla Formazione Lourinhã, in Portogallo ed alla Formazione Tendaguru, in Tanzania.
L'Apatosaurus è il secondo sauropode più comune nell'ecosistema della Formazione Morrison, dopo Camarasaurus. Inoltre, l'Apatosaurus potrebbe essere stato più solitario di altri dinosauri della formazione. Il sauropode più grande della formazione era il Supersaurus, con una lunghezza totale di 33-34 metri. I fossili di Apatosaurus sono stati ritrovati solo nei livelli superiori della formazione. Quelli di Apatosaurus ajax sono noti esclusivamente nella parte superiore del Brushy Basin, e risalgono a circa 152-151 milioni di anni fa. I fossili di A. louisae sono più rari, e sono stati ritrovati solo in un sito, nella parte superiore del Brushy Basin, e risalgono al tardo Kimmeridgiano, circa 151 milioni di anni fa. Ulteriori resti di Apatosaurus sono stati ritrovati in rocce della stessa età o leggermente più giovani, ma non sono stati identificati come una particolare specie, e potrebbero appartenere a Brontosaurus.
La Formazione Morrison era un ambiente dominato da giganteschi dinosauri sauropodi come Diplodocus, Brontosaurus e Brachiosaurus. Altri dinosauri noti dalla stessa formazione includono i teropodi Allosaurus, Ceratosaurus, Ornitholestes, Saurophaganax e Torvosaurus e gli ornitischi Camptosaurus, Dryosaurus e Stegosaurus. I resti di Apatosaurs sono stati spesso trovati in associazione con Allosaurus, Camarasaurus, Diplodocus e Stegosaurus. L'Allosaurus in particolare rappresentava fino al 75% dei campioni di teropodi, ed era in cima alla catena alimentare della formazione. Molti dei generi di dinosauri della Formazione Morrison, si possono ritrovare anche in altri siti con delle proprie specie o con controparti di altri generi; è il caso della Formazione Lourinhã del Portogallo, che contiene le specie europee di Allosaurus, Ceratosaurus e Torvosaurus, mentre Brachiosaurus, Camptosaurus e Apatosaurus sono sostituiti rispettivamente da Lusotitan, Draconyx e Dinheirosaurus. Altri vertebrati noti da questo paleoambiente includono pesci, rane, salamandre, tartarughe, sphenodonti, lucertole, crocodylomorphi terrestri e acquatici e diverse specie di pterosauro. La flora del periodo rivelata dai fossili includeva alghe verdi, funghi, muschi, equiseti, cycadi, ginkgo e diverse famiglie di conifere. La vegetazione variava dalla vegetazione presente sui fiumi che consisteva in felci arboree e felci terrestri, con una foresta a galleria, che nelle zone più aride lasciava il posto ad un ambiente semi-arido pianeggiante puntellato da felci e alberi simili a conifere, come l'Araucaria e il Brachyphyllum.

## Nella cultura di massa
L'Apatosaurus (talvolta confuso o erroneamente nominato Brontosaurus) è uno dei sauropodi più famosi insieme al Brachiosaurus, Camarasaurus e al Diplodocus.
Piedino, il protagonista della longeva saga d'animazione Alla ricerca della Valle Incantata, è un cucciolo di Apatosaurus.
Nel franchise di Jurassic Park, nel canone letterario dei romanzi di Michael Crichton, Jurassic Park e Il mondo perduto, uno dei dinosauri riportati in vita grazie alla genetica è l'Apatosaurus, mentre nell’adattamento cinematografico del primo romanzo, l'animale è stato sostituito dal Brachiosaurus. 
Nel canone cinematografico, l'Apatosaurus non venne creato ai tempi del Jurassic Park; la sua de-estinzione avvenne solo nel 2005 per farlo diventare un'attrazione del Jurassic World. Da quel momento in poi l'Apatosaurus compare anche nei sequel, Jurassic World - Il regno distrutto (2018) e Jurassic World - Il dominio (2022). 
Nella serie animata Jurassic World - Nuove avventure, l'Apatosaurus, come in Jurassic Park, viene sostituito dal Brachiosaurus; quest’ultimo infatti non compare all’interno della serie.